# Caso Odebrecht en Perú
El caso Odebrecht en Perú se refiere a un escándalo de corrupción protagonizada por la empresa constructora brasileña Odebrecht dentro del Perú, que forma a la vez parte del Caso Lava Jato. Ha involucrado a varios políticos, funcionarios y empresarios en la recepción de coimas para favorecer a dicha empresa en la licitación de obras públicas (cohecho, colusión, negociación incompatible, asociación ilícita y tráfico de influencias), así como en la entrega de dinero ilícito a favor de las campañas electorales de diversos candidatos presidenciales (lavado de activos y organización criminal). El caso está en manos del Equipo Especial Lava Jato del Ministerio Público. Incluso ha ocasionado graves consecuencias en el ambiente político, legal y empresarial en el Perú.
Han sido condenados:
- Alejandro Toledo (Presidente del Perú 2001 - 2006). Condenado a 20 años de prisión efectiva, por tráfico de influencias, colusión y lavado de activos (se le acusa de recibir una coima de 31 millones de dólares para favorecer a Odebrecht en la licitación de la Carretera Interoceánica Sur). Su esposa, Eliane Karp también se encuentra prófuga por complicidad en el delito de Lavado de Activos. Por el caso de la Carretera Interoceánica, la Fiscalía pide 20 años de cárcel, en esta acusación se encuentran funcionarios de Pro Inversión y empresarios vinculados al rubro de construcción.

- Ollanta Humala (Presidente del Perú 2011 - 2016). Condenando a 15 años de prisión efectiva por lavado de activos, luego de haber estado nueve meses con prisión preventiva; acusado de recibir, dinero ilícito para financiar sus campañas electorales de 2006 y 2011.

- Nadine Heredia (Primera Dama del Perú 2011 - 2016). Condenada a 15 años de prisión efectiva por lavado de activos, luego de haber estado nueve meses con prisión preventiva; acusada de recibir, dinero ilícito para financiar sus campañas electorales de 2006 y 2011. Pidió asilo a la embajada de Brasil y se encuentra prófuga de la justicia.

- César Álvarez, exgobernador de Áncash, fue condenado a 8 años y 3 meses de prisión efectiva. Es el primer sentenciado del Lava Jato peruano, por los delitos de colusión agravada y negociación incompatible, por el caso de la carretera Carhuaz-Chacas-San Luis.

- Pedro Chávarry, exfiscal de la Nación, fue condenado a prisión suspendida por 4 años, por encubrimiento real y obstrucción de la justicia por la remoción de los fiscales del equipo especial Lava Jato y su interferencia en el Caso Cocteles que involucraba al partido político Fuerza Popular. Adicionalmente, fue inhabilitado para ocupar cargos públicos por 3 años y destituido por la Junta Nacional de Justicia de su cargo de fiscal supremo.

Dos expresidentes de la República se hallan comprometidos en el caso:
- Alan García (1985 - 1990 / 2006 - 2011) se hallaba con impedimento de salida del país y bajo investigación por la presunta corrupción que ocurrió bajo su segundo gobierno con respecto a las obras de la Línea 1 del metro de Lima y la carretera Interoceánica Sur. Intentó pedir asilo político al gobierno de Uruguay, al considerarse un perseguido político. Pero el gobierno uruguayo rechazó su pedido, al considerar que en el Perú había plena independencia de los poderes del Estado. Posteriormente, cuando se ordenó su detención preliminar por diez días, el día 17 de abril del 2019, García se disparó en la cabeza, en el momento en que agentes y un fiscal habían ido a su vivienda a cumplir con la orden judicial. Falleció horas después, tras sufrir tres paros cardiorrespiratorios. Su expareja, Roxanne Cheesman se encuentra investigada por Lavado de Activos en calidad de cómplice.

- Pedro Pablo Kuczynski (2016-2018) se halla con comparecencia restringida e impedimento de salida del país por supuesto lavado de activos cuando fue ministro de Estado en el gobierno de Toledo; se encontraba con arresto domiciliario desde abril del 2019. Fue durante el ejercicio de su gobierno (2016-2018) cuando se reveló que su empresa unipersonal había hecho consultorías a empresas relacionadas con Odebrecht en la época en que fue ministro de Estado (2004-2006), lo que motivó que fuera sometido a dos procesos de vacancia presidencial. Finalmente, se vio obligado a renunciar a la presidencia, tras revelarse que sus allegados habían intentado comprar la voluntad de congresistas de la oposición para favorecerlo en la votación en el Congreso por la vacancia.

También han sido involucrados los exgobernadores regionales:
- Félix Moreno, exgobernador del Callao, quien está con prisión preventiva por 18 meses en el caso del proyecto Vía Costa Verde-tramo Callao.
- Jorge Acurio Tito, exgobernador del Cuzco, en prisión domiciliaria por 12 meses por el caso de la Vía de Evitamiento-Cuzco.
- Nery Saldarriaga, exgobernadora de Lambayeque, investigada por el Caso Olmos relacionado con la empresa brasileña.
- Humberto Acuña Peralta, exgobernador de Lambayeque, investigado en 2020 por el Caso Olmos por haber favorecido a la empresa brasileña en el proyecto del Trasvase Olmos. En 2021 se le dictó 24 meses de impedimento de salida del país y el pago de una caución.

Otros involucrados son dos exalcaldes metropolitanos de la ciudad de Lima:
- Susana Villarán, con 24 meses de arresto domiciliario por recibir presuntamente dinero ilícito en la campaña del No a la Revocatoria de 2013 y en su campaña de reelección en 2014, junto con su ex gerente municipal, José Miguel Castro. Su ex gerente de Seguridad, Gabriel Prado Ramos, se halla con comparecencia restringida.
- Luis Castañeda Lossio, se encontraba con 24 meses de arresto domiciliario hasta su fallecimiento; antes de ello, era investigado bajo el régimen de prisión preventiva, estaba acusado de haber recibido dinero ilícito en la campaña de 2014 y en la Presidencial de 2011; actualmente sus coinvestigados se encuentran bajo reglas de conducta y medidas coercitivas, entre ellos, el exteniente alcalde de Miraflores, Martín Bustamante y su ex Gerenta de Inversión Privada, Giselle Zegarra.

También fueron involucrados cuatro importantes líderes políticos:
- La presidenta del partido Fuerza Popular, Keiko Fujimori, actualmente con comparecencia restringida (después de haber estado 16 meses en prisión preventiva), por obstaculizar a la justicia durante la investigación por lavado de activos referente a los financiamientos de sus campañas electorales de 2011 y 2016. También se hallan involucrados en el mismo caso miembros de la dirigencia partidaria del fujimorismo, como sus asesores personales Ana Herz, Pier Figari y Vicente Silva Checa.
- La expresidenta del Partido Popular Cristiano, Lourdes Flores, por supuestos aportes recibidos en los comicios de 2006 (presidencial) y 2010 (municipal). Otro exdirigente de dicho partido, el exdiputado Horacio Cánepa, también se halla investigado por ser intermediario en esos aportes (ya confesados), pero además, debido a que en su calidad de árbitro en litigios empresariales, falló a favor de Odebrecht en varias oportunidades, perjudicando al Estado, presuntamente a cambio de coimas provenientes de dicha empresa.
- El Presidente del Partido Podemos Perú, José Luna Gálvez, con comparecencia restringida por 36 meses -en este caso- debido a supuestos aportes recibidos en los comicios municipales cuando fue socio del exalcalde de Lima, Luis Castañeda Lossio.

Entre algunos ex altos funcionarios públicos se encuentran:
- El ex director del Banco Central de Reserva, y exsecretario general del partido Fuerza Popular, José Chlimper Ackerman
- Los ex Presidentes del Consejo de Ministros César Villanueva, Yehude Simon, René Cornejo, Jorge del Castillo y Fernando Zavala
- Varios exministros de estado como: Mariano González, Eleodoro Mayorga, Enrique Cornejo, Luis Nava Guibert, Fernando Olivera, Wilfredo Pedraza, Jorge Nieto Montesinos, Luis Miguel Castilla, Carlos Paredes, Aurelio Pastor, Jaime Yoshiyama, Augusto Bedoya Cámere, Mercedes Cabanillas, etc.
- Varios Congresistas de la República de diversos partidos políticos como Humberto Acuña Peralta, Mauricio Mulder, Marisa Glave, Anel Townsend, Juan Sheput, Hildebrando Tapia, Juan Carlos Eguren, Virgilio Acuña, Santiago Gastañadui, Luciana León, etc.
- Algunos ex Presidentes del Congreso de la República como Carlos Ferrero Costa, Luis Alva Castro y Javier Velásquez Quesquén;
- Antiguos Funcionarios del Ministerio de Transportes y Comunicaciones del gobierno de Toledo de 2001-2006 (por el caso de la Interoceánica), del gobierno aprista de 2006-2011 (por el caso del tramo 2 de la Línea 1 del Metro de Lima) y del gobierno de Humala de 2011-2016 (Caso Club de la construcción y Caso Gaseoducto del Sur.

Empresarios vinculados con los grandes grupos económicos más grandes del Perú:
- Los ejecutivos de las contratistas más grandes del Perú (Graña y Montero, JJ Camet, ICGSSA, etc).
- El expresidente del Comité Organizador de los Juegos Panamericanos Lima 2019 y Presidente de COPAL, Carlos Neuhaus Tudela
- El ex decano de la Facultad de Derecho de la Universidad del Pacífico, Fernando Cantuarias Salaverry
- La banquera internacional y ex embajadora del Perú en el Reino Unido, Susana de la Puente Wiese
- El exdirector del diario El Comercio y expresidente de la Constructora Graña y Montero, José Graña
- El expresidente del Club Regatas Lima, Gustavo Salazar Delgado.
- El ex Gerente General de First Capital Partners e inversionista Chileno, Gerardo Sepulveda
- El Ejecutivo empresarial de Credicorp y expresidente del Directorio del Banco de Crédito, Dionisio Romero Paoletti
- El ex director de Panamericana Televisión, Pedro Arbulú Seminario

## Antecedentes
La constructora brasileña Odebrecht fue una de las empresas beneficiadas durante el gobierno de Alberto Fujimori. Odebrecht participó en 28 licitaciones, de las cuales 22 correspondían a obras. Según un informe del Congreso de la República, el valor original de las obras licitadas era de 449 millones de dólares.

## Inicio
El 21 de diciembre del 2016, se publicó un documento del Departamento de Justicia de los Estados Unidos que revelaba que la constructora brasileña Odebrecht, en los veinte años anteriores, había realizado pagos de sobornos a funcionarios públicos de 12 países (entre ellos el Perú) para ganar las licitaciones de obras públicas. Ese fue el punto de inicio del llamado caso Odebrecht, que la prensa calificó como el mayor escándalo de corrupción en Latinoamérica.
En el caso del Perú, de acuerdo con los investigadores judiciales, Odebrecht habría pagado aproximadamente 29 millones de dólares en sobornos a funcionarios, que le generaron más de 143 millones de dólares en beneficios, aunque es probable que el monto de estos pagos ilícitos haya sido mucho mayor. Ello habría ocurrido entre los años 2005 y 2014, que corresponden a los gobiernos de Alejandro Toledo (2001-2006), Alan García (2006-2011) y Ollanta Humala (2011-2016). Ya desde noviembre de 2016, la Fiscalía en el Perú venía investigando el caso conocido desde Brasil como Operación Lava Jato.
El entonces presidente del Perú, Pedro Pablo Kuczynski, dijo que apoyaría en todo lo que sea necesario para la investigación. Su primer ministro, Fernando Zavala, instó al Ministerio Público y al Poder Judicial a que llevasen a cabo todas las investigaciones que correspondan para determinar en qué casos hubo actos de corrupción.

## Colaboración eficaz

### Primeras declaraciones de Marcelo Odebrecht y Jorge Barata

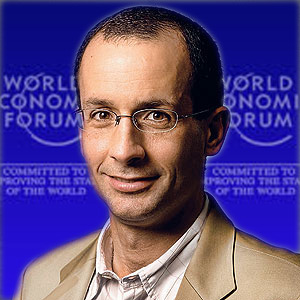
Marcelo Odebrecht, dueño de la empresa constructora.

Marcelo Odebrecht (expresidente de la constructora) y [Jorge Barata] (director ejecutivo de la empresa en el Perú), se acogieron a la delación premiada o colaboración eficaz para reducir sus condenas y empezaron a colaborar con la justicia de Brasil y Perú.
A principios de 2017 se empezó a discutir entre la Fiscalía del Perú, encabezada por Pablo Sánchez, y la empresa Odebrecht, un acuerdo de colaboración eficaz, de carácter secreto, y gracias a ello, Odebrecht y Barata empezaron a colaborar con la justicia peruana. Las declaraciones de estos personajes han comprometido a expresidentes y funcionarios peruanos, sobre la recepción de coimas para favorecer a la empresa brasileña en la licitación de obras públicas, así como aportes «fantasmas» para financiar las campañas electorales de diversos candidatos (esto último vendría a configurar la figura delictiva de lavado de activos). El caso más resonante es el del expresidente Alejandro Toledo, a quien Barata sindicó haberle entregado veinte millones de dólares, a cambio de la concesión de los tramos II y III de la Carretera Interoceánica Sur. Otra revelación importante de Barata fue la entrega de tres millones de dólares a Nadine Heredia para la campaña electoral de Ollanta Humala de 2011.
En mayo de 2017, Marcelo Odebrecht respondió un cuestionario de veinte preguntas al fiscal peruano Germán Juárez, sobre el caso de lavado de activos que involucra al expresidente Ollanta Humala. Odebrecht confirmó la entrega de tres millones de dólares a favor de la campaña electoral de Humala de 2011, pero que también hizo aportes a otros candidatos, como Keiko Fujimori y Mercedes Aráoz.
El 10 de noviembre de 2017, un equipo de fiscales peruanos interrogó por segunda vez a Marcelo Odebrecht en Curitiba, sobre las anotaciones en su agenda, especialmente sobre el caso de Keiko Fujimori, aunque también se mencionaron a otros políticos peruanos. Odebrecht confirmó que su empresa entregó el dinero a favor de la candidatura fujimorista, aunque dijo que el monto exacto lo sabía barata.
A fines de febrero de 2018, Barata declaró nuevamente ante los fiscales peruanos sobre los aportes que hizo la empresa Odebrecht a favor de la campaña electoral de Humala de 2011 y sobre las anotaciones en la agenda de Marcelo Odebrecht. Según lo que trascendió, Barata habría reconocido la entrega de dinero a favor de las principales candidaturas presidenciales de 2011, así como a la campaña por el No a la revocatoria de 2013 a favor de Susana Villarán, confirmando así sus anteriores declaraciones, y las de Odebrecht. Pero esta vez precisó los montos y mencionó los nombres de los intermediarios en la recepción de los dineros.

### Nuevos acuerdos de colaboración eficaz
A mediados de 2018 quedó entrampada la colaboración de los brasileños con la fiscalía peruana, debido a que la empresa Odebrecht rechazaba ser sometida a investigación en el Perú, como pretendía hacer el fiscal Hamilton Castro, jefe del Equipo Especial del caso Lava Jato. Este fiscal consideraba que la empresa y sus funcionarios, como corruptores, debían responder ante la justicia del Perú, al igual que los corruptos y pagar incluso reparaciones civiles; sin embargo, otros entendidos en el asunto consideraban que lo más importante era que la empresa siguiera dando información sobre las rutas del dinero ilícito, información necesaria para procesar a los políticos y empresarios peruanos involucrados en el caso. El asunto es que la empresa se negó a seguir colaborando si era perseguida por la justicia peruana.
A principios de julio de 2018, la justicia brasileña declaró congeladas todas las relaciones de colaboración con el Perú, con lo que se corría el riesgo de que no se pudieran usar en los juicios orales los testimonios y pruebas dadas hasta entonces por Barata y otros delatores brasileños (ello debido a que aún no se había formalizado la colaboración eficaz, pese a haberse iniciado en enero de 2017). Se iniciaron entonces negociaciones para reanudar la colaboración.
El 2 de agosto de 2018 el Ministerio Público del Perú y la empresa Odebrecht (con el respaldo de la justicia brasileña) firmaron un nuevo acuerdo. La empresa Odebrecht reafirmó su colaboración sin restricciones con la justicia peruana, a cambio de que la fiscalía peruana archivara las investigaciones judiciales en contra suya y de sus funcionarios o exfuncionarios, y se comprometiera a no abrir otras investigaciones.
Ya antes se había separado al fiscal Hamilton Castro de su cargo de coordinador del Equipo Especial Lava Jato, debido a la lentitud con que había estado llevando los acuerdos de colaboración eficaz. Fue designado en su reemplazo el fiscal superior Rafael Vela Barba.
Sin embargo, aún no se firmaba un acuerdo de colaboración eficaz definitivo, que obligara a Odebrecht a dar la información completa (hasta entonces solo lo había hecho en partes muy específicas), lo cual debía venir respaldada con la información encriptada de los servidores My Web Day y Drousys. El fiscal Rafael Vela Barba se enfocó en lograr una colaboración más amplia y detallada. Ello era muy complicado, pues las partes no se ponían de acuerdo en las condiciones. Odebrecht aceptaba dar toda la información a cambio de pagar reparaciones civiles razonables, no exageradas, proponiendo que sus activos sigan rentando en el Perú, para poder hacer dicho pago, ya sea vendiéndolas para que vayan a un fideicomiso o dejando que sigan operando para producir rentas. Ello iba en contra de aquellos extremistas que sostenían que se debía expropiar todos los activos a la empresa o exigirle reparaciones multimillonarias, todo lo cual era muy contraproducente y fuera de la realidad, teniendo como comparación lo ocurrido en otros países como Estados Unidos, con los que la empresa había ya hecho acuerdos similares de colaboración eficaz. La congresista Rosa Bartra, que había presidido la Comisión Lava Jato, reclamó que al desconocerse los detalles de la negociación era presumible que el Estado peruano estaba favoreciendo a Odebrecht. Otros consideraban que quienes se oponían a la formalización de un acuerdo de colaboración total buscaban la impunidad para los involucrados en el caso, ya que al no formalizarse dicho acuerdo, no solo ya no habría más revelaciones, sino que las declaraciones que hasta entonces habían dado Barata y Odebrecht ya no podrían ser usadas en los procesos.[cita requerida]
Tras varias semanas de gestiones e intensas conversaciones, el 8 de diciembre de 2018, miembros del Ministerio Público del Perú, la empresa Odebrecht y la procuraduría ad hoc (esta última encargada del cobro de las reparaciones civiles) suscribieron el nuevo preacuerdo de colaboración. El acuerdo permitirá la cooperación de la empresa Odebrecht para la entrega de la información extraída de los servidores My Web Day y Drousys, empleados por el Departamento de Operaciones Estructuradas (DOE) de dicha empresa para el pago de las coimas y sobornos. A cambio, la constructora Odebrecht y sus exdirectivos, encabezados por Barata, quedaban excluidos en el Perú de toda sanción legal. Otra diferencia del acuerdo anterior era la intervención de la procuraduría en lo referente al pago de reparaciones civiles. Según la procuraduría, de los 1200 millones de soles calculados como daños ocasionados por Odebrecht al Estado, la empresa brasileña se comprometía a pagar la mitad (610 millones); el resto debían asumirla los funcionarios y el resto de los empresarios nacionales participantes de la corrupción. La empresa brasileña reconocía haber pagado coimas en cuatro grandes obras en el Perú (Línea 1 del Metro de Lima, Carretera Interoceánica, Vía Evitamiento-Cusco y Proyecto Vía Costa Verde, tramo Callao) y haber desembolsado unos 50 millones de dólares en ese sentido.

### Denuncia de la filtración del preacuerdo con Odebrecht
El 23 de enero de 2019, el fiscal José Domingo Pérez denunció la filtración del acta del preacuerdo de colaboración eficaz firmado con carácter reservado entre la Fiscalía del Perú, la empresa Odebrecht y la Procuraduría ad hoc. Ello, luego de que se difundiera por las redes sociales un presunto documento de dicho preacuerdo. Según el fiscal, con esa filtración se buscaba entorpecer el acuerdo final de colaboración eficaz con Odebrecht, y que confirmaba lo dicho por uno de los investigados (aludiendo a Alan García), de que desde dentro del Ministerio Público contaba con contactos que les proporcionaban información reservada. Por su parte, el fiscal Rafael Vela dijo que era posible que la filtración haya ocurrido desde el Ministerio Público, y que iniciaría una investigación al respecto. También señaló que solo se había filtrado el preacuerdo (que por lo demás ya venía siendo revelado por los miembros del equipo Lava Jato, a fin de transparentar la información), pero el documento del acuerdo final, mucho más exhaustivo, permanecía en estricta reserva. Todo ello ocurría a pocos días de firmarse dicho acuerdo en Brasil.

### Acuerdo definitivo de Beneficios y Colaboración Eficaz
El 13 de febrero de 2019, el equipo de fiscales de Lava Jato viajó a Brasil para interrogar a los trabajadores de la empresa Odebrecht, y para firmar el acuerdo definitivo de Colaboración Eficaz y Beneficios. Esto último se realizó el 15 de febrero de 2019, en la sede del consulado del Perú en Sao Paulo. Por el Perú, firmaron los fiscales Rafael Vela Barba (coordinador del Equipo Lava Jato) y José Domingo Pérez, así como el procurador ad hoc Jorge Ramírez (este último en presentación del Estado peruano para el pago de las reparaciones civiles). Por Odebrecht firmaron Jorge Barata, exrepresentante de la empresa en el Perú; Carlos Nostre, exdirector de contratos de Odebrecht en casos Línea 1 e Interoceánica; Renato Ribeiro Bortoletti, representante del consorcio Vías de Cusco; Ricardo Boleira, exsuperintendente de Odebrecht; y el representante legal de la constructora, Ricardo Machado Weyll.
El monto de la reparación civil acordado es de S/ 610 millones, más los intereses legales, que ascenderán a S/ 150 millones. El dinero será pagado en un plazo de 15 años con una garantía de un fideicomiso. Ya se había tratado un anticipo de S/ 80 millones, parte del producto de la venta de la central hidroeléctrica de Chaglla, obra realizada exclusivamente por Odebrecht en el Perú, sin asociación público-privada (APP).
Es importante señalar también que, además de los S/ 610 millones pactados como reparación civil, se sumarán los S/ 65 millones que pagará Odebrecht por el mismo concepto por los sobornos en la construcción de la carretera Callejón de Huaylas-Chacas-San Luis, del caso La Centralita (o del gobernador de Áncash César Álvarez), que no forma parte del acuerdo.
La información que dará Odebrecht, respaldada por documentación extraída de los servidores My Web Day y Drousys, será con respecto a cuatro proyectos en las que ha admitido haber dado coimas:
- Corredor Vial Interocéanico Sur (tramos 2 y 3).
- Línea 1 del Metro de Lima (tramos 1 y 2).
- Vía Evitamiento del Cusco
- Proyecto Vía Costa Verde-tramo Callao.

Gracias al acuerdo, se espera que lleguen más testimonios y pruebas de la corrupción. La fiscalía tendrá acceso a los dosieres de pagos de las coimas depositadas en la Banca de Andorra, Panamá y de otros estados.
La cifra de 610 millones de soles es solo la mitad de lo que la Procuraduría ha calculado como reparación civil; la otra mitad deben pagarla los funcionarios y el resto de los empresarios nacionales participantes de la corrupción. Como era de esperarse, se desataron críticas de parte de quienes consideraban como un monto ínfimo dicho pago, así como al hecho de que en teoría se dejara a la empresa seguir laborando en el Perú para solventar ese pago. Sin embargo, otras voces consideran que lo más importante es que la empresa delate a todos las autoridades y funcionarios corruptos para aplicarles la ley. Además, el cálculo del monto se respalda en la Ley 30737 aprobada en el Congreso en marzo de 2018, ley que asegura el pago de la reparación civil a favor del Estado peruano en casos de corrupción y delitos conexos. La congresista Yeni Vilcatoma, de Fuerza Popular, es la más tenaz opositora de dicha ley y considera que debería derogarse pues en su opinión favorece solo a las empresas corruptoras.
El segundo paso es la aprobación del acuerdo por el Poder Judicial. Será la jueza María de los Ángeles Álvarez Camacho la encargada de realizar este último trámite. Solo entonces se empezará a ejecutar el acuerdo en sus dos vertientes: pruebas para la Fiscalía y beneficios procesales para la empresa.
El 25 de marzo de 2019, el Equipo Lava Jato entregó el acuerdo de colaboración eficaz al Poder Judicial, para que sea legalizado. Consta de 739 tomos que contienen un total de 147 801 folios.

### Interrogatorios a los directivos de Odebrecht (febrero de 2019)
Entre el 18 y 22 de febrero de 2019 se realizaron en Curitiba los interrogatorios de parte del Equipo Lava Jato a los directivos y trabajadores de la empresa brasileña, comprometidos a revelar todos los actos de corrupción en los que hayan participado o que tengan conocimiento. Entre los interrogados estaban Raymundo Trindade Serra (ex gerente de relaciones institucionales de Odebrecht), Marcos de Queiroz Grillo (ex encargado de generar recursos para la División de Operaciones Estructuradas de Odebrecht), Sergio Nogueira Panicalli (exsecretario general del consorcio CONIRSA), Igor Braga Vasconcelos Cruz (ex apoderado de Odebrecht Ingeniería y Construcción) y Luis Da Rocha Soares (extesorero internacional de la empresa). Entre las revelaciones más importantes están que las coimas por la Interoceánica del Sur ascendieron a US$ 45 millones (no solo los 20 millones que recibió Toledo); se confirmó que el pago por una conferencia a Alan García fue solo una simulación; se conoció que un empresario peruano, Gonzalo Monteverde, había facilitado sus empresas para ingresar al país el dinero de las coimas; y que Odebrecht financió la campaña electoral de Lourdes Flores en 2010 a través de Horacio Cánepa.
El interrogatorio a Jorge Barata, con el que se cierra esta etapa de los interrogatorios, estaba programado para realizarse entre el 12 y 14 de marzo. Pero el Equipo de Fiscales de Lava Jato acordó posponerlo para el 22 a 26 de abril. Arguyeron para ello «razones de estrategia», y porque aún no llegaban, a través de la cooperación judicial, las declaraciones que tomaron hace dos semanas en Curitiba a los exejecutivos de Odebrecht.

### Interpelación al ministro de Justicia, Vicente Zeballos
El 14 de marzo de 2019, el pleno del Congreso aprobó la moción de interpelación contra el ministro de Justicia, Vicente Zeballos, que había sido presentada por la tercera vicepresidenta de la Mesa Directiva, Yeni Vilcatoma, junto a otro legisladores. Estos consideraron que el gobierno había presuntamente favorecido a la empresa Odebrecht a través de la Ley 30737, lo que estaría reflejado en la firma del acuerdo de colaboración eficaz, al tener la empresa que pagar como reparación civil un monto considerado como ínfimo, así como tener el beneficio de poder seguir participando en concursos públicos con el Estado.
La interpelación se inició el 21 de marzo y se prolongó hasta el día siguiente. El ministro Zevallos respondió a las 21 preguntas que se le plantearon. Remarcó que el Poder Ejecutivo no tenía injerencia en la labor del Ministerio Público y la procuradoría, que son entes autónomos, siendo ellos los que firmaron el acuerdo de colaboración con Odebrecht. Además, la Ley 30737 que respaldaba al acuerdo, fue aprobada por el mismo Congreso, y que todos los poderes del Estado habían tenido participación en la aplicación de la ley para llegar a dicho acuerdo. Finalmente, reclamó más consenso y unidad en la lucha contra la corrupción. La percepción de la ciudadanía era que el fujiaprismo buscaba tumbarse el acuerdo de colaboración con Odebrecht, para así lograr la impunidad de sus líderes, seriamente comprometidos con la corrupción. Pues de caerse el acuerdo, ninguna de las delaciones de Barata y otros colaboradores eficaces podrían usarse en los juicios, incluyendo las referidas a Keiko Fujimori y Fuerza Popular.[cita requerida]
Finalizada la interpelación, ninguna bancada planteó la moción de censura.[cita requerida]

### Interrogatorios a Jorge Barata (abril de 2019)
Durante cuatro días, entre el 23 y 26 de abril de 2019, el Equipo Especial de Lava Jato interrogó a Jorge Barata en Curitiba, Brasil, un interrogatorio que había sido muy esperado por las precisiones o aclaraciones que el exdirectivo de Odebrecht debía hacer, especialmente en los casos relacionados con Alan García, quien días antes se había suicidado al conocer la orden de detención preliminar en su contra.
El primer día del interrogatorio fue dedicados a los aportes de las campañas electorales. El segundo, a las carpetas relacionadas con el Metro de Lima, Miguel Atala, Luis Nava y el expresidente Alejandro Toledo en el caso tramos 2 y 3 de la carretera Interoceánica Sur. El tercer día, al Club de la Construcción, la Vía de Evitamiento en el Cusco, depósitos en la Banca de Andorra y el caso arbitrajes, entre otros. El cuarto día, a las carpetas relacionadas con el No a la revocatoria y la reelección de la exalcaldesa de Lima, Susana Villarán, así como los expedientes de la Interoceánica tramo 4, entre otros.
El primer día se produjo un incidente con el exabogado de Alan García, Erasmo Reyna, quien al finalizar la diligencia se acercó a Barata, para intimidarle a que dijera que García nunca le pidió nada. El hecho, que fue grabado y difundido en los medios de comunicación, fue muy criticado, incluso por el mismo abogado de Barata.
En el balance final, Barata confirmó sus anteriores declaraciones y dio detalles contundentes en casos como el de Alan García, confirmando que este había utilizado como testaferros para recibir las coimas del Metro de Lima y la Interoceánica sur a Luis Nava y a Miguel Atala. Sobre Toledo, dijo que el monto de la coima que recibió por la Interoceánica Sur fue de US$ 31 millones y no US$20 millones como había dicho antes.

### Homologación del acuerdo de colaboración eficaz (junio de 2019)
En el sistema judicial peruano los acuerdos de colaboración eficaz que suscriba la Fiscalía con investigados por corrupción, deben ser sometidos a un control de legalidad que implica que un juez los apruebe para que adquieran validez plena y surtan efectos jurídicos en los procesos judiciales respectivos. De esta manera, el acuerdo entre la Fiscalía y la empresa Odebrecht suscrito en febrero de 2019 fue remitido a la Jueza de investigación preparatoria María de Los Ángeles Álvarez Camacho para que proceda a su revisión. El 19 de junio de 2019 se hizo público que la jueza a cargo de esta gestión decidió homologar (aprobar) el acuerdo, el cual sería luego incorporado a cada expediente y notificado a los investigados.
La aprobación del acuerdo supone que la jueza Álvarez Camacho da por verificadas y válidas las declaraciones de los cuatro colaboradores eficaces: los exsuperintendentes Jorge Simoes Barata y Ricardo Boleira Sieiro Guimaraes, y los exdirectores Carlos Nostre Junior y Renato Ribeiro Bartoletti. Asimismo, toda la información entregada por los colaboradores eficaces y las pruebas aportadas por la constructora desde noviembre de 2016, fecha en que se acogió al beneficio de colaboración eficaz, son declaradas válidas y acogidas judicialmente. Se condena a Odebrecht al pago de una reparación civil a favor del Estado ascendente a 610 millones de soles. A cambio de la información entregada por Odebrecht y sus funcionarios, se resolvió excluir de toda sanción penal a Barata, Boleira, Nostre, Ribeiro y la constructora Odebrecht.
Este es un hecho trascendental en la lucha anticorrupción en el Perú, ya que, a partir de ahora, quedan validados todo los testimonios de los colaboradores eficaces, así como se permite a la Fiscalía peruana el acceso sin restricciones de la información guardada en los servidores de la constructora (My Web Day B y Drousys), información sumamente valiosa para sustentar los procesos abiertos del caso Odebrecht. Como era de esperarse, el fujiaprismo enquistado en el Congreso siguió criticando el acuerdo, que durante meses habían intentado tumbárselo, pues las investigaciones de la Fiscalía comprometen seriamente a sus líderes.

### Polémica por la devolución a Odebrecht del dinero de la venta de la hidroeléctrica de Chaglla
En abril de 2019, la constructora Odebrecht vendió el proyecto de la hidroeléctrica de Chaglla (Huánuco) a un consorcio estatal chino. De esa venta, el Estado peruano retuvo US$ 319 millones, equivalentes a S/ 1050 millones, con el objetivo de asegurar el pago de la reparación civil. De ese monto se descontaron S/ 434 millones para el pago de una deuda a Sunat; S/ 12 millones para la reparación civil de la carretera Chacas-San Luis (Áncash), y están todavía por cobrarse S/ 80 millones como pago de la primera cuota de la reparación civil total de la empresa, tal como quedó establecido en el acuerdo de colaboración firmado por la Fiscalía y la Procuradoría ad hoc con Odebrecht. El saldo, S/ 524 millones, debía regresar a las cuentas de Odebrecht, según lo estipula el mismo acuerdo, ya que de eso depende que la empresa se mantenga en actividad y pueda pagar a los proveedores y acreedores peruanos con los que mantiene deudas.
A inicios de julio de 2019, Odebrecht solicitó al Ministerio de Justicia el reembolso de esos S/ 524 millones. Aquí empezó la polémica, si se debía o no acceder al pedido de la empresa brasileña. En la homologación del acuerdo de colaboración por la jueza Álvarez, se estableció que toda devolución de dinero se haría solo en caso de que no exista investigación o proceso penal en curso que involucre a la constructora por hechos distintos a los establecidos en el acuerdo de colaboración. Como existían investigaciones preliminares en las que todavía Odebrecht no ha asumido culpabilidad, algunos interpretaron que no correspondía devolverle ese dinero. Pero el Equipo de Fiscales Lava Jato no compartía esa posición, pues consideraba que solo valían las investigaciones más avanzadas (las preparatorias); por tanto, su posición era que debía reembolsarse ese dinero a Odebrecht, señalando la importancia de cumplir con el acuerdo.
Para complicar más el asunto, el presidente Vizcarra intervino en la polémica, diciendo que ese dinero no debía devolverse a Odebrecht por el daño que había ocasionado al país, y que debía constituir un fondo para un cobro futuro de las reparaciones civiles (pasando por alto el hecho de que ese fondo ya existe). Algunos interpretaron esta declaración como un intento de sabotaje a la labor del Equipo de Fiscales Lava Jato, pero el premier Del Solar señaló que solo era una opinión del presidente, el cual carecía decisión institucional sobre el tema, que compete resolver exclusivamente al Ministerio Público y al Poder Judicial.
Hay que destacar que Odebrecht se halla al borde de declararse en quiebra y aduce necesitar de fondos para asumir diversas obligaciones, entre ellas cumplir con pagos a proevedores y diversos servicios, como el que le brinda una empresa que tiene a su cargo los servidores My Web Day y Drousys, de los que proviene el desciframiento de los codinomes. De continuar dicha situación, Barata adujo que él y otros exdirectivos de Odebrecht ya no podrían sustentar sus afirmaciones con pruebas, lo que sería un serio revés para la fiscalía peruana. En octubre de 2019, el procurador Jorge Ramírez se mostró a favor de la devolución de los S/ 524 millones a Odebrecht, señalando que Procuraduría peruana tiene el deber de respetar en todos sus extremos el acuerdo de colaboración eficaz firmado entre la Fiscalía y la empresa.
Consultada la jueza Álvarez sobre el asunto, consideró que al no haber controversia entre la Fiscalía, la Procuradoría y la empresa Odebrecht, se mantenía en pie lo estipulado en el acuerdo de colaboración eficaz. Por tanto, procedía la devolución del dinero a Odebrecht (noviembre de 2019).

### Interrogatorios a Barata y Boleira (agosto de 2019)
Para los días 6, 7 y 8 de agosto de 2019 se programaron otros interrogatorios a Jorge Barata y Ricardo Boleira; este último había sido el sucesor de Barata como superintendente de la empresa Odebrecht en el Perú. La expectativa era la revelación que harían sobre los 33 codinomes o seudónimos que aparecen en las planillas albergadas en los sistemas Drousys y My Web Day, relacionados con pagos ilícitos sobre varias obras, como el Gasoducto del Sur, Olmos, Rutas de Lima, Chavimochic, etc., información que sacó a la luz un medio ecuatoriano, llamado La Posta.
Los miembros del Equipo de Fiscales de Lava Jato fueron a Sao Paulo para cumplir la diligencia. En el primer día se revelaron la identidad de algunos codinomes: Bigode sería Martín Bustamante, exfuncionario del alcalde Castañeda; Careca sería la exalcaldesa Villarán, Almohadinha sería Horacio Cánepa, etc. También Barata declaró que Odebrecht hizo dos pagos de US$30 mil cada uno a César Villanueva, cuando fue presidente regional de San Martín (luego sería premier de Humala y Vizcarra), como soborno para adjudicarse la carretera Cuñumbuque-Zapatero-San José de Sisa. El codinome adjudicado a Villanueva sería Currículum Vita.
Barata y Boleira revelaron también los nombres de periodistas (o más exactamente, comentaristas políticos y lobbistas) que habían recibido dinero de la Caja 2 de Odebrecht, varios de ellos colaboradores de portales de internet que son denodados opositores al acuerdo de colaboración con Odebrecht.
Del mismo modo, se confirmaron la entrega de dinero a las campañas de Keiko Fujimori en 2011, a Lourdes Flores en 2014, a la campaña en contra de la revocatoria y a la reelección municipal de Susana Villarán, al árbitro Horacio Cánepa.

### Denuncia del procurador anticorrupción contra el procurador ad hoc del caso
El 7 de agosto de 2019, el procurador anticorrupción Amado Enco denunció ante la Fiscalía al procurador ad hoc para el caso Lava Jato, Jorge Ramírez, por los supuestos delitos de negociación incompatible y omisión de actos funcionales, al haber presuntamente favorecido a la constructora Odebrecht y a los exdirectivos de la misma con el pago de la reparación civil, que asciende a S/ 610 millones, así como haber pactado irregularmente la devolución a Odebrecht de los S/ 524 de la venta de la hidroeléctrica de Chaglla, que consideraba que debía ir al fondo destinado al pago de la reparación civil. Esto ha sido visto como algo insólito, ya que el mismo procurador anticorrupción denuncia a un procurador de menos jerarquía por no haber resguardado los intereses del Estado en el acuerdo de colaboración con Odebrechtn (como es sabido, el procurador es el encargado de negociar las reparaciones civiles, mientras que a la Fiscalía solo le incumbe la parte investigativa y procesal). Consultado el ministro de Justicia Zevallos, dijo que la denuncia no afectará al acuerdo de colaboración eficaz, que ya ha sido homologado por una jueza.

### Interrogatorios a Barata y Martorelli (octubre de 2019)
Unas nuevas planillas del Departamento de Operaciones Estructuradas o Caja 2 de Odebrecht, que llegaron a manos del Equipo de Fiscales Lava Jato, fueron reveladas en septiembre de 2019. Al igual que las anteriores listas de codinomes, provienen de la investigación del medio ecuatoriano La Posta. Es un documento que consta de 17 páginas, en las que se detalla el desembolso de unos US$ 59 millones, los cuales habrían sido utilizados para pagos ilícitos. Este monto representa casi el doble de lo que Odebrecht reconoció que pagó en sobornos en el Perú ante la justicia de Estados Unidos en 2016. Las planillas enumeran 71 codinomes que la empresa utilizó para referirse a las personas que cobraron dineros, que serían de funcionarios comprometidos en por lo menos nueve obras a su cargo. La expectativa se abrió pues detrás de todos esos codinomes estarían al menos 17 políticos de diferentes partidos. Y ello justo unos días después de la disolución del Congreso del 30 de septiembre de 2019.
Para que revelaran la identidad de dichos codinomes, el Equipo de Fiscales acordó realizar interrogatorios en Curitiba a Jorge Barata y a Eleuberto Martorelli (este último había sido el jefe del proyecto IIRSA Norte). Se programaron para los días 2 a 4 de octubre de 2019. Trascendió que Barata, en principio, había condicionado dar información a cambio de que se oficialice el reembolso de S/ 524 millones a favor de Odebrecht por la venta de la hidroeléctrica Chaglla, que su filial en Perú necesitaba con urgencia para pagar sus deudas con proveedores. Pero luego fue convencido de acudir a dar declaraciones.
Lo cierto es que, ante el Equipo de Fiscales, Barata explicó que por falta de fondos (la empresa Odebrechat estaba a punto de declararse en quiebra) ya no se podía seguir corroborando información en los servidores My Web Day y Drousys, que Odebrecht no controlaba, sino que lo hacía otra empresa, a la que ya no podía pagar sus servicios. Todo ello se trata de un revés para la fiscalía, pues de continuar dicha situación, no habría manera de que Barata y otros exdirectivos de Odebrecht sustenten sus afirmaciones con pruebas. Barata también aseguró que Odebrecht estaba muy limitada en su capacidad logística para posibilitar que otros exdirectivos de la empresa viajen a Curitiba y se reúnan con los fiscales peruanos. En el interrogatorio del 2 de octubre, Barata apeló solo a su memoria y respondió sobre las identidades de algunos codinomes:
- Campanha Nacional, encubriría fondos dirigidos a las campañas presidenciales de Keiko Fujimori, Ollanta Humala y Alan García.
- Campanha Regional, ocultaría la entrega de dinero a las campañas municipales de Luis Castañeda, Susana Villarán y Lourdes Flores, aunque a esta última también se le habría dado para su campaña presidencial.
- Campaña Legislativa, habría sido usada para financiamientos de campañas de postulantes de provincias al Congreso, especialmente de dos partidos, el Apra y PPC. Entre ellos, Hildebrando Tapia y Juan Carlos Eguren.
- Sipán: No supo precisar que se trataba de Yehude Simon (exgobernador de Lambayeque) o de Javier Velásquez Quesquén (excongresista aprista), o que en todo caso habría sido usado para designar a ambos. Lo que si aseguró recordar es que a ambos les había dado dinero para sus campañas electorales. Sin embargo, hay que señalar que ambos fueron primeros ministros del segundo gobierno de Alan García y que el codinome de Sipán aparece vinculado a la Interoceánica Sur.
- Pastor Alemao (Pastor Alemán). Reconoció que se trataba de Aurelio Pastor, el congresista aprista y ministro de Justicia del segundo gobierno de Alan García, aunque no pudo precisar el motivo de la entrega de dinero, si fue para su campaña electoral o por alguna obra. En todo caso, en la planilla de la Caja 2 aparece dicho codinome vinculado a la obra IIRSA Norte.
- Oriente. Correspondería al expresidente Alejandro Toledo. Dicho codinome está relacionado con pagos que suman US$ 30’590.307 entre junio de 2006 y julio de 2010 por la Interoceánica Sur. Esto solo vendría a confirmar lo que ya se sabía.
- Apra. Habría sido destinado para ocultar dinero entregado a la campaña presidencial de Alan García en 2006.

Barata también confirmó que César Villanueva recibió pagos para su campaña electoral y por obras.

### Interrogatorios a exdirectivos de Odebrecht (diciembre de 2019)
Entre el 9 y el 13 de diciembre de 2019, se realizó en Brasil una nueva ronda de interrogatorios a exdirectivos de Odebrecht en Perú, de parte de los fiscales peruanos de Lava Jato. Fueron interrogados:
- Eleuberto Martorelli, que ratificó que Odebrecht aportó US$30 000 dólares para la campaña de reelección de César Villanueva en el Gobierno Regional de San Martín.
- Ricardo Boleira, exsuperintendente de Odebrecht en el Perú, que confirmó que se reunió dos veces con el exgobernador del Callao Félix Moreno para negociar la adjudicación del proyecto Costa Verde en 2013.
- Luiz Da Rocha, extesorero de la Caja 2, que dio más detalles sobre el prófugo empresario peruano Gonzalo Monteverde, que habría sido el principal doleiro (operador) de la empresa brasileña en el Perú.
- Jorge Barata, que reconoció entrega de US$ 200 000 a la CONFIEP para que financiara la campaña electoral de Keiko Fujimori de 2011, al margen del nombre que dicho gremio empresarial le diera a ese aporte. Se ratificó también de sus anteriores declaraciones sobre el financiamiento de la campaña electoral dada directamente a la misma candidata en 2011.[45]

Sin embargo, la información más apetecida por la prensa y la ciudadanía, la identidad de los 71 codinomes, quedó todavía pendiente, debido a que la constructora recién había entregado el plan de trabajo de la compañía forense GR Compliance para efectuar las búsquedas de codinomes y sobornos en los servidores Drousys y My Web Day.

### Interrogatorios a exdirectivos de Odebrecht (enero de 2020)
Entre el 30 y el 31 de enero de 2020, el Equipo de Fiscales Lava Jato realizó en Brasil un nuevo interrogatorio a exdirectivos de Odebrecht, entre ellos, a Jorge Barata. Este hizo confirmaciones de codinomes relacionados con nuevos casos develados sobre obras públicas en Chimbote e Iquitos; sobre el financiamento de la campaña de reelección de Yehude Simon como gobernador de Lambayeque en 2006, por US$ 300 000; y explicó los aspectos técnicos y financieros que se implementaron en el gobierno de Alejandro Toledo para beneficiar a Odebrecht en la construcción de los tramos 2 y 3 de la carretera Interoceánica Sur, implicando al exministro de economía, Fernando Zavala, información que el Equipo Lava Jato busacaba para cerrar esta investigación. También sobre los casos Gonzalo Monteverde, Olmos y otros. El interrogatorio a Eleuberto Martorelli quedó reprogramado para el 18 de febrero.
Se informó también de la dificultad de desencriptar la información contenida en el servidor My Web Day, tarea que la constructora brasileña ha encargado a la compañía forense GR Compliance, por lo que la documentación que sustente los testimonios tardará en llegar. Sin embargo, existe otro sistema paralelo, Drousys, cuya desencriptación ha sido más fácil y que contiene información similar a la de My Web Day.

#### La demanda arbitral de Odebrecht contra el Estado peruano ante el CIADI
El 21 de enero de 2020, la empresa Odebrecht presentó contra el Estado peruano una solicitud de arbitraje ante el Centro Internacional de Arreglo de Diferencias Relativas a Inversiones (CIADI). El 4 de febrero, Ciadi registró la solicitud. Odebrecht pidió una indemnización de US$1.200 millones al Estado peruano, por supuesto perjuicio luego de que el gobierno de Kuczynski decidiera en 2017 finalizar la concesión al consorcio encargado de la obra del Gasoducto Sur, que Odebrecht integró con la española Enagás y con Graña y Montero. Esta última empresa ya había hecho una demanda similar ante el CIADI, pero acabó por desistir. En respuesta, el gobierno peruano señaló que había finalizado el contrato debido a que el consorcio no había cumplido con demostrar que tenía la financiación necesaria para concluir la obra, pese a que se le dieron dos prórrogas.
La noticia de esta demanda arbitral se difundió días después de que el equipo de Fiscales Lava Jato sometiera a un interrogatorio a Barata, a fines de enero de 2020, en lo que este habría confesado reuniones durante el proceso de licitación del Gasoducto Sur, que darían cuenta de un presunto favorecimiento al consorcio ganador de la obra. En otras palabras, Odebrecht habría admitido pagos ilícitos en la obra, pese a lo cual, interponía la demanda. Debido a ello, en el Perú se desataron las críticas contra Odebrecht y contra las autoridades, a las que se acusó de no velar adecuadamente por los intereses del país. Aunque este asunto no esté relacionado directamente con la firma del acuerdo de colaboración eficaz, las críticas se enfocaron contra el Equipo de Fiscales Lava Jato y el procurador ad hoc para el caso, Jorge Ramírez.

### Destitución del procurador ad hoc Jorge Ramírez
El 10 de febrero de 2020, renunció el ministro de Energía y Minas Juan Carlos Liu Yonsen, por su relación con Odebrecht y el Gasoducto Sur, entre otras controversias. El siguiente afectado fue el procurador ad hoc del caso Lava Jato, Jorge Ramírez, de quien se reveló que, en enero de 2020, había solicitado una reunión con el ministro Liu, en la que asistieron representantes de Odebrecht, para tratar precisamente sobre la obra del Gasoducto del Sur, paralizada desde 2017. Ya antes, el procurador anticorrupción Amado Enco había denunciado a Ramírez por presuntamente haber favorecido a Odebrecht en el acuerdo de colaboración eficaz.
Ramírez fue retirado del cargo el 12 de febrero de 2012. Silvana Carrión fue designada como nueva procuradora ad hoc para el caso Lava Jato.

## El sistema de pagos de Odebrecht. La Caja 2 o DOE. My Web Day B
Las coimas, sobornos y otros pagos ilícitos de la empresa Odebrecht se hacían a través del Departamento de Operaciones Estructuradas (DOE) o Caja 2, que administraba la contabilidad paralela de la compañía. Para su uso se creó un software corporativo, llamado My Web Day B, donde se archivaban todas las transferencias de dinero, el funcionario que autorizaba el pago, el beneficiario con alias y la obra de la que salía el dinero. Su acceso era exclusivo para un diminuto equipo de no menos de cinco personas, a excepción de Marcelo Odebrecht, que recibía informes periódicos. Se estima que el DOE alcanzaba cifras récord de 10 millones de dólares en movimientos en un solo día. Hoy se sabe que por cada dólar que gastaba la empresa en sobornos, recuperaban el triple en utilidades. Otro sistema informático usado era el llamado Drousys, que era un sistema de correos electrónicos utilizado por los del DOE para comunicarse con los ‘doleiros’ (traficantes de divisas), testaferros y operadores financieros. La justicia de Brasil estableció que el material proveniente de My Web Day y Drousys solo podrá ser compartido para usos de la investigación fiscal, no para fines políticos.
Los fiscales del Perú aceptaron las condiciones impuestas desde el Brasil y los primeros archivos extraídos de My Web Day llegaron a sus manos: uno referente al caso Cócteles, que involucraba a Keiko Fujimori en la recepción de dinero ilícito para su campaña electoral de 2011; y otro referente al pago de 100.000 dólares a favor de Alan García por una conferencia.

## Informe final de la Comisión Lava Jato del Congreso
El 5 de noviembre de 2018, la Comisión Lava Jato del Congreso, presidida por Rosa Bartra, y encargada de investigar los presuntos actos de corrupción del caso Lava Jato (uno de ellos referidos a Odebrecht), presentó su informe final ante el pleno del Congreso. Dos días duró la sustentación y tres fueron de debate. El informe señalaba responsabilidades en tres expresidentes: Alejandro Toledo, Ollanta Humala y Pedro Pablo Kuczynski. Pero, pese a las evidencias existentes, exculpaba de responsabilidad a Keiko Fujimori por no haber sido gobierno y a Alan García porque la Comisión Lava Jato pidió informe del caso Alan García a la fiscalía mediante cuatro oficios y no hubo respuesta de esta, por lo que fue apodada como Comisión Lava Keiko o Lava Alan. Meses después de la aprobación del informe, Fujimori fue detenida por cargos de lavado de activos en este caso y el expresidente Alan García fue incluido en las investigaciones del caso que provocaron una orden de detención preventiva en su contra.

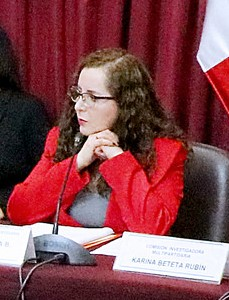
La presidenta de la Comisión Lava Jato Rosa Bartra demostró principios de parcialidad durante toda la investigación con el objetivo de no hallar responsabilidades politicas y penales en los Partidos Fuerza Popular y el APRA junto con sus dirigentes

El congresista Humberto Morales, de Frente Amplio, presentó un informe en minoría en donde se hallaban responsabilidades en Alan García y Alberto Fujimori, pero fue rechazado por la mayoría. En el debate se produjeron incidentes verbales entre los miembros de la bancada del Apra y de Frente Amplio. No está demás recordar que el informe final es solo de carácter político y no tiene connotación judicial.

## Pugnas dentro del Ministerio Público

### Enfrentamientos entre el Fiscal de la Nación Pedro Chávarry y el Equipo Especial Lava Jato
Desde la juramentación del fiscal de la Nación Pedro Gonzalo Chávarry en julio de 2018, en medio del escándalo de corrupción judicial de CNM Audios, empezaron las pugnas entre el gobierno de Martín Vizcarra y el fiscal de la Nación, e incluso en el seno del mismo Ministerio Público. Uno de los audios vinculaba aparentemente al fiscal Chávarry con la organización criminal de los Cuellos Blancos del Puerto, pero pese a los pedidos de muchos sectores de la sociedad de que diera un paso al costado, Chávarry se negó a hacerlo. Se conjeturó que el fiscal Chávarry buscaba sabotear el avance del caso Odebrecht, y que por ello empezaron las pugnas con el Equipo Especial del Caso Lava Jato, encabezado por el fiscal Rafael Vela y conformado por José Domingo Pérez, Germán Juárez y Norma Mori. Chávarry cuestionó la labor profesional de dichos fiscales. En particular se dirigió contra el fiscal Pérez, encargado de los casos García, Fuerza Popular-Keiko Fujimori y Kuczysnki. En una ceremonia pública dijo: «Necesitamos fiscales proactivos, trabajadores, que no salgan a los medios sólo para hacerse conocidos con la desgracia ajena».

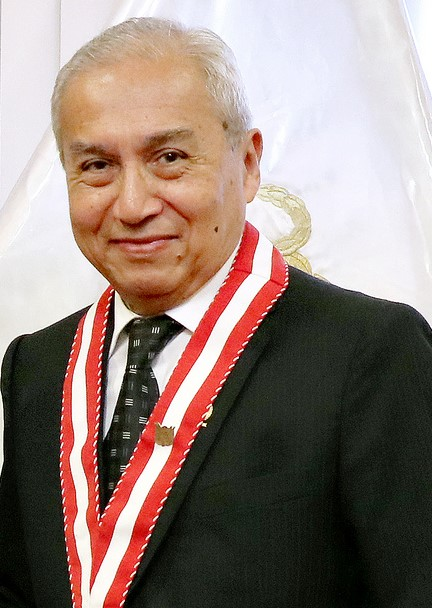
Pedro Chávarry, fiscal de la nación implicado en el caso de los CNM Audios.

El fiscal Pérez dio reiteradas declaraciones a la prensa cuestionando la presencia de Chávarry en la cabeza de la Fiscalía. Incluso llegó a hacer un pedido para que se denuncie a Chávarry por presunto encubrimiento en la investigación del Caso Cócteles, para favorecer a Fuerza Popular. A su vez, se abrieron numerosos procesos disciplinarios contra Pérez, que se interpretaron como represalias. Por su parte, el fiscal Vela Barba, durante la audiencia de apelación de Keiko Fujimori, llegó a afirmar que su equipo sufría de constante hostigamiento que venía desde dentro del mismo Ministerio Público.

### No ratificación de los fiscales Vela y Pérez del Equipo Lava Jato

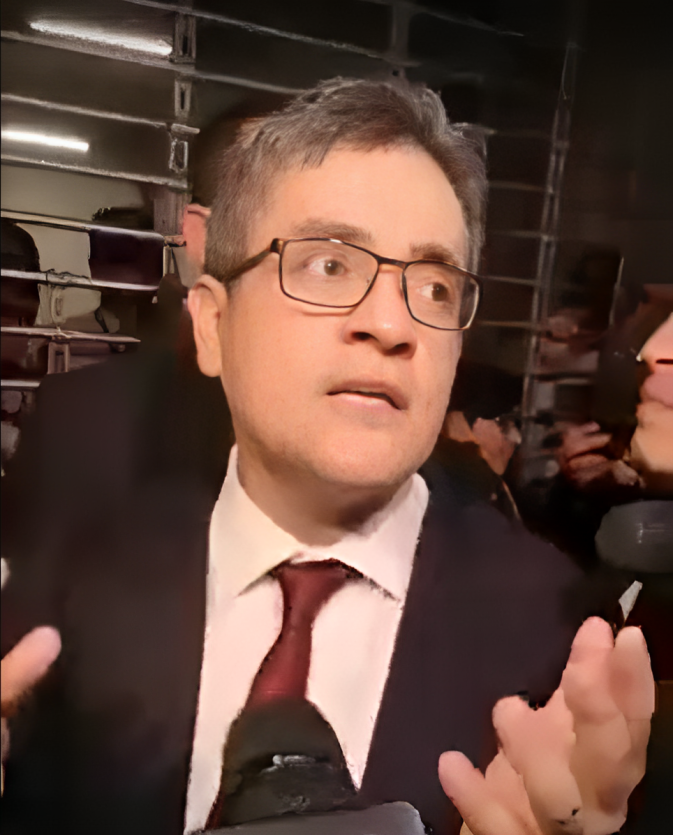
José Domingo Pérez, fiscal provincial que investiga el Caso Odebrecht en Perú.

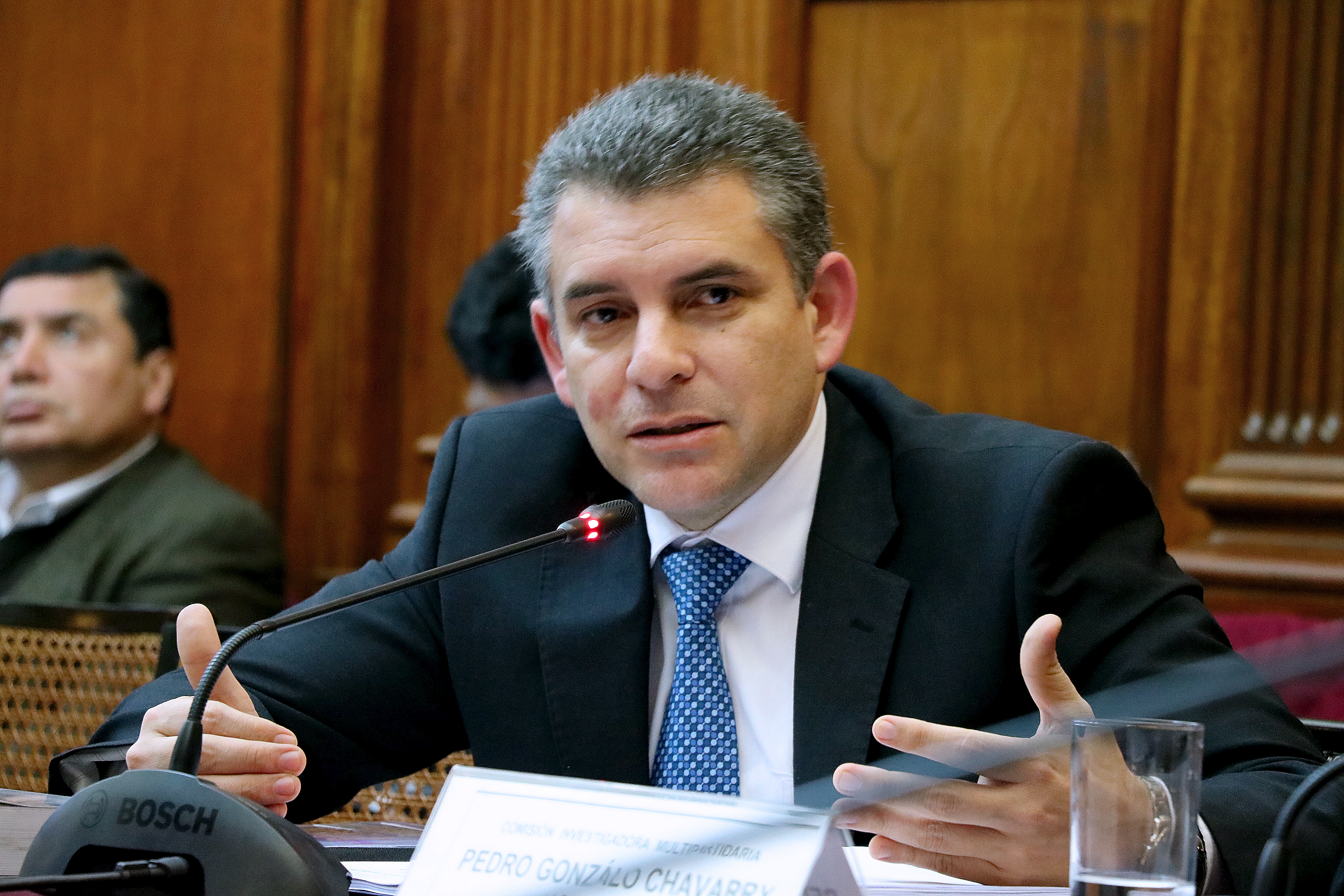
Rafael Vela Barba, coordinador del Equipo Especial Lava Jato en Perú.

El 31 de diciembre de 2018, a pocas horas de celebrarse el Año Nuevo, el fiscal de la Nación Pedro Gonzalo Chávarry anunció que no ratificaría a los fiscales Rafael Vela Barba y José Domingo Pérez como integrantes del Equipo Especial del Caso Lava Jato. La resolución se oficializó al día siguiente a través del diario El Peruano. Las razones dadas para tal decisión fueron las siguientes:
- Ambos fiscales habían atentado constantemente contra el principio de jerarquía dentro del Ministerio Público, e incluso habían pretendido inmiscuirse en la conducción del organismo. Se mencionó como ejemplo que el fiscal Pérez cuestionara a través de la prensa la elección del fiscal Chávarry.
- Ambos fiscales habían vulnerado el principio de reserva de la investigación del caso Odebrecht, pues algunos medios informativos, en paralelo con el avance del caso, propalaban información que en principio debía ser reservada
- Que ante el pedido de Chávarry de ser informado sobre los avances de las investigaciones, ambos fiscales no dieran respuesta o solo la dieran de manera incompleta; el fiscal Vela llegó incluso a calificar como actos de hostilización dichos pedidos.

El presidente Vizcarra, que se hallaba en Brasil para asistir a la toma de mando del presidente Jair Bolsonaro, adelantó su regreso al Perú y cuestionó la decisión de Chávarry de remover de sus cargos a los fiscales Vela y Pérez. Anunció además que tomaría medidas al respecto, aunque respetando la autonomía de poderes. En efecto, se anunció que el Consejo de Ministros se reunió de emergencia para dar un proyecto que declara en emergencia al Ministerio Público, el cual que sería presentado al Congreso para su discusión y aprobación.
El equipo del Caso Lava Jato convocó a una conferencia pública en la que anunció que apelaría la decisión del Chávarry ante la junta de fiscales supremos, aduciendo que las razones expuestas para la remoción de Vela y Pérez eran falsas y que su verdadera intención era sabotear la firma final del acuerdo de colaboración con Odebrecht. De hecho, las diligencias para dicha firma en Brasil, programadas para ese mismo mes de enero, quedaron forzosamente suspendidas.
De otro lado, los fiscales designados como sucesores de Vela y Pérez, Marcial Páucar y Frank Almanza, declinaron de ser parte del equipo Lava Jato, aduciendo que el gobierno había presentado un proyecto de ley para intervenir al Ministerio Público.
Sumado a los cuestionamientos de diversas bancadas, magistrados y la sociedad civil, que organizó una movilización nacional el 3 de enero, Pedro Chávarry finalmente dio marcha atrás en su decisión. Los fiscales Vela y Pérez fueron repuestos en el Equipo Lava Jato. Aunque para los analistas la movilización popular fue la que obligó a Chávarry a renunciar, él arguyó que lo hizo al ver que la autonomía del Ministerio Público estaba en peligro y que el mismo desarrollo de la diligencias del caso Lava Jato se veía amenazado, a raíz del proyecto de ley presentado por Vizcarra para declarar en emergencia el Ministerio Público.

### Renuncia de Chávarry. El deslacrado de la oficina de su asesor
El 9 de enero de 2019, Chávarry presentó su renuncia como Fiscal de la Nación, siendo reemplazado por la fiscal suprema, Zoraida Ávalos. Sin embargo, Chávarry continúa siendo fiscal supremo. Tiene seis denuncias constitucionales, que la Subcomisión de Acusaciones Constitucionales del Congreso empezará a revisar a partir del 13 de enero de 2019.
Incluso, Chávarry ha sido involucrado en el deslacrado del despacho de su asesor Juan Duarte y el retiro ilegal de documentos, suceso que ocurrió días antes de que renunciara a su cargo de Fiscal de la Nación. Dicha oficina había sido intervenida y lacrada por el fiscal José Domingo Pérez, bajo la presunción de que guardaba documentos que comprometían a Keiko Fujimori y otros personajes en lavado de activos (caso Cócteles). Las cámaras de seguridad registraron que en la tarde del sábado 5 de enero de 2019, la asesora de Chávarry, Rosa Venegas, ingresó a la oficina de Duarte y sustrajo tres cajas de documentos, aprovechando que los policías que resguardaban el lugar se hallaban almorzando. A Venegas le acompañaban dos suboficiales de la policía nacional, pertenecientes a la seguridad de Chávarry. Al ser interrogada por la prensa, Venegas sostuvo que esos documentos contenían solo información personal suya y que Chávarry no estaba enterado del hecho. Al ser consultado, Chávarry dijo efectivamente no saber nada del asunto. Pero poco después, el diario El Comercio difundió imágenes de las cámaras de seguridad de la fiscalía que revelaron que en ese mismo día y hora de ocurrido el deslacrado, Chávarry estuvo en su despacho, situado cerca de las oficinas de sus asesores. Las cámaras registraron también la salida de Chávarry del pasadizo donde está su despacho, junto a Venegas y los suboficiales, minutos después de la sustracción de los documentos.
Bajo la presunción de encubrimiento real y otros cargos, el Juzgado Supremo de Investigación Preparatoria ordenó contra Chávarry nueve meses de impedimento de salida del país.
El 7 de enero, Chávarry denunció al juez Concepción y al fiscal Pérez por tres presuntos delitos (abuso de autoridad, prevaricato y violencia contra un funcionario), en relación con el pedido y orden de allanamiento de las oficinas de sus asesores. El 31 de enero, la fiscal superior anticorrupción Escarleth Laura Escalante admitió solo la investigación por el delito de abuso de autoridad y dispuso iniciar la investigación preliminar contra Concepción y Pérez por un plazo de 120 días.
Rosa Venegas, que al principio dijo que había actuado por cuenta propia y que solo extrajo documentos personales, luego se rectificó y dijo haber actuado por presión del mismo Chávarry y su equipo de trabajo, que se hallaban desesperados por retirar documentación que les comprometía con Fuerza Popular.

## Acciones legales

### Caso Línea 1 del Metro de Lima
El tren eléctrico, ahora Metro de Lima, fue proyectada durante el primer gobierno de Alan García. Sin embargo, por razones al parecer políticas, gobiernos posteriores no lo continuaron y no fue sino hasta el segundo gobierno de mismo Alan García que fue relanzada, convirtiéndose en la obra emblemática de su gestión. Por un decreto de urgencia se encargó al ministerio de Transportes y Comunicaciones (MTC), encabezado por Enrique Cornejo, a hacerse cargo de la concesión de la obra; la Municipalidad de Lima simultáneamente acordó firmar un convenio con el MTC para viabilizar la obra. La licitación la ganó la empresa Odebrecht. Se creó Autoridad Autónoma del Tren Eléctrico (AATE), presidida por Oswaldo Plasencia, que tuvo una serie de atribuciones en la ejecución del contrato, como prescindir del aval de la Contraloría de la República, del Ositrán e incluso del MTC, así como aprobar de adendas, adicionales de obras y expedientes técnicos. La primera Comisión Lava Jato del Congreso, presidida por Juan Pari en 2015-2016 encontró irregularidades en el desarrollo de la mega obra.
Cuando se desveló el escándalo Odebrecht en diciembre de 2016, la empresa brasileña confesó al Departamento de Justicia de los Estados Unidos haber dado 1.400.000 dólares «a un funcionario de alto nivel del gobierno peruano y a miembros del comité de licitaciones» del Metro de Lima para ganar la adjudicación. Luego, el 20 de enero de 2017, Odebrecht entregó a la fiscalía peruana información reservada sobre el caso, como parte de un acuerdo preliminar para colaborar con la justicia peruana, en el que reveló que el pago en coimas fue por 8.100.000 dólares (1.400.000 para el tramo 1 y 6.700.000 para el tramo 2). Los implicados eran funcionarios de nivel intermedio, siendo el más importante Jorge Cuba Hidalgo, ex viceministro de Comunicaciones, subordinado del Ministerio de Transportes y Comunicaciones.
El primer arrestado fue Edwin Luyo Barrientos, exmiembro especial del comité de licitación del tramo 2 de la Línea 1 del Metro de Lima, que de acuerdo con la fiscalía recibió 300.000 dólares. Después se detuvo a Miguel Navarro, extrabajador del viceministerio de Comunicaciones, es decir, subordinado de Jorge Cuba. Navarro había sido distinguido en 2010 con la «Orden al Mérito de Transportes y Comunicaciones» por sus gestiones para que el Metro de Lima se edifique. Admitió su delito el 26 de enero de 2017 y decidió acogerse a la confesión sincera. «Señor juez, yo he aceptado los cargos que se me imputan y estoy muy arrepentido. Me acojo a la confesión sincera. Estoy muy arrepentido y pido perdón al Estado peruano y a la sociedad. Lo siento mucho», dijo. Sin embargo, después se desdijo.
El Poder Judicial también dictó 18 meses de prisión preventiva contra Mariela Huerta Minaya, quien fue la presidenta del comité de licitación del tramo 2 de la línea 1 del Metro de Lima, la misma que integró Edwin Luyo. Su vivienda fue allanada el martes 24 de enero de 2017, pero según su registro migratorio había dejado el país con rumbo a Panamá el 3 de enero. A ella también se le acusa de recibir sobornos de Odebrecht y está con orden de captura internacional.
Finalmente, se detuvo a Jorge Cuba Hidalgo, ex viceministro de Comunicaciones, y a su pareja Jessica Tejada Guzmán, exvoleibolista peruana, que poco antes habían vuelto al Perú, provenientes de Miami. Cuba fue sindicado de haber recibido dos millones de dólares en coimas. En el caso de Jessica Tejada fue por haber prestado su nombre para una de las cuentas offshore donde se depositó el dinero de la coima.
A los tres detenidos, Luyo, Navarro y Cuba, se les impuso prisión preventiva por 18 meses, que fue ampliada después a 12 meses. Según la fiscalía, Luyo y Navarro habían sido testaferros de Cuba. El expresidente García aprobó que sus exfuncionarios estén en prisión, calificándolos de «ratas que ensucian las grandes obras que necesita el pueblo». Ninguno de ellos se ha acogido a la colaboración eficaz, aunque trascendió que Cuba se había acogido a dicha figura.
Además, se pidió la captura de otros dos exfuncionarios del Ministerio de Transportes y Comunicaciones que estarían involucrados en este caso. Se trata de Jesús Munive Taquía y Magdalena Bravo Hinostroza. A diferencia de Cuba y otros integrantes de los comités de licitación del Tramo 1 y 2 de la Línea 1 del Metro de Lima, respecto a Munive y Bravo todavía no se han encontrado cuentas bancarias a sus nombres. El juez Concepción Carhuancho ordenó la captura de ambos personajes, al dictar contra ellos 12 meses de prisión preventiva. Solo se capturó a Munive mientras que Magdalena Bravo sigue prófuga.
El 4 de octubre de 2018, la fiscalía peruana interrogó al brasileño Carlos Nostre, exdirectivo de contratos de Odebrecht y encargado del Metro de Lima entre 2008 y 2015. Nostre reveló que el pago total de coimas por dicha obra (tramos 1 y 2 de la Línea 1) fue de 24 millones de dólares, y que de ese monto, unos 11 millones fueron a parar a las cuentas de exfuncionarios como el viceministro Jorge Cuba, Santiago Chau Novoa, Edwin Luyo y Juan Carlos Cevallos. Cuando se le inquirió sobre el destino de los 13 millones restantes, Nostre dijo que solo Jorge Barata era el que podía dar razón de ello. En el Perú se especuló que ese dinero restante debió haber ido a los funcionarios de mayor nivel, quienes estaban más arriba del viceministro Cuba, y esos solo podrían ser el ministro Cornejo y el presidente García.
Fuente importante para conocer la ruta del dinero de las coimas de Odebrecht en el caso del Metro de Lima ha sido el desvelamiento del secreto bancario de la Banca Privada d'Andorra (BPA), un paraíso fiscal por donde pasaron el dinero de Jorge Cuba y los demás implicados. En enero de 2019, a pedido del fiscal Pérez, la jueza de Andorra Azahara Cascales Ruiz ordenó el congelamiento y la incautación de US$ 1.304.703 que aún mantenían Edwin Luyo y Santiago Chau Novoa en el BPA.
Un vuelco importante en este caso ocurrió en abril de 2019, cuando el fiscal José Domingo Pérez amplió la investigación a Luis Nava Guibert (exsecretario de la presidencia de Alan García y exministro de la Producción) y su hijo José Antonio Nava Mendiola (gerente de transportes "Don Reyna"), por supuestamente recibir de Odebrecht US$ 4.5 millones y casi medio millón, respectivamente, a cuenta del Metro de Lima; también se incluyó a Miguel Atala (exvicepresidente de Petroperú) por recibir de Odebrecht US$ 1.3 millones en su cuenta de Andorra, y a su hijo Samir Atala Nemi, a cuya cuenta se transfirió parte del dinero. Según la tesis de la fiscalía, todos esos dineros estarían en realidad destinados al expresidente Alan García.
El 16 de abril de 2019, el Poder Judicial ordenó la detención preliminar por diez días de Alan García, junto con otras ocho personas: Miguel Atala y su hijo Samir Atala; Luis Nava y su hijo José Antonio Nava; Enrique Cornejo (exministro de Transportes y Comunicaciones); Oswaldo Plascencia (exjefe de la Autoridad Autónoma del Tren Eléctrico); Jorge Luis Menacho Pérez (exsecretario del MTC); y Raúl Antonio Torres Trujillo (exdirector Ejecutivo de Provías del MTC). Todos ellos fueron sindicados de haber realizado labores de captación de dineros ilícitos integrando una organización criminal, cuya cabeza era el presidente García. El expresidente prefirió suicidarse antes que entregarse a la justicia; Cornejo se entregó voluntariamente, y los restantes fueron capturados, a excepción de José Nava Mendiola, que se hallaba en los Estados Unidos.
La Fiscalía anunció que pediría prisión preventiva por 36 meses para todos los detenidos. El juez aceptó dicho pedido para Luis Nava, que fue trasladado al penal Castro Castro (30 de abril de 2019). Mientras que Miguel Atala, Samir Atala y José Nava Mendiola se acogieron a la confesión sincera, con lo que modificaron su situación legal. Miguel Atala quedó bajo detención domiciliaria, mientras que su hijo Samir Atala fue liberado, dándosele comparecencia restringida. Mientras que a José Nava se le anuló la orden de captura y quedó también bajo comparecencia restringida. Miguel Atala confesó que el dinero de su cuenta de Andorra era para el expresidente García, y José Antonio Nava confesó que fue su padre quien recibió dinero del mismo Barata. Sin embargo el juez rechazó el pedido de detención preventiva para Cornejo, Plascencia, Menacho y Torres, aduciendo que la Fiscalía no había sustentado debidamente el pedido. Todos ellos quedaron bajo comparecencia restringida (4 de mayo de 2019).
El 13 de junio de 2019, la exvoleibolista y pareja de Jorge Cuba, Jéssica Tejada, fue puesta en libertad para que siga su proceso en comparecencia con restricciones, luego de estar 27 meses en prisión preventiva.
El 6 de noviembre de 2019, la Primera Sala de Apelaciones Nacional, a cargo del juez Rómulo Carcausto, dispuso la liberación de Jorge Cuba y Edwin Luyo, para que sigan su proceso en comparecencia restringida, dejando sin efecto una resolución del juez Richard Concepción Carhuancho, quien en julio de 2019 había ampliado el plazo de prisión preventiva por seis meses. Ello, en vista de que está medida se estaba dilatando más de lo debido: al principio, en 2017, se había impuesto por 18 meses, y a mediados de 2018 se la había ampliado por 12 meses más. Todo ello antes de que se inicie el juicio oral.

#### Formalización de la acusación de la Fiscalía
El 24 de junio de 2019, el Equipo de Fiscales de Lava Jato formalizó la acusación contra los implicados en el caso del Metro de Lima, por lavado de activos y por pertenecer a una organización criminal. Se solicitó 25 años y diez meses de prisión para el ex viceministro Jorge Cuba, así como para Mariella Huerta Minaya, Edwin Luyo Barrientos y Santiago Chau Novoa (exintegrantes del comité de selección en la licitación del Metro), y para Miguel Navarro Portugal (exfuncionario del MTC). De todos ellos, solo Huerta y Chau están prófugos. También se pidió la misma condena de prisión para dos personas del entorno de Cuba: su sobrino Víctor Muñoz Cuba, por abrir una cuenta donde se depositó una coima; y su expareja Jessica Tejada, por ser presunta beneficiaria de otra coima. También se solicitó la desacumulación de la investigación en dos procesos: por lavado de activos y por delito contra la administración pública, puesto que la mayoría de los implicados son exfuncionarios.

### Caso Cuentas de Andorra

#### Revelaciones del diarioEl País
Fuente importante para conocer la ruta del dinero de las coimas de Odebrecht ha sido el desvelamiento del secreto bancario de la Banca Privada d'Andorra (BPA), un paraíso fiscal por donde pasaron el dinero de Jorge Cuba y los demás implicados en el caso del Metro de Lima, así como de otros muchos involucrados en el escándalo Odebrecht en el mundo. Ello fue dado a conocer por el diario El País, de España. En la documentación a la que accedió dicho medio informativo, se revelaba que la constructora brasileña depositó al exvicepresidente de Petroperú, Miguel Atala, US$ 900.000 (luego se supo que fueron US$ 1.312.000). También aparecía el árbitro de la Cámara de Comercio de Lima Horacio Cánepa, que habría recibido de Odebrecht (luego se supo que fueron US$ 1.442.000). En el mencionado documento se lee también «Relton Holding SA Perú. Gabriel Parado Ramos (Perú)». Algunos consideraron que se trataría de Gabriel Prado, exfuncionario de la Municipalidad de Lima, durante la gestión de la entonces alcaldesa Susana Villarán. Otros US$ 250 mil habrían sido entregados para Jorge Peñaranda Castañeda, de la empresa Alpha Consult. Y US$ 4,5 millones fueron destinados a Enrique Muñoz Cuba a través de la sociedad Hispamar Investments Perú. Este último cumple 18 meses de prisión preventiva por el Caso Odebrecht al descubrir que habría recibido una parte de la coima que era para Jorge Cuba.
Conocidos así los nuevos personajes involucrados en el caso Odebrecht, el Equipo de fiscales de Lava Jato abrió una investigación preliminar contra ellos.
Se calcula en 15 millones de dólares los montos que depositó Odebrecht en las cuentas de ciudadanos peruanos en Andorra, presuntamente como pago de coimas.

#### Caso Miguel Atala
Las indagaciones más minuciosas determinaron que la constructora Odebrecht, a través de una empresa offshore, depositó en la cuenta de Miguel Atala (exvicepresidente de Petroperú del segundo alanismo, de 2008 a 2011), la suma de 1.312.000 dólares, en cinco abonos ocurridos entre noviembre de 2007 y enero de 2008. Atala dijo que era el producto de la venta de un terreno de su propiedad que hizo en 2007 a la misma empresa Odebrecht para la obra de la Línea 1 del Metro de Lima. Sin embargo, una investigación periodística demostró que ese terreno había pertenecido al Estado y que nunca hubo una transacción como la descrita por Atala. Se sabe también que Atala intentó depositar en el mismo banco unos 10 millones de dólares, aduciendo que provenían de negocios empresariales personales. La fiscalía sospechaba que Atala en realidad era el testaferro de otro implicado de mayor nivel.
Atala fue sometido a investigación por la fiscalía y se le dio impedimento de salida del país. A fines de 2018, el fiscal coordinador del Equipo Lava Jato, Rafael Vela Barba dispuso que el caso del Metro de Lima y las cuentas de Andorra se acumularan en un solo expediente y ordenó que este pasara a manos del fiscal José Domingo Pérez.
En enero de 2019, el equipo de fiscales del caso Lava Jato viajó a Andorra para recabar más información ante la fiscalía de dicho Principado, sobre el pago de sobornos a exfuncionarios del gobierno de García a través de la BPA. El exgerente de dicho banco, Frances Pérez Giménez, confirmó que gestionó personalmente la apertura de una cuenta en la BPA para que Atala recibiera fondos de Odebrecht, ya que esta empresa lo consideraba como un «socio estratégico».
El 22 de febrero de 2019, en el marco del interrogatorio del Equipo de Fiscales del Caso Lava Jato a los exdirectivos de Odebrecht en Brasil, Luiz Da Rocha Soares, extesorero internacional de dicha empresa, confirmó que Atala recibió de Odebrecht US$ 1.312.000, que fueron depositados en la banca de Andorra. Al preguntársele sobre la razón invocada por Atala, de que era el pago de un supuesto contrato de venta de terreno, Rocha negó la existencia de ese contrato, aseverando que las cuentas de Andorra tenían como finalidad exclusiva el pago de coimas, que ciertamente se ocultaban bajo contratos ficticios.
El 2 de marzo de 2019, la Fiscalía allanó los domicilios de Miguel Atala y su hijo Samir Atala; a este último se le dictó también impedimento de salida del país, al descubrirse que su padre le había traspasado una de sus cuentas en la que recepcionó las supuestas coimas.
En abril de 2019, se reveló que Miguel Atala sería testaferro del exsecretario y exministro del segundo gobierno de Alan García, Luis Nava Guibert, a quien habría girado el dinero de la cuenta de Andorra. Ese dinero, que era fruto de las coimas cobradas a Odebrecht, en realidad estaría destinado a Alan García. Es decir, tanto Atala como Nava serían los testaferros del expresidente. El 16 de abril de 2019, el Poder Judicial ordenó la detención preliminar de Alan García, junto con Nava, Atala y otros implicados. El expresidente prefirió suicidarse antes que entregarse a la justicia. Luego, Atala se acogió a la confesión sincera y reveló que, efectivamente, el US$1.3 millón de su cuenta de Andorra era de Alan García, a quien le fue entregando el dinero en varias armadas entre 2010 y 2018. Actualmente, Atala está con detención domiciliaria por 36 meses; su hijo Samir está en la misma situación, al haberse también acogido a la confesión sincera.

#### Caso Horacio Cánepa
La fiscalía inició también una investigación preliminar contra el exárbitro de la Cámara de Comercio de Lima, Horacio Cánepa Torre, que según las revelaciones del diario El País, habría recibido de Odebrecht US$ 1.442.000, que fueron depositados en una de las cuentas de la Banca Privada de Andorra (BPA), a través de una empresa ‘offshore’. En 2014, Cánepa transfirió US$ 532.215 de ese dinero al Bank of America en Chicago. El monto restante está bloqueado en Andorra. Cánepa fue diputado del PPC en 1990-1992, y muy cercano a Lourdes Flores Nano, lideresa de dicho partido (a la que después acusó de recibir dinero de Odebrecht para financiar sus campañas electorales). En su oficio de árbitro, se sabe que dio 17 laudos favorables a Odebrecht en procesos contra el Estado. La tesis de la fiscalía es que los montos depositados en Andorra a su nombre constituyen las coimas que recibió de Odebrecht.
Cánepa tiene orden de impedimento de salida del país. Su caso fue el punto de partida para que la fiscalía empiece a investigar a otros árbitros que habrían favorecido igualmente a Odebrecht en perjuicio del Estado (ver más adelante «Caso Árbitros que favorecieron a Odebrecht»).
El 21 de febrero de 2019, en el marco del interrogatorio del Equipo de Fiscales del Caso Lava Jato a los exdirectivos de Odebrecht en Brasil, Luiz Da Rocha Soares, extesorero internacional de dicha empresa, reveló que la constructora entregó más de US$ 3 millones al árbitro Horacio Cánepa a cambio de que sus laudos favorezcan a Odebrecht en procesos arbitrales contra el Estado peruano.
Durante el interrogatorio al que fue sometido por el Equipo de Fiscales del Caso Lava Jato, realizado en Curitiba entre los días 23 y 26 de abril de 2019, Jorge Barata confirmó que Odebrecht le pagaba doble sueldo y un bono a Horacio Cánepa, para que este les favoreciera en los arbitrajes con el Estado. Cánepa recibía un sueldo como asesor, otro como árbitro y el 1% de lo que la constructora ganara del arbitraje a su favor. Barata indicó también que Cánepa influyó en otros árbitros para que fallen a favor de la constructora.
El 6 de agosto de 2019, Jorge Barata reveló al Equipo de Fiscales Lava Jato que el codinome de ‘Almohadinha’ correspondía a Horacio Cánepa. Dicho codinome aparece en una planilla de pagos de la Caja 2 de Odebrecht, relacionada con un pago presuntamente ilícito. Se afirma que fue un total de US$878.364 el soborno que recibió Cánepa para favorecer a la constructora brasileña en un arbitraje en torno a la carretera Interoceánica Sur. Si hablamos de todas las coimas que recibió para favorecer a Odebrecht, y teniendo en cuenta que Barata reconoció que Cánepa se quedaba con el 1% de lo que ganaba de la constructora, se calcula que el monto total que habría recibido el exárbitro comercial sería de US$ 4 millones.

#### Caso Alpha Consult
La Fiscal Mori señala que tanto Rómulo Jorge Peñaranda Castañeda como su hijo habrían recibido US$ 2’605,000 en coimas de la constructora Odebrecht en una cuenta de la Banca Privada de Andorra. La tesis del Ministerio Público es que el dinero proviene de actos de corrupción para realizar actos de conversión y ocultamiento de dinero a través de Alpha Consult.
La fiscalía destacó que los Peñaranda, en su calidad de representantes legales de Alpha Consult S.A. tanto de manera individual como consorciada con otras empresas «celebraron diversos contratos de supervisión con Ositran, con la finalidad de supervisar las obras que en ese momento se encontraba ejecutando» la constructora Odebrecht. Además que Peñaranda Castañeda, de acuerdo con el Ministerio Público, habría utilizado la empresa offshore Randalee Investments S.A. para realizar pagos de comisiones ilegales a altos funcionarios.
En noviembre, tras la autorización de la jueza María de los Ángeles Álvarez, el equipo especial Lava Jato del Ministerio Público allano seis inmuebles vinculados a los empresarios Rómulo Jorge Peñaranda Castañeda y su hijo Jorge Rómulo Peñaranda Málaga, a fin de incautar documentos y bienes sobre los depósitos que recibieron en la Banca Privada de Andorra. En la resolución de la jueza Álvarez, se detalla que el Ministerio Público solicitó a Peñaranda Castañeda, en junio último, entregar información sobre sus cuentas en los Estados Unidos. No obstante, el empresario hasta el momento no remitió los documentos requeridos. El equipo especial Lava Jato, además, detalla que el allanamiento a Alpha Consult S.A., donde Peñaranda Castañeda fue presidente de directorio, accionista mayoritario y gerente general entre 2012 y 2017, resulta «idónea para recabar información contable relacionada a los supuestos préstamos y transferencias que habría gestionado» el empresario a favor de su compañía.
En enero de 2020, la Fiscalía pidió 18 meses de prisión preventiva en contra del empresario Rómulo Perañanda Castañeda por el delito de lavado de activos y cohecho pasivo en agravio del Estado. Petición que fue aceptada por el Poder Judicial.

### Caso Fuerza Popular o Caso Cocteles

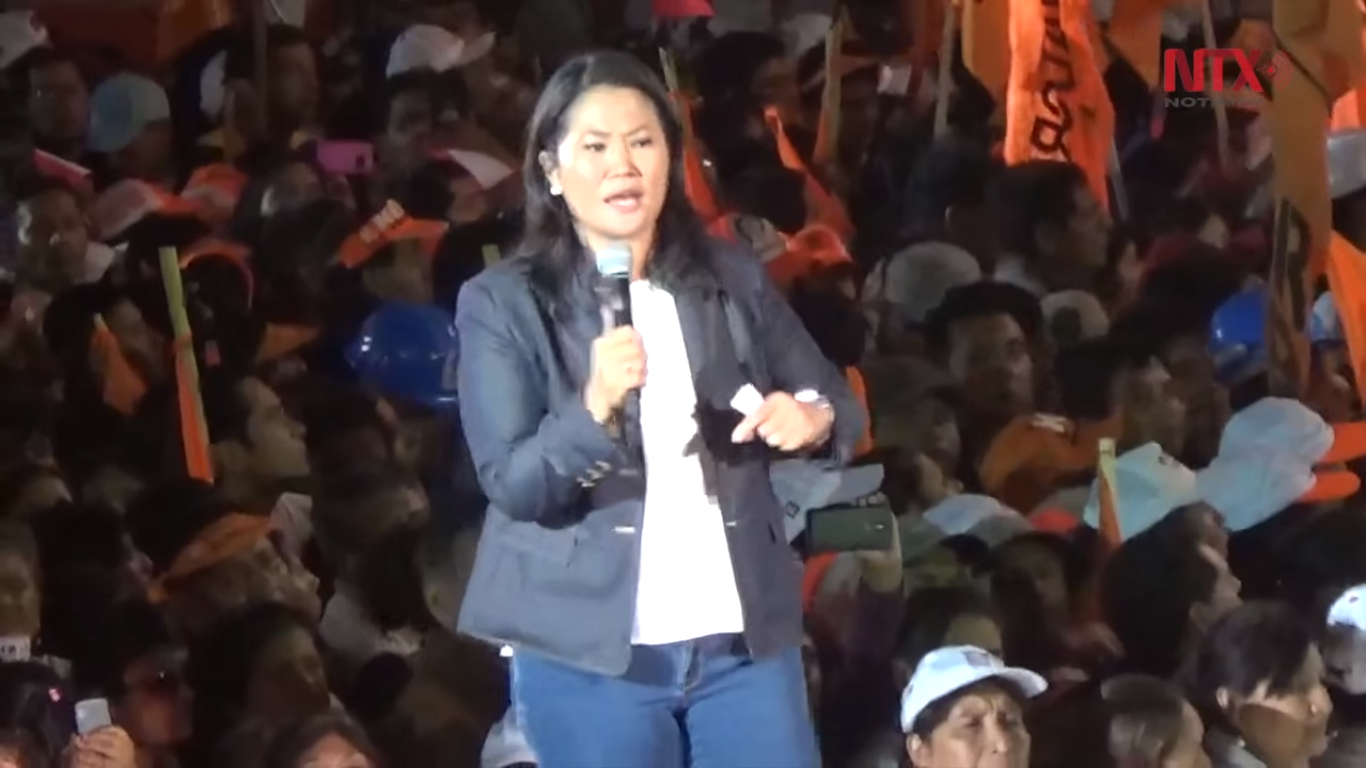
Keiko Fujimori en su campaña para las Elecciones generales de Perú de 2016 por el partido Fuerza Popular.

#### El Caso Fuerza Popular
Ya desde dos años antes del estallido del escándalo Odebrecht, el partido Fuerza Popular, encabezado por Keiko Fujimori, se hallaba en investigación por el tema del financiamiento de su campaña electoral previa a las elecciones de 2011, cuando participó con el nombre de Fuerza 2011. Una parte del millonario financiamiento de dicha campaña había sido sustentado ante la ONPE con supuestos aportes voluntarios de numerosos simpatizantes, a través de la realización de cócteles y rifas.
En octubre de 2015, un estudiante de Derecho, David Apaza Enríquez, al constatar que las cuentas entregadas por Fuerza Popular a la ONPE no cuadraban, presentó ante la Fiscalía la primera denuncia contra dicho partido, bajo la tesis de que el financiamiento de la campaña electoral de 2011 se había hecho en realidad con dinero ilícito («aportes fantasmas») y por lo tanto se trataría de un caso de lavado de activos. La Fiscalía abrió investigación el 2 de noviembre de 2015. Fue el inicio del llamado Caso Cócteles.
Surgieron otras denuncias contra Fuerza Popular, todas bajo la presunción de lavado de activos. También surgieron denuncias contra la misma Keiko Fujimori y su esposo Mark Vito Villanella, tras revelarse que este último había hecho una compra de terrenos en Chilca por 617 329 dólares. En marzo de 2016, el fiscal Germán Juárez Atoche abrió una investigación preliminar a Keiko Fujimori y a su esposo.
El revelación del caso Odebrecht dio más pistas a la investigación por lavado de activos. El colaborador eficaz Jorge Barata, representante de Odebrecht en el Perú, reveló que sostuvo reuniones con la excandidata presidencial Keiko Fujimori durante la campaña electoral de 2011. En mayo de 2017, Marcelo Odebrecht confirmó que entregó dinero a los principales candidatos presidenciales de 2011, entre ellos a la candidata fujimorista. Más tarde, la situación de Keiko se complicó cuando se reveló que en la agenda de Odebrecht había una nota con el nombre de la excandidata presidencial junto a un monto (el texto decía: «Aumentar Keiko para 500 e eu fazer visita»). Se dijo que la cifra aludía a quinientos mil dólares y que era un aporte para su campaña electoral de 2011.
En septiembre de 2017 el fiscal de la Nación Pablo Sánchez ordenó que un solo fiscal titular se encargara de investigar todas las denuncias aparecidas contra Keiko Fujimori y su partido, que quedaron bajo la competencia del subsistema especializado en delitos de lavado de activos y pérdida de dominio. El fiscal designado fue José Domingo Pérez, que en octubre del mismo año adecuó la investigación a la Ley de Crimen Organizado y amplió a 36 meses el plazo para la investigación.
En noviembre de 2017, los fiscales peruanos viajaron a Brasil, donde escucharon el testimonio de Marcelo Odebrecht de haber entregado dinero para la campaña de Keiko Fujimori, aunque señalando que Barata era el único que podía confirmar el monto exacto. También reveló que las iniciales AG que aparecen en su agenda se referían al expresidente Alan García, quien estaba muy interesado que Odebrecht ganara la licitación del gasoducto del Sur Peruano, entre otras obras.
Por entonces, el fujimorismo, a través de su congresista Daniel Salaverry, planteó una denuncia constitucional contra el fiscal de la Nación Pablo Sánchez, por supuestamente no haber iniciado las investigaciones contra varias empresas peruanas socias de Odebrecht, lo que, a su ver, contrastaba con el proceso abierto contra Keiko. Lo cual fue interpretado como una represalia del fujimorismo por la investigación contra su lideresa y como un intento de coaccionar a la fiscalía violentando su autonomía.
El 7 de diciembre de 2017, el Poder Judicial autorizó el allanamiento y registro domiciliario de dos locales de Fuerza Popular, uno ubicado en Cercado de Lima y otro en Surco. Ello, debido a indicios que apuntaban a que el partido fujimorista tenía doble contabilidad o contabilidad paralela para ocultar los aportes de Odebrecht a la campaña electoral de Keiko Fujimori. Los voceros de Fuerza Popular acusaron al fiscal Pablo Sánchez de estar tras el allanamiento, que habría sido en represalia por la denuncia constitucional entablada contra su persona.
Según diversos analistas, todo ello impulsó al fujimorismo a intentar tumbar la institucionalidad del país, con el fin de blindar a su lideresa Keiko. Por ello, habría promovido desde el Congreso el proceso de vacancia presidencial contra PPK, quien, no obstante, pudo superarla, gracias a una facción del fujimorismo, encabezada por Kenji Fujimori (los llamados avengers), que se abstuvo a votar a favor de la misma. Ello ocurrió a fines de diciembre de 2017. En marzo de 2018 se promovió un segundo proceso de vacancia, pero antes de que se procediera a la votación en el Congreso, el presidente Kuczynski renunció tras revelarse los llamados kenjivideos.
El 28 de febrero de 2018, Barata reveló al equipo de la fiscalía peruana haber dado aporte de un millón doscientos mil dólares a favor de la campaña electoral de Keiko en 2011, y que los intermediarios de esa entrega habían sido Jaime Yoshiyama Tanaka (entonces secretario general y jefe de campaña de Fuerza 2011), Augusto Bedoya Cámere (exministro fujimorista) y Ricardo Briceño (entonces presidente de la CONFIEP). Más específicamente, se le habría dado 500 mil a Yoshiyama y Bedoya durante la campaña de la primera vuelta, y otros 500 mil en la campaña de la segunda vuelta. Los 200 mil restantes se habrían entregado a raíz de una reunión de empresarios convocada por Briceño, gremio que se orientaba por la candidatura fujimorista, temeroso de que ganara la presidencia el nacionalista Humala. Luego de esa revelación, la fiscalía de lavado de activos allanó las casas de Yoshiyama y Bedoya, e ingreso a la sede de la CONFIEP donde incautaron documentos.
En septiembre de 2018, el diario El Comercio de Lima dio cuenta de correos electrónicos encriptados que intercambiaron Jorge Barata, exjefe de Odebrecht en el Perú, y Luiz Antonio Mameri, exlíder empresarial de la constructora para América Latina y Angola, los cuales confirmarían los aportes de dinero ilegal a las campañas electorales de Ollanta Humala y Keiko Fujimori en 2011.

#### Detención preliminar de Keiko Fujimori
El 10 de octubre de 2018, el juez Richard Concepción Carhuancho, a pedido del fiscal José Domingo Pérez, ordenó la detención preliminar por diez días de Keiko Fujimori, junto a otras 19 personas (entre ellas Jaime Yoshiyama y Augusto Bedoya), en el marco de las investigaciones por lavado de activos presuntamente ocurrido en la campaña electoral de 2011. Se justificó esta detención, aduciendo que había un grave de peligro de fuga de parte de Keiko Fujimori, sindicada de haber constituido una organización criminal en el interior de su partido Fuerza Popular (y no que este partido sea una organización criminal, como algunos interpretaron). Meses atrás, se había revelado una grabación del caso CNM Audios, donde se escuchaba al juez supremo César Hinostroza coordinando con un tercero no identificado sobre una reunión con una «señora K… la fuerza número 1». Para algunos se trataría de una alusión a Keiko y Fuerza Popular, que presuntamente habría estado buscando obtener favores en el proceso que se le seguía sobre lavado de activos. También se ordenó la detención preliminar de los asesores de Fuerza Popular, Ana Herz de Vega y Pier Figari Mendoza, orden que se cumplió mientras estos asistían a una marcha en favor de Keiko. Otros asesores personales de la lideresa fueron también detenidos y allanados sus domicilios.
Keiko Fujimori y los demás detenidos apelaron ante la Segunda Sala de Apelaciones del Poder Judicial, que luego de oír los argumentos de las partes, anuló la detención preliminar, aduciendo que no había sido sustentada debidamente.

#### Prisión preventiva de Keiko Fujimori y otros miembros de Fuerza Popular
Sin embargo, a los pocos días, el fiscal Pérez formalizó la investigación preparatoria y solicitó 36 meses de prisión preventiva para Keiko Fujimori y otras once personas involucradas por presunto lavado de activos (Jaime Yoshiyama, Jorge Yoshiyama Sasaki, Vicente Silva Checa, Augusto Bedoya, Ana Herz, Pier Figari, Luis Mejía Lecca, Giancarlo Bertini Vivanco, Carmela Paucará y Adriana Tarazona), petición que fue evaluada por el mismo Concepción Carhuancho. Las audiencias se iniciaron el 19 de octubre. Keiko solicitó la recusación de este juez, acusándolo de falta de imparcialidad, pero el mismo juez le denegó el pedido. El fiscal José Domingo Pérez dio una serie de argumentos para sustentar que en el seno de Fuerza Popular se había constituido una organización criminal.
En cuanto a la necesidad de aplicar la prisión preventiva, el fiscal argumentó la existencia del peligro de obstaculización al trabajo judicial de parte de la procesada, aprovechando su posición de líder política. Al respecto, mencionó como prueba una serie de chats de conversaciones privadas (llamada La Botica) donde se lee a miembros de la bancada fujimorista del Congreso ponerse de acuerdo para desprestigiar al fiscal. Se sabe que dicho material fue proporcionado por uno de los testigos protegidos de la fiscalía, el congresista de Fuerza Popular, Rolando Reátegui. También el fiscal mencionó las maniobras de Keiko para dilatar el proceso y su interferencia en el sistema de justicia para obtener favores; sobre esto último, uno de los testigos protegidos corroboró que la Señora K mencionada en uno de los CNM Audios era la misma Keiko, que buscaba obtener favores del juez Hinostroza en el Caso Cócteles. Otro sustento para la prisión preventiva fue el hallazgo en casa de Vicente Silva Checa, asesor de Keiko Fujimori y antiguo montesinista, de documentos relacionados con la Comisión Lava Jato del Congreso, así como apuntes de la estrategia legal de Fuerza Popular, indicios de que había un propósito desde la alta dirigencia de dicho partido para obstaculizar el desarrollo del proceso.
Luego de revisar el pedido de prisión preventiva contra Keiko Fujimori, el juez Concepción Carhuancho empezó a revisar el de las otras diez personas del entorno de Keiko. Se esperaba que diera su veredicto final al finalizar todas ellas, pero el 31 de octubre de 2018, cuando solo había evaluado la situación jurídica de cinco de ellas (Ana Herz, Pier Figari, Vicente Silva Checa, Jaime Yoshiyama, además de Keiko), decidió sorpresivamente dar su veredicto con respecto a Keiko Fujimori. Tras aceptar la tesis fiscal que le imputaba ser la cabeza de una presunta organización criminal al interior de su partido que lavó un millón de dólares entregados por Odebrecht en 2011, y considerando que existía un riesgo de que obstaculizara el proceso, el juez dictó 36 meses de prisión preventiva para Keiko Fujimori. Keiko Fujimori fue recluida en el Penal Anexo de Mujeres en Chorrillos.
En los días siguientes el juez Concepción Carhuancho continuó evaluando la situación jurídica del resto de los implicados, contra los cuales ordenó también la prisión preventiva por 36 meses, por presunto lavado de activos. Entre ellos: Vicente Silva Checa, Pier Figari y Ana Herz, a quienes un testigo protegido de la fiscalía sindicó como las personas que, junto con Keiko Fujimori, eran las que tomaban las más importantes decisiones del partido, los que los convertía en presuntos cabecillas de la organización criminal. También sufrieron similar fallo Luis Mejía Lecca y Giancarlo Bertini Vivanco.
Un vuelco importante ocurrió cuando Jorge Yoshiyama Sasaki, otro de los 11 imputados, confesó que su tío Jaime Yoshiyama le había entregado 100 000 dólares para la campaña de Keiko Fujimori de 2011, con el encargo de buscar aportantes falsos para justificar su origen (modalidad del “pitufeo” o fraccionamiento del dinero). Dijo también que ignoraba que se trataba de dinero de Odebrecht. Hasta entonces, todos los imputados habían negado la existencia del “pitufeo”; con la confesión de Jorge Yoshiyama, la defensa se vio obligada a replantear su estrategia. Por haber aceptado los cargos en su contra y colaborado con la investigación, a Jorge Yoshiyama le dieron solo comparecencia restringida.
En cuanto a Jaime Yoshiyama, que se hallaba en Miami por un tratamiento médico ocular, se le dictó 36 meses de prisión preventiva y se dispuso activar su captura internacional a través de la Interpol. Aunque Yoshiyama había dicho que regresaría a Lima para asistir a las diligencias judiciales, no lo hizo, e incluso hizo una revelación que para muchos resultó increíble: que el aportante de la campaña fujimorista de 2011 fue en realidad Juan Rassmuss Echecopar, un empresario minero nacido en Perú pero afincado en Chile y que había fallecido en 2016. Según la versión de Yoshiyama, Rassmuss había aportado más de un millón de dólares, tanto en la campaña de 2011 como en la de 2016, supuestamente porque deseaba que se mantuviera el modelo económico en el Perú. Pero al no haber manera de corroborar lo dicho por Yoshiyama, muchos lo consideraron como una versión muy conveniente, al aludir a una persona ya fallecida que no podía confirmarla o desmentirla. Jaime Yoshiyama regresó a Lima el 11 de marzo de 2019, siendo detenido y llevado al día siguiente al penal Castro Castro, para cumplir los 36 meses de prisión preventiva que le había impuesto el juez Concepción. En ese penal están también el asesor Pier Figari y el extesorero, Luis Mejía Lecca.
Los otros inculpados en el caso Cócteles tuvieron diversos fallos. A Carmela Paucará y Augusto Bedoya se les dio impedimento de salida del país por 18 meses; y a Adriana Tarazona se le dio arresto domiciliario.
Keiko Fujimori apeló para que le revocaran la prisión preventiva y poder así continuar su proceso en libertad, pero la Sala de Apelaciones le denegó su pedido, basándose en el argumento de que existía un riesgo de que obstaculizara la justicia mientras estuviera en libertad. La sala desestimó sin embargo otros argumentos presentados por la fiscalía, como el peligro de fuga (5 de enero de 2019). En cambio, Vicente Silva Checa y Ana Herz de Vega ganaron la apelación y fueron puestos en libertad.

#### Otras acciones judiciales
Al existir muchos testigos protegidos que admitían que las decenas de supuestas donaciones de dinero para la campaña electoral de Keiko eran fraudulentas, el fiscal Pérez amplió la investigación y citó a 500 personas, para que respondieran si en realidad habían sido aportantes reales. Entre ellas estaban José Chlimper Ackerman, exsecretario de Fuerza Popular, y diversos empresarios (24 de noviembre de 2018).
El fiscal José Domingo Pérez solicitó también comparecencia con restricciones para seis investigados por la presunta comisión del delito contra la administración pública de justicia, en la modalidad de obstrucción de la justicia. Entre ellos se encuentra la abogada de Keiko Fujimori, Giulliana Loza, sindicada como coordinadora de un personal de abogados involucrada en dicho acto delictivo. Esto, tras el testimonio de testigos protegidos afirmando que los abogados mediante amenazas impidieron que personas que aparecían como aportantes a la campaña de Keiko Fujimori de 2011 presten testimonio negando haber hecho esos aportes.
Asimismo, el Poder Judicial dictó medidas de impedimento de salida del país para el esposo de Keiko Fujimori, Mark Vito, por la adquisición inmobiliaria de terrenos con presunto dinero ilícito, que provendrían de los aportes a la campaña electoral de Fuerza 2011. Mark Vito apeló esa decisión y meses después se le levantó el impedimento.

#### Recusación al juez Richard Concepción Carhuancho
El abogado de Jaime Yoshiyama presentó una recusación contra el juez Richard Concepción Carhuancho, a raíz de unas declaraciones que este dio a un medio informativo luego de la remoción de los fiscales Vela y Pérez del Equipo Lava Jato, por parte del fiscal de la Nación Pedro Chávarry. Según el abogado, dichas declaraciones demostraban la falta de imparcialidad del juez en el caso Cócteles. En la primera de esas declaraciones, Concepción dijo que, si bien es juez, también es ciudadano, y que por eso la decisión de Chávarry le generaba indignación. En la segunda, dijo que la salida de Vela y Pérez «no ha hecho otra cosa que confirmar la captura del Ministerio Público». La Sala de apelaciones, presidida por César Sahuanay, le dio la razón a Yoshiyama y apartó a Concepción Carhuancho del caso Cócteles, al considerar que el juez adelantaba opinión contra una de las partes (15 de enero de 2019). En su reemplazo se nombró a la juez Elizabeth Arias Quispe. Esta decisión judicial provocó mucha polémica; el mismo presidente Vizcarra dijo estar «totalmente en desacuerdo» con la recusación del juez Concepción. Por su parte, la abogada de Keiko Fujimori pidió la inhibición de la nueva jueza en el caso Cócteles, ya que anteriormente su estudio había patrocinado a la magistrada en un caso ya concluido. La jueza Arias rechazó el argumento planteado por Giuliana Loza para su inhibición, pues consideró que el patrocinio aludido había sido corto, breve y puntual. Sin embargo, pocas horas después, aceptó inhibirse, arguyendo otro motivo: dijo que tenía una antigua amistad con el abogado de Jorge Yoshiyama, el mismo que se había convertido en colaborador del Caso Cócteles (15 de febrero de 2019). Se procedió entonces a elegir a otro juez a través del sistema aleatorio (por sorteo), resultando elegido el juez Víctor Zúñiga (14 de marzo de 2019).

#### Denuncia a la empresa Telefónica del Perú por supuestamente negarse a dar información
El 20 de enero de 2019, el programa televisivo Punto Final reveló el testimonio de Silvana Castagnola, analista de Telefónica del Perú, quien detalló cómo esta empresa la había obligado a borrar y a negar la existencia de información de llamadas solicitada por el fiscal José Domingo Pérez, relacionada con la investigación de Keiko Fujimori en el caso Cócteles. La justificación de la empresa fue que según la ley, solo había la obligación de conservar esa información por tres años, y que el pedido del fiscal sobrepasaba ese límite. Sin embargo, Castagnola dijo que había comprobado que la empresa aún guardaba esa información, no obstante lo cual se negaba a colaborar con la fiscalía. Al día siguiente el fiscal José Domingo Pérez hizo una diligencia en el edificio central de Telefónica, para recabar la documentación necesaria.

#### Recurso de casación de Keiko Fujimori
El 25 de febrero de 2019, la defensa de Keiko Fujimori interpuso un recurso de casación ante la Corte Suprema para anular su prisión preventiva, aduciendo que se habían cometido fallos formales en el proceso. El pedido fue derivado a la Sala Suprema Penal Permanente del Poder Judicial, que lo admitió a trámite el 30 de abril de 2019. También los abogados de Jaime Yoshiyama Tanaka, Pier Figari y Luis Mejía Lecca lograron que se admitiera a trámite el mismo recurso para sus defendidos. Se fijó para el 5 de julio de 2019 una audiencia pública para revisar todos esos pedidos.
El juez supremo Aldo Figueroa se inhibió de participar en este proceso, luego de que se conocieran sus vínculos con la organización criminal Los Cuellos Blancos del Puerto.
Se cuestionó además que el representante del Ministerio Público en la audiencia que resolverá esta casación sea el fiscal supremo Víctor Raúl Rodríguez Monteza, sindicado también como miembro de Los Cuellos Blancos del Puerto. Este fiscal rechazó inhibirse del caso, y aún más, el 3 de julio remitió un documento a la Sala Penal Permanente en el que recomendaba declarar fundada la casación y pedía que se anule la orden de prisión preventiva de Keiko Fujimori, así como de Yoshiyama, Figari y Mejía.
El 5 de julio de 2019, día fijado para la audiencia de casación, el juez supremo Jorge Castañeda se inhibió de ver el caso, luego que se difundiera unos audios que revelarían la existencia de una estrecha cercanía entre él y el juez César Hinostroza, sindicado cabecilla de Los Cuellos Blancos del Puerto. Debido a ello, la Sala Suprema Penal Permanente postergó la audiencia de casación.
El 9 de agosto de 2019 se reinició la audiencia de casaciones en la Sala Penal Permanente de la Corte Suprema. No se llegó a un acuerdo entre los cinco miembros de la Sala: dos de ellos declararon infundado el pedido, y otros tres se mostraron a favor en parte, pero solo en reducir el tiempo de la prisión preventiva de 36 a 18 meses (es de destacar que ninguno de ellos se mostró a favor de la libertad de los encausados). Como se necesitan 4 votos concordantes para dar una sentencia sobre la casación, esta quedó pendiente, pues se debía recurrir a un juez dirimente.
Como magistrada suprema dirimente fue designada Susana Castañeda Otsu, que el 12 de septiembre de 2019 decidió que Keiko Fujimori continúe en prisión preventiva, pero por 18 meses, rebajándose así los 36 meses que se le había impuesto. La jueza se sumó así a los tres magistrados que se pronunciaron en la misma línea y decidió así la resolución. La misma decisión recayó sobre Yoshiyama Tanaka y Figari Mendoza. Solo se ordenó la libertad de Mejía Lecca, que quedó bajo comparecencia restringida.

#### Formalizan denuncia contra Fuerza Popular
El 31 de julio de 2019, el fiscal José Domingo Pérez formalizó la denuncia contra el partido Fuerza Popular por lavado de activos. De probarse la responsabilidad penal, dicho partido sería disuelto. Como antecedente, el fiscal resaltó la acusación del fiscal Germán Juárez Atoche contra Ollanta Humala, que incluye al Partido Nacionalista en el proceso de lavado de activos.

#### Keiko Fujimori es internada en una clínica
En la noche del sábado 14 de septiembre de 2019, Keiko Fujimori fue trasladada de emergencia a la Clínica Centenario, por presentar dolores en el tórax y la cabeza, así como un probable cuadro de hipertensión arterial. Su abogada se quejó de que su defendida fuera llevada a la clínica esposada y en una camioneta particular. Los médicos aconsejaron que permaneciera internada en cuidados intermedios.
Coincidiendo con este episodio, el 17 de septiembre de 2019, los jueces supremos en lo penal del Poder Judicial publicaron el Acuerdo plenario 01-2019 tratado en el XI Pleno Jurisdiccional Supremo Penal, en los que se fijan criterios jurídicos en temas de prisión preventiva, impedimento de salida del país y otros. Se busca con ello que la prisión preventiva sea una medida extraordinaria, con requisitos mucho más definidos.

#### Presentación de un recurso dehabeas corpusa favor de Keiko Fujimori
Fracasado su recurso de casación, Keiko Fujimori solo le quedó para lograr su liberación el recurso de habeas corpus interpuesto por su hermana Sachi ante el Tribunal Constitucional (TC). Como ponente de este recurso asumió el presidente de dicho Tribunal, Ernesto Blume, trascendiendo que se inclinaría a favor de la liberación de Keiko. La crisis por la disolución del Congreso y el vasto expediente de la investigación fiscal, que abarcaba casi mil páginas, demoraron la resolución del TC.

#### Nuevos testimonios de Jorge Yoshiyama
En noviembre de 2019, un medio periodístico reveló el testimonio de Jorge Yoshiyama ante la fiscalía, quien afirmaba que su tío Jaime Yoshiyama le comentó que Keiko Fujimori sabía que su campaña electoral de 2011 estuvo financiada por la empresa Odebrecht. También confesó que la misma Keiko le pidió que le ayudara en el “pitufeo” de los fondos aportados por Odebrecht en la campaña electoral de 2016, así como le habría comentado sobre sus contactos con el juez César Hinostroza para inclinar a la justicia a su favor, en 2018.

#### Confesiones de empresarios que apoyaron a Keiko
También por esos días, la fiscalía programó una serie de interrogatorios a los empresarios más importantes del Perú sobre los aportes que habían dado a las campañas electorales de Keiko Fujimori de 2011 y 2016. Fue muy impactante la confesión de Dionisio Romero Paoletti, presidente del Grupo Credicorp, sobre el aporte de US$ 3.6 millones que hizo a favor de Keiko en 2011, en efectivo y dentro de maletines entregados en las mismas manos de la entonces candidata. Romero dijo que fue por el temor a la amenaza de que el chavismo llegara al poder en la figura del candidato rival, Ollanta Humala. También confesaron haber contribuido a la campaña de Keiko el presidente del Grupo Gloria, a través de Vito Rodríguez, aportó 200 mil dólares a la campaña de Keiko Fujimori entregado personalmente y otras empresarios más, aunque algunos solo dijeron que colaboraron en una bolsa organizada por la CONFIEP para financiar una millonaria publicidad a favor de la defensa del modelo económico, entre 2009 y 2012, que aparentemente no se inclinaba por ningún candidato.
También en ese mismo mes de noviembre de 2019, el fiscal José Domingo Pérez solicitó al Poder Judicial la medida de comparecencia con restricciones para José Chlimper Ackerman, exsecretario general de Fuerza Popular y director del Banco Central de Reserva, como parte de las investigaciones. Chlimper es investigado por los presuntos delitos de lavado de activos, fraude procesal, falsa declaración en procedimiento administrativo y falsificación de documentos privados. Los actos ilícitos habrían sido cometidos en las campañas electorales de 2011 y 2016.
Tras la revelación del Banquero, Dionisio Romero, el equipo especial decidió atribuir al empresario el delito de presunto fraude en la administración de personas jurídicas por aportes millonarios a la campaña de Fuerza Popular. En el documento emitido por el Ministerio Público, el equipo especial especifica los aportes recibidos por Fuerza Popular durante las campañas del 2011 y 2016 a los que atribuye ilicitud. Este es el caso del financiamiento del empresario Dionisio Romero Paoletti, quien declaró el año pasado ante el fiscal Pérez que había entregado US$3′650.000 a Keiko Fujimori para la campaña del 2011. Para la fiscalía, este monto “tiene su origen en los hechos de fraude en la administración de personas jurídicas vinculada al grupo empresarial Romero, por intermedio de su presidente Dionisio Romero Paoletti”.
Según indica la fiscalía, se ha determinado que Romero, en su condición de presidente del directorio de Credicorp y presidente del directorio del Banco de Crédito del Perú, infringió en su deber de usar el patrimonio de su representada “para el desarrollo de las actividades propias de la misma, tomó la decisión de realizar retiros de dinero en efectivo a través del Banco de Crédito del Perú, por US$3′650.000 con el propósito de entregarlos a la organización liderada por Keiko Fujimori”.

#### El TC anula la prisión preventiva de Keiko Fujimori
El encargado de la ponencia en el TC sobre el recurso de habeas corpus de Keiko, Ernesto Blume, no quiso admitir las nuevas revelaciones sobre los aportes a la campaña de 2011 y la obstrucción a la justicia de parte de Keiko, aduciendo que al TC no le correspondía fallar sobre el fondo del asunto. En su proyecto de resolución, Blume aconsejó declarar fundado el recurso de habeas corpus, al considerar que existía una afectación a la libertad personal de la investigada. El 24 de noviembre de 2019, luego de casi una semana de debate, el pleno del TC votó mayoritariamente a favor de la resolución de Blume. Además de Ernesto Blume, votaron a favor los tribunos José Luis Sardón, Augusto Ferrero y Carlos Ramos; el voto de este último fue decisivo para inclinar la balanza a favor de Keiko. En contra votaron Eloy Espinosa-Saldaña, Manuel Miranda y Marianella Ledesma.
En acatamiento al fallo del TC, la jueza Rosa Amaya Saldarriaga, del 20.º Juzgado Penal de Lima, ordenó la excarcelación de Keiko Fujimori. El 29 de noviembre de 2019, Keiko abandonó la prisión y retornó a su casa, para seguir su proceso en libertad, tras haber cumplido 13 meses de prisión preventiva. En los días anteriores, su esposo Mark Vito había realizado una huelga de hambre como protesta contra su prisión preventiva, que consideraba una arbitrariedad. Ese mismo día, el fiscal José Domingo Pérez cuestionó la resolución del TC, al considerar que era incongruente, contradictoria y que sospechosamente tenía tintes políticos, anunciando que pediría a la procuradoría del Poder Judicial que declare inejecutable el fallo del TC. También, por disposición judicial, fueron allanadas ese día las oficinas de la CONFIEP, en el marco de la investigación sobre los aportes a la campaña de Keiko de 2011.

#### Se añaden nuevos delitos a los imputados
El fiscal José Domingo Pérez dispuso ampliar el caso de los aportes a las campañas de Fuerza Popular e incluir otros presuntos delitos como asociación ilícita, organización criminal, falsa declaración y fraude procesal, y falsedad genérica. De acuerdo con una disposición fiscal emitida el 6 de diciembre de 2019, la ampliación de la investigación alcanza también a otros involucrados en el caso como el ex secretario general del Partido Fuerza Popular, Jaime Yoshiyama Tanaka; los asesores de Fujimori, Vicente Silva Checa, Pier Figari y Ana Herz Garfias de Vega; el exsecretario de Economía del partido, Augusto Bedoya Camere y la extesorera titular Adriana Tarazona.
También serán investigados por estos nuevos delitos la exsecretaria de Keiko Fujimori, Carmela Paucará; la extesorera alterna, Antonieta Gutiérrez Rosati; la exjefa de Aduana de la SUNAT, Ana Matsuno Fuchigami; el ex contador del Partido, Rafael Herrera Mariños; la extesorera alterna, Erika Yoshiyama Koga; el esposo de Keiko Fujimori, Mark Vito Villanella y el exministro de educación del gobierno fujimorista u entonces parte del equipo técnico de la campaña de 2011, Jorge Trelles Montero. La fiscalía, además, ha incorporado a la investigación preparatoria al ex secretario general del Partido y miembro del Directorio del Banco Central de Reserva, José Chlimper Ackerman. Dicho requerimiento solo incluía el delito de lavado de activos, ahora han sido incorporados los nuevos ilícitos que postula el equipo especial. Además, el fiscal Pérez ha solicitado al juzgado incluir en la investigación a la persona jurídica MVV Bienes Raíces S.A.C., propiedad del esposo de Keiko Fujimori, Mark Vito Villanella.
Para sustentar la ampliación de la investigación, Pérez presenta las declaraciones del sobrino del exjefe de campaña del Partido, Jorge Yoshiyama Sasaki, del expresidente del congreso, Daniel Salaverry y de Dionisio Romero Paoletti, presidente ejecutivo de Credicorp LTC y de Vito Rodríguez, Gerente General de Gloria. También los testimonios de presuntos falsos aportantes. La fiscalía también ha dispuesto levantar la medida de protección de reserva de identidad de testigo del Gerente General de Iza Motors, Antonio Camayo y del integrante del Congreso disuelto, Rolando Reátegui.
El Juzgado aceptó el pedido fiscal para incorporar a Fuerza Popular como persona jurídica responsable, lo que podría llevar a una eventual suspensión o disolución del partido.
Según IDL-Reporteros, los empresarios del Club de la Construcción habrían aportado en secreto a campaña de Keiko en 2016. Jorge Yoshiyama reveló ante Fiscalía que hacia fines de 2015 o a inicios de 2016, cuando visitó a Keiko Fujimori en su oficina, esta le pidió convocar a empresarios de la construcción a fin de que donen US$ 10  000 cada uno para su campaña presidencial. Cuatro empresarios, entre ellos, Jorge Peñaranda y José Castillo Dibos, habrían dado aportes, en efectivo, a la campaña de Fuerza Popular.
Al mismo tiempo, Daniel Salaverry reveló que Keiko Fujimori quiso obstruir la justicia tratando de contactar e influir en el entonces Juez Supremo, César Hinostroza y el entonces Fiscal de la Nación, Pedro Chavarry, al mismo tiempo Keiko quiso que este le entregue una agenda del expresidente Pedro Pablo Kuczynski al fiscal Chavarry. E incluso el empresario Antonio Camayo reveló y confirmó que la "Sra. K" de los audios con el juez Hinostroza, se refiere a Keiko Fujimori, quien uso como intermediario al entonces congresista, Héctor Becerril.

#### Keiko Fujimori regresa a prisión
El 27 de enero de 2020, el juez Víctor Zúñiga ordenó el regreso de Keiko Fujimori, a prisión por el plazo de 15 meses, a pesar de que la solicitud fiscal era por 18 meses y dos días. Sin embargo, la Fiscalía no apeló el plazo. La defensa de Fujimori apeló la decisión judicial e incluso anunció que acudiría a instancias internacionales contra lo que consideraban una persecución y venganza política.  Mientras que Fujimori regresó al penal Anexo de Mujeres en Chorrillos.

#### Impedimento de Salida del País
El Cuarto Juzgado de Investigación Preparatoria de la Corte Nacional ordenó 36 meses de impedimento de salida del país contra la lideresa de Fuerza Popular, Keiko Fujimori, investigada por el presunto delito de lavado de activos en el denominado caso Cócteles. De igual forma, el juez Víctor Zúñiga dictó la misma medida en contra de su exesposo Mark Vito Villanela y el exministro, Jaime Yoshiyama. Completan la lista los dirigentes y colaboradores de Fuerza Popular, el exasesor, Vicente Silva Checa; la exasesora, Ana Herz Garfias de Vega; la extesorera, Adriana Tarazona Martínez; el exasesor, Pier Figari Mendoza; y el ex director del Banco Central de Reserva, además de ex secretario general del partido, José Chlimper Ackerman.
Tanto Keiko Fujimori, Mark Vito y los otros seis implicados estarán impedidos de variar su domicilio actual sin autorización judicial previa. Además, deberán comparecer una vez al mes al registro de control biométrico y detallar sus actividades. Están en la obligación de presentarse a las citaciones de la Fiscalía y el Juzgado para las dilencias correspondientes y no podrán comunicarse con coimputados, testigos o peritos involucrados en el caso, esto para asegurar su presencia durante el proceso judicial que se les sigue durante el caso.

### Caso Carretera Interocéanica Sur Tramos II y III

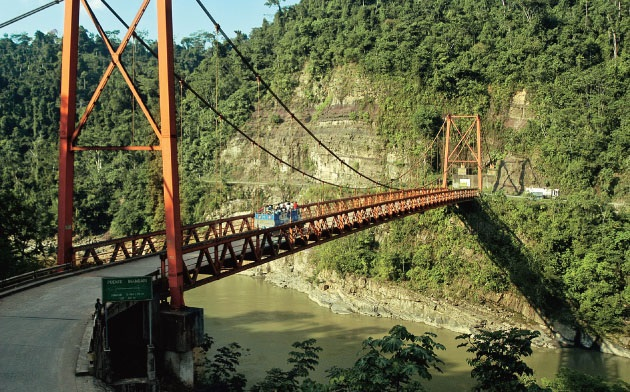
La Carretera Interoceánica en el sur peruano, construida por La Empresa Odebrecht durante el gobierno de Alejandro Toledo.

#### El caso Ecoteva
Desde 2013, el expresidente Alejandro Toledo y su esposa Eliane Karp tenían abierto un proceso por lavado de activos, el llamado caso Ecoteva, por una cuenta offshore que estaba a nombre de la suegra de Toledo, Eva Fernenbug, en la que estaban depositados millones de dólares que se usaron para adquirir inmuebles en el Perú (una casa en Las Casuarinas valorado en $ 3.800.000 y el edificio Omega de Surco de $ 882.000), así como para pagar las hipotecas de dos casas de Toledo (en Camacho y Punta Sal). Al no poder sustentar el origen de esos fondos, la fiscalía de lavado de activos abrió la investigación que lo llevó a rastrear que el dinero fue traspasado desde una cuenta de la compañía Confiado Internacional Corp., de propiedad de Josef Maiman, empresario peruano-israelí y amigo cercano de Toledo, por lo que el expresidente quedaba así seriamente involucrado.

#### Se inicia el caso Odebrecht
Alejandro Toledo, que hasta entonces había estado entrando y saliendo del Perú en total libertad, abandonó definitivamente el país el 11 de enero de 2017. Dos semanas antes, el 21 de diciembre de 2016, el departamento de Justicia de los Estados Unidos había revelado la confesión de la empresa constructora Odebrecht, sobre el pago de coimas a diversos funcionarios peruanos para obtener las licitaciones de obras públicas, entre los años 2004 y 2014. Luego, Jorge Barata declaró a los fiscales de Lava Jato que Odebrecht dio a Toledo una coima de US$ 20 millones (posteriormente dijo que fueron US$ 31 millones) para ganar la licitación de la Carretera Interoceánica Sur, que une Perú y Brasil.
Con esta nueva revelación, la investigación de Ecoteva tomó una nueva perspectiva. La tesis de la fiscalía apuntó a que el dinero de Ecoteva era producto de la coima cobrada por Toledo a Odebrecht u otras empresas como Camargo y Correa, y que sirvieron de testaferros Maiman y Fernenbug. El caso Ecoteva estaría así enlazado con el caso Odebrecht, e incluso se ha intentado fusionar ambos casos. De hecho, de los 20 millones señalados inicialmente como la coima de Odebrecht a favor de Toledo, la fiscalía ha rastreado depósitos por más de 11 millones en las cuentas de Maiman, en el Citibank y en el Barclays Bank PLC de Londres.

#### Órdenes de prisión preventiva para Toledo
El juez Richard Concepción Carhuancho, titular del Primer Juzgado de Investigación Preparatoria Nacional de Perú, dictó 18 meses de prisión preventiva contra el expresidente Alejandro Toledo, haciendo lugar a la solicitud presentada por el fiscal Hamilton Castro, entonces cabeza del equipo especial encargado de investigar las ramificaciones del caso Lava Jato en Perú. También dispuso orden de captura nacional e internacional del exmandatario por supuestamente haber cobrado US$ 20 millones en sobornos de la constructora brasileña Odebrecht (ahora sabemos que fueron US$ 31 millones ).
Y por el caso Ecoteva, el 20 de marzo de 2017 la fiscal Manuela Villar solicitó la prisión preventiva para Alejandro Toledo, su esposa Eliane Karp, el empresario Josef Maiman y el exjefe de seguridad presidencial Avraham Dan On. El juez Mario Guerra Bonifacio, que por entonces estaba a cargo del 16 Juzgado Penal de Lima, acogió el pedidos del fiscal y dictó prisión preventiva por 18 meses para todos los inculpados, así como orden de captura nacional e internacional.

#### Toledo huye de la justicia
Toledo, que al momento de la orden de su detención preventiva estaba en paradero desconocido, a través de su abogado Heriberto Benítez reclamó la comparecencia restringida como condición para entregarse, lo que se le negó. La justicia peruana lo declaró prófugo e incluso el gobierno ofreció US$ 100 mil de recompensa para quien informara de su paradero. Conocida su ubicación en los Estados Unidos, se le abrió un cuadernillo de extradición. Para sustentar este pedido ante las autoridades estadounidenses, el Ministerio Público hizo un informe detallado sobre las diversas medidas que Toledo habría dado a favor de la empresa brasileña y que lograron dificultar la intervención y competencia de otras empresas. Entre estos actos, estarían la emisión de resoluciones y decretos relacionados con el proyecto de la Carretera Interoceánica, exoneración del SNIP y reducción de exigencias normativas.

#### Pedido de extradición de Toledo
El 15 de marzo de 2018, la Corte Suprema declaró procedente el pedido de extradición, siendo luego aprobado por el Poder Ejecutivo, que publicó la resolución suprema respectiva el 21 de marzo. Luego se procedió a traducir el cuaderno de extradición al inglés. Tras algún tiempo de espera, la Fiscalía envió el expediente a la Cancillería, que lo remitió a la vez al Departamento de Estado de los Estados Unidos en mayo de 2018. Adicionalmente, las autoridades estadounidenses solicitaron información complementaria que fue respondida por la Fiscalía de la Nación en julio del mismo año.
Asimismo, en febrero de 2018, Barata declaró haber aportado setecientos mil dólares para la campaña electoral de Toledo de 2001, y que el intermediario para la entrega fue Avraham 'Avi' Dan On, el jefe de seguridad del expresidente y su hombre de confianza (involucrado también en el caso Ecoteva, igualmente como supuesto intermediario en la recepción de los dineros).
Hubo críticas por la demora en el proceso de extradición de exmandatario, pero al estar ya la solicitud hecha ante la justicia estadounidense, en esa instancia lo común es que pueda tardar entre tres y siete años antes de resolverse, teniendo en cuenta las apelaciones que pueda hacer el inculpado. La cancillería peruana anunció que contrataría un abogado en Estados Unidos que acompañe el proceso de extradición.

#### Acuerdo de colaboración con Maiman
De otro lado, los fiscales Rafael Vela y José Domingo Pérez viajaron a Tel Aviv (Israel) y firmaron un acuerdo de colaboración eficaz con Josef Maiman (29 de marzo de 2019). Tres fueron los casos incluidos en el acuerdo: Ecoteva, los sobornos que habría realizado Camargo Correa al expresidente Alejandro Toledo y las coimas que por la carretera Interoceánica fueron reconocidas por Odebrecht.

#### Interrogatorio a Barata confirma entrega de sobornos a Toledo
Durante el interrogatorio al que fue sometido por el Equipo de Fiscales del Caso Lava Jato, realizado en Curitiba entre los días 23 y 26 de abril de 2019, el ex gerente de Odebrecht en el Perú Jorge Barata confirmó sus anteriores declaraciones sobre los pagos a Toledo por la Interoceánica Sur, tramos 2 y 3, e incluso dio más detalles sorprendentes. Quedó determinado que el expresidente recibió en total US$31 millones, y no US$20 millones como se dijo en un principio. Que ese pago empezó en el gobierno de Toledo, y se prorrogó hasta 2010, es decir, cuando ya Toledo no era presidente. Que Toledo era muy exigente con el pago y más de una vez llamó telefónicamente a Barata para reclamarle de manera soez. También se reveló que en 2011, Odebrecht aportó nuevamente en la campaña electoral de Toledo, esta vez por US$700 mil. Incluso, según Barata, Toledo le pidió que intercediera a su favor ante el consorcio Intersur, encargado del tramo 4 de la Interoceánica Sur, ya que dicho consorcio (integrado por empresas brasileñas) no le pagaba las coimas pactadas.

#### Investigación por la financiación a su campaña electoral
La investigación fiscal se inició en el año 2018 luego que el exrepresentante de Odebrecht en el Perú, Jorge Barata, reconoció ante el Ministerio Público que entregó 700 mil dólares a Abvraham Dan On, entonces jefe de seguridad del gobierno de Alejandro Toledo, para financiar la campaña presidencial del entonces líder del partido político Perú Posible en el 2011. Entre los otros investigados y procesados en el caso se encuentran además del expresidente, Alejandro Toledo Manrique, el exministro Javier Reátegui Rosello; la exsecretaria de economía del partido, Lydia Rodríguez Vilca; el exjefe de seguridad de Alejandro Toledo, Avraham ‘Aby’ Dan On; el extesorero del partido, Pedro Abel Rodríguez Aliaga; el ex contador del partido, Juan Boggiano Arias y el exministro de vivienda, Carlos Bruce.
La Procuraduría Ad Hoc para el Caso Lava Jato demandó el pago de una reparación civil de US$ 15′744,089.16 millones contra el expresidente Alejandro Toledo y otros, en el proceso seguido en su contra por el presunto delito de lavado de activos en el Caso Aportes de Campaña al desaparecido partido Perú Posible, durante el 2011.

#### Los sobornos al jefe de la OSITRAN Juan Carlos Zevallos
En ese mismo interrogatorio de abril de 2019, Jorge Barata dijo haber entregado US$750 mil al exjefe de la OSITRAN Juan Carlos Zevallos para que agilizara la entrega de Certificado de Avances de Obras (CAOs), que permitieran los adelantos de pagos por las obras que construía Odebrecht (tramo 2 y 3 de la Interoceánica Sur). En total, Zevallos emitió 18 certificados a favor de Odebrecht entre los años 2007 y 2009. Barata dijo que el codinome asignado a Zevallos en el sistema informático de las Operaciones estructuradas (Caja 2) era Almohadita, en alusión a su sobrepeso. Zevallos está con detención preventiva desde marzo de 2017, al haberle detectado la fiscalía un desbalance patrimonial de más de S/500 mil. 
Fue liberado en enero de 2020 por exceso de Carceleria, la Fiscalía Pidió de nuevo su prisión preventiva pero el Poder Judicial ordenó comparecencia restringida y una caución Económica.

#### Los Ministros de Toledo bajo investigación
En agosto de 2019, el fiscal del equipo especial José Domingo Pérez abrió investigación preliminar contra el exministro de Justicia, Fernando Olivera Vega, por supuestamente intervenir a favor de Odebrecht para se le adjudique la obra IRRSA Sur durante el gobierno de Alejandro Toledo. Se conoció que las pesquisas contra Olivera Vega se iniciaron por el presunto delito de tráfico de influencias, lavado de activos en su modalidad de actos de conversión y transferencia. Junto a Olivera también se encuentran siendo investigados el expresidente Alejandro Toledo, el exministro de Transportes José Ortiz, el expresidente del Consejo de Ministros (2014), René Cornejo y los que resulten responsables.
En noviembre de 2019, el procurador ad hoc Jorge Ramírez solicitó al Ministerio Público que se incorporen como investigados en el caso Interoceánica Sur al expresidente Pedro Pablo Kuczynski, al ex premier Fernando Zavala, al chileno Gerardo Sepúlveda y a las empresas Westfield y First Capital, tras obtener nuevos elementos que se integraron a las pesquisas por la adjudicación de la obra durante el régimen de Alejandro Toledo. En este caso, Kuczynski siempre participó como testigo, al igual que Zavala y Sepúlveda. Sin embargo, la defensa del Estado para los casos "Lava Jato" considera que existen elementos nuevos para incluirlos en las investigaciones.
Ramírez indicó que deben ser incorporados por la emisión del informe final de la Comisión Investigadora Multipartidaria del Congreso. De la información recogida, dice el procurador, resalta la vinculación del estudio de factibilidad y actos realizados durante la entrega en concesión de la carretera Interoceánica Sur. También por la modificación de las bases para el concurso de la concesión de la obra que se realizó mediante la emisión de circulares, favoreciendo al consorcio postor (Conirsa) conformado por la empresa Odebrecht para lograr la buena pro en los plazos del acuerdo colusorio.
Por último, también pesó la vinculación que existe entre los investigados en la ejecución de la obra, como la suscripción de las adendas N.º 1 y N.º 3 para los tramos 2 y 3 del proyecto de la carretera Interoceánica Sur.

#### Formalización de la acusación contra Toledo y su entorno por caso Ecoteva
El 17 de junio de 2019, el fiscal Rafael Vela formalizó la acusación por presunto lavado de activos contra el expresidente Toledo, así como también contra la ex primera dama Eliane Karp, el exasesor de seguridad Avraham Dan On y su hijo Shai Dan On. Todos ellos por el caso Ecoteva y con fines de extradición. Sucede que existen dos procesos abiertos contra Toledo y su entorno, uno por el caso Ecoteva, iniciado en 2013 y otro por las coimas de Odebrecht, que empieza en 2017, los cuales pertenecen en realidad a una sola trama delictiva, tal como la Fiscalía ha venido investigando. Se ha intentado acumular los dos procesos en uno solo, pero el problema es que Ecoteva se rige por el Código Procesal Penal antiguo, mientras que el de Odebrecht (que incluye las delaciones de Barata y Maiman) se halla bajo el nuevo código, y la ley no permite esa acumulación. Se está buscando una fórmula para salir de ese entrampamiento, que implicaría la intervención del Congreso. Mientras tanto, el primer proceso de extradición por el caso Odebrecht sigue su curso, y ahora se empieza otro por el caso Ecoteva.

#### Confesión de Maiman
El 26 de junio de 2019, los fiscales del caso Lava Jato, Rafael Vela y José Domingo Pérez, interrogaron a Josef Maiman en la embajada peruana en Israel. Maiman reconoció que Odebrecht depositó casi US$35 millones en sus cuentas como parte de coimas para el expresidente Alejandro Toledo. Esto rectificaría el monto mencionado por Barata, que era de US$31 millones.
El 14 de julio de 2019 la Fiscalía presentó el acuerdo de colaboración eficaz con Maiman ante el despacho del juez Richard Concepción Carhuancho, titular del Primer Juzgado de Investigación Preparatoria Nacional, que se encargará de su homologación.

#### Inicio del proceso de extradición en los Estados Unidos
El 16 de julio de 2019, el expresidente Alejandro Toledo fue detenido preliminarmente en los Estados Unidos, por mandato de la justicia de dicho país. Ello, en atención a su primer pedido de extradición de parte de la justicia peruana, por delitos de tráfico de influencias, colusión y lavado de activos.
El 19 de julio de 2019 se realizó la audiencia presidida por el juez Thomas S. Hixson, de la Corte del Distrito Norte de California, para determinar la situación legal de Toledo. Se esperaba que fuera liberado previo pago de una fianza para que siguiera el proceso de extradición en libertad, pero el juez determinó que al haber peligro de fuga debía permanecer en prisión. Uno de los argumentos a favor de esta decisión, mencionada por la fiscal estadounidense Elise Lapunzina, fue el haberse hallado en poder de Toledo un maletín con US$ 40 000, lo que hacía sospechar que se alistaba para salir del país. Además, se reportó que tenía en su vivienda un millón de dólares en efectivo, lo que hacía presumir que tenía acceso a grandes sumas de dinero no reportados. En cuanto a la defensa de Toledo, esta trató de convencer al juez de que no había garantías que tuviera un proceso justo en Perú, por tratarse de un «indígena», y por el odio político hacia su persona. Se trata del primer paso en el proceso de extradición del exmandatario, cuyo veredicto final se calcula que pueda tardar un año o más.
Toledo presentó un pedido para que el juez reconsidere la medida, ofreciendo pagar una fianza para seguir el proceso de extradición en libertad. Pero en la audiencia celebrada el 12 de septiembre de 2019, el juez Thomas S. Hixson ratificó su decisión, aduciendo que no se había demostrado que no existía riesgo de fuga. La esposa de Toledo, Elian Karp, que asistió a la audiencia, protagonizó un escándalo al escuchar la decisión del juez. «You're killing him!» (¡Ustedes lo están matando!), gritó mientras era retirada del lugar por los guardias de seguridad. Y es que la defensa de Toledo se quejó de que su defendido permaneciera encerrado en un cubículo en el penal Santa Rita y se le dejara salir al patio solo una hora al día, algo que le estaría afectando en su salud integral.
El 10 de octubre de 2019, un juez federal de San Francisco ordenó que Toledo fuera liberado bajo fianza en caso de que no se le cambiara el régimen carcelario hasta el 22 de octubre. Ello luego de que una evaluación psiquiátrica señalara el grave estado anímico del expresidente, debido al régimen de aislamiento en el que se hallaba sometido en la prisión de Santa Rita, que es más apropiado para internos violentos. Al día siguiente, Toledo fue trasladado a la correccional Maguire, en el condado californiano de San Mateo, donde el sistema de visitas es más flexible, y se presume que seguirá encarcelado, al haberse ya cambiado su régimen carcelario.

#### La Fiscalía va cerrando la etapa investigatoria
A fines de enero de 2020, nuevos interrogatorios a Jorge Barata por parte del Equipo de Fiscales Lava Jato, buscaban ya dar por concluida la investigación del caso de la Interoceánica Sur, para pasar a la etapa intermedia donde se decidirán las acusaciones. Barata explicó los aspectos técnicos y financieros que se implementaron en el gobierno de Alejandro Toledo para beneficiar a Odebrecht en la construcción de los tramos 2 y 3 de dicha carretera Interoceánica.
Barata dejó en claro el protagonismo del exmandatario Alejandro Toledo para la ejecución de este proyecto. Señaló que Toledo recurría a su entonces ministro de Economía y Finanzas, Fernando Zavala, para que el proyecto Interoceánica Sur se agilizara a favor de Odebrecht.
El brasileño también informó que hubo una reunión entre el exgobernante peruano y su par brasileño, Luiz Inácio Lula Da Silva, para conversar sobre la misma obra. En tal sentido, dijo que hubo una reunión entre Alejandro Toledo y el entonces presidente de Brasil por el proyecto Interoceánica Sur, que estaba en la agenda del gobierno del vecino país desde 2002 durante el régimen de Fernando Cardoso. Incluso Barata recalcó que mediante las adendas al contrato de la Interoceánica Sur se solucionaban problemas y mejoraban las condiciones del concesionario, en este caso de las compañías que conformaban el consorcio liderado por Odebrecht. 
Fue a través del Decreto de Urgencia 011-2005, firmado por el entonces presidente Alejandro Toledo, el premier Carlos Ferrero y el ministro Pedro Pablo Kucyznski, que Odebrecht pudo ejecutar los tramos 2 y 3 de la Interoceánica sin financiamiento, afirmó el exjefe de Odebrecht en Perú.

#### Acusación Fiscal
El fiscal José Domingo Pérez, del Equipo Especial Lava Jato, solicitó 20 años y 6 meses de cárcel contra el expresidente Alejandro Toledo al verse involucrado en los presuntos delitos de colusión y lavado de activos en agravio del Estado.
Además, otros acusados son los exfuncionarios de Proinversión Sergio Bravo Orellana y Alberto Pasco-Font y el exjefe de seguridad de Alejandro Toledo, Abraham Dan On. Para ellos, Pérez pide 9 años de prisión por los delitos de colusión.
El fiscal José Domingo Pérez también incluyó en su acusación a los exsocios de Odebrecht en la licitación de la carretera Interoceánica. El Ministerio Público solicita 20 años y 6 meses de cárcel contra José Graña Miróquesada (Graña y Montero), Fernando Camet (JJ Camet) y José Castillo Dibós (ICCGSA) por los delitos de lavado de activos y colusión. Otros acusados por Pérez son los empresarios Gonzalo Ferraro Rey y Hernando Graña, exdirectivos de Graña y Montero. Sobre ellos, el fiscal pidió 11 años y 6 meses de prisión por el delito de lavado de activos.

#### Toledo es Extraditado al Perú
El domingo 23 de abril del 2023, el expresidente Alejandro Toledo llegó al Perú, después de ser extraditado desde los Estados Unidos, desde ese día, permanece recluido en el penal de Barbadillo, en el distrito de Ate, tras una orden de prisión preventiva en su contra por 18 meses. El ex dignatario comparte las instalaciones del establecimiento penitenciario con sus pares que han ocupado el mismo cargo, el sentenciado por delitos de lesa humanidad durante su gobierno, Alberto Fujimori (1990-2000); y el investigado por rebelión y liderar una presunta organización criminal dedicada a supuestos actos de corrupción, Pedro Castillo (2021-2022).

#### Condena a Alejandro Toledo
El 24 de octubre del 2024, Alejandro Toledo fue condenando en calidad de autor del delito de colusión y de lavado de activos en agravio del Estado: se le impuso 9 años de pena privativa de libertad por el primero y 11 por el segundo. En total serán 20 años y 6 meses de pena privativa de la libertad, la misma que será computada desde abril de 2023 y finalizará en abril del año 2043. También se dictó en su contra 242 días multas que serán calculados de acuerdo a su ingreso diario, tres años de pena de inhabilitación e incapacidad para optar un cargo público. 
Abraham Dan On, el exjefe de seguridad del expresidente, fue absuelto por el delito de colusión. Una vez firme, se ordenará el archivamiento por esta causa y la anulación de antecedentes. El exmiembro del Comité de Pro-Inversión. Sergio Bravo Orellana: condenado a 9 años de prisión suspendida por el delito de colusión e inhabilitación por el período de 3 años; el ex director del comité de Pro-Inversión, Alberto Pasco fue condenado a 9 años de prisión suspendida por el delito de colusión e inhabilitación por el período de 3 años. Mientras que el ex Gerente General de IGCCSA, José Castillo Dibós fue condenado a 6 años de prisión suspendida por el delito de colusión y 8 años y 6 meses por el delito de lavado de activos, adicionalmente a una multa de 172 días, la que será calculada teniendo en cuenta el monto de su ingreso económico diario.

### Caso IIRSA Sur - Colusión
El fiscal José Domingo Pérez decidió continuar y formalizar por el plazo de 36 meses su investigación contra 31 personas dentro del caso de la carretera Interoceánica Sur. En el grupo están el expresidente Pedro Pablo Kuczynski, el empresario chileno Gerardo Sepúlveda y otros 9 exministros del Gobierno de Alejandro Toledo.
Entre los 31 investigados por este caso figuran, además de Pedro Pablo Kuczynski, otros nueve personajes conocidos del Gobierno de Alejandro Toledo: El expresidente del Congreso, Carlos Ferrero Costa, el exministro de Justicia, Fernando Olivera, el exministro de economía y posterior primer ministro, Fernando Zavala, el exministro de transportes, Javier Ortiz Rivera, el exministro de producción, Alfonso Felipe Velásquez Tuesta, el exministro de relaciones exteriores, José Manuel Rodríguez Cuadros, el ex congresista y exministro de energía y minas, Glodomiro Sánchez Mejía, el exministro de producción, David Lemor Bezdin, el exministro de educación, Martín Javier Sota Nadal. También está René Cornejo, por su rol como director ejecutivo de Proinversión, quien luego fue ministro de Vivienda (2011-14) y presidente del Consejo de Ministros (2014) durante el gobierno de Ollanta Humala.
De acuerdo con la disposición fiscal, el Equipo Especial Lava Jato le imputa al expresidente ser el supuesto autor del delito de colusión agravada por “haber presuntamente defraudado al Estado concertándose con los representantes de la empresa Odebrecht y asociadas, así como con funcionarios públicos para favorecerla en el proceso de la concesión” de este megaproyecto. Las imputaciones contra los otros exministros, en sus calidades de integrantes del Consejo Directivo de Proinversión, son similares.
La concesión de la IIRSA Sur también es investigada por la Fiscalía en otro caso: el de los presuntos sobornos de Odebrecht al expresidente Alejandro Toledo por al menos US$ 20 millones, indagaciones que están por finalizar y por las que el expresidente actualmente cumple arresto domiciliario en Estados Unidos. En esta otra investigación, la Fiscalía sostiene que PPK no solo “habría tomado conocimiento del acuerdo colusorio” entre Toledo y Odebrecht, sino que “habría efectuado su propio acuerdo colusorio con Jorge Barata” -el exjefe de la constructora en Perú- para que la empresa brasileña se adjudique esta obra.
En suma, el documento sostiene que PPK instruyó al Comité Especial de Proinversión a que continúe con la firma de los contratos de concesión de los tramos 2, 3, 4 de la Interoceánica, a pesar de “las irregularidades que había reportado la Contraloría” y “sin hacer una debida evaluación o exigir que esta se realice”. “Los actos ocurridos reúnen una serie de irregularidades e inconsistencias que ha ocasionado que la ejecución de este proyecto genere perjuicios patrimoniales al Estado”, resume el fiscal José Domingo Pérez en su disposición.
La investigación también alcanza a Gerardo Sepúlveda, empresario chileno señalado como exsocio de PPK, y se refiere a los negocios entre Odebrecht y Westfield Capital, empresa unipersonal de Kuczynski. Odebrecht firmó un contrato de asesoría financiera con Westfield, el Banco de Crédito del Perú (BCP) y Credibolsa S.A.B. para que realicen una “evaluación financiera del proyecto IIRSA Sur”. La Fiscalía dice que el acuerdo es del 1 de abril de 2005 y “fue suscrito por Gerardo Sepúlveda” como representante de Westfield por asesorías financieras,  a pesar de que “no consta ningún mandato o poder otorgado” a este de parte de la empresa de PPK.
El Ministerio Público indica luego que el acuerdo entre Odebrecht  y Westfield tenía una cláusula que condicionaba la segunda parte del servicio y el pago de una comisión por US$ 100 mil “a la adjudicación de la buena pro”. Es decir, este pago dependía de que el Gobierno le otorgue la concesión de la obra a la empresa brasileña. Cabe recordar que por entonces PPK, el dueño de Westfield, seguía siendo ministro de Economía y presidente del Consejo Directivo de Proinversión.
Por todo esto, la Fiscalía cree que hay “elementos que hacen presumir que este contrato solo tuvo como propósito estrechar vínculos” con el propio PPK, ya que “el objetivo de Odebrecht era contratar a Westfield Capital”. Esto, continúa el documento, “garantizaba que las utilidades percibidas por esta empresa Westfield lleguen a manos de su único titular, Pedro Pablo Kuczynski”. “Si no fuera así, Odebrecht pudo haber contratado directamente con Gerardo Sepúlveda Quezada, quien manejaba directamente First Capital”. First Capital es una empresa que también hacía asesorías financieras y que era propiedad del empresario chileno.
Fernando Zavala fue viceministro de Economía (2002-05) y ministro de Economía de Alejandro Toledo (2005-06), además de presidente del Consejo de Ministros en el gobierno de PPK (2016-17).  La Fiscalía también le imputa haberse coludido con Odebrecht al considerar que “tenía pleno conocimiento de los actos denunciados” y que “desarrollaba actos con intensidad en coordinación” con Toledo, quien buscaba que se cumpla lo presuntamente pactado con Jorge Barata y beneficiarse “con el pago de los 35 millones de dólares” de Odebrecht. Para esto se citan, entre otras cosas, declaraciones del propio Barata.
En el caso de Fernando Olivera, este fue un aliado de Alejandro Toledo durante la mayor parte de su gobierno, en el cual ocupó los cargos de ministro de Justicia (2001-02), embajador en España (2002-05) y ministro de Relaciones Exteriores (2005). Igual que PPK y Fernando Zavala, el fiscal José Domingo Pérez le imputa el delito de colusión agravada en calidad de cómplice al “haber presuntamente defraudado al Estado concertándose con los representantes de la empresa Odebrecht y asociadas”.
El fiscal Pérez Gómez sostiene que Fernando Olivera “realizó gestiones para levantar las observaciones que presentó la Contraloría durante el control previo” de la obra, con el objetivo de que se “proceda a la firma de los contratos de las empresas” que ganaron la concesión la Interoceánica: Odebrecht y sus consorciadas peruanas. Se le atribuye que, a pedido de Alejandro Toledo, “habría realizado actos ajenos” a su cargo como embajador para viajar al Perú y realizar estas “gestiones” en respuesta a lo observado por la Contraloría.

### Caso Contratistas Socias de Odebrecht

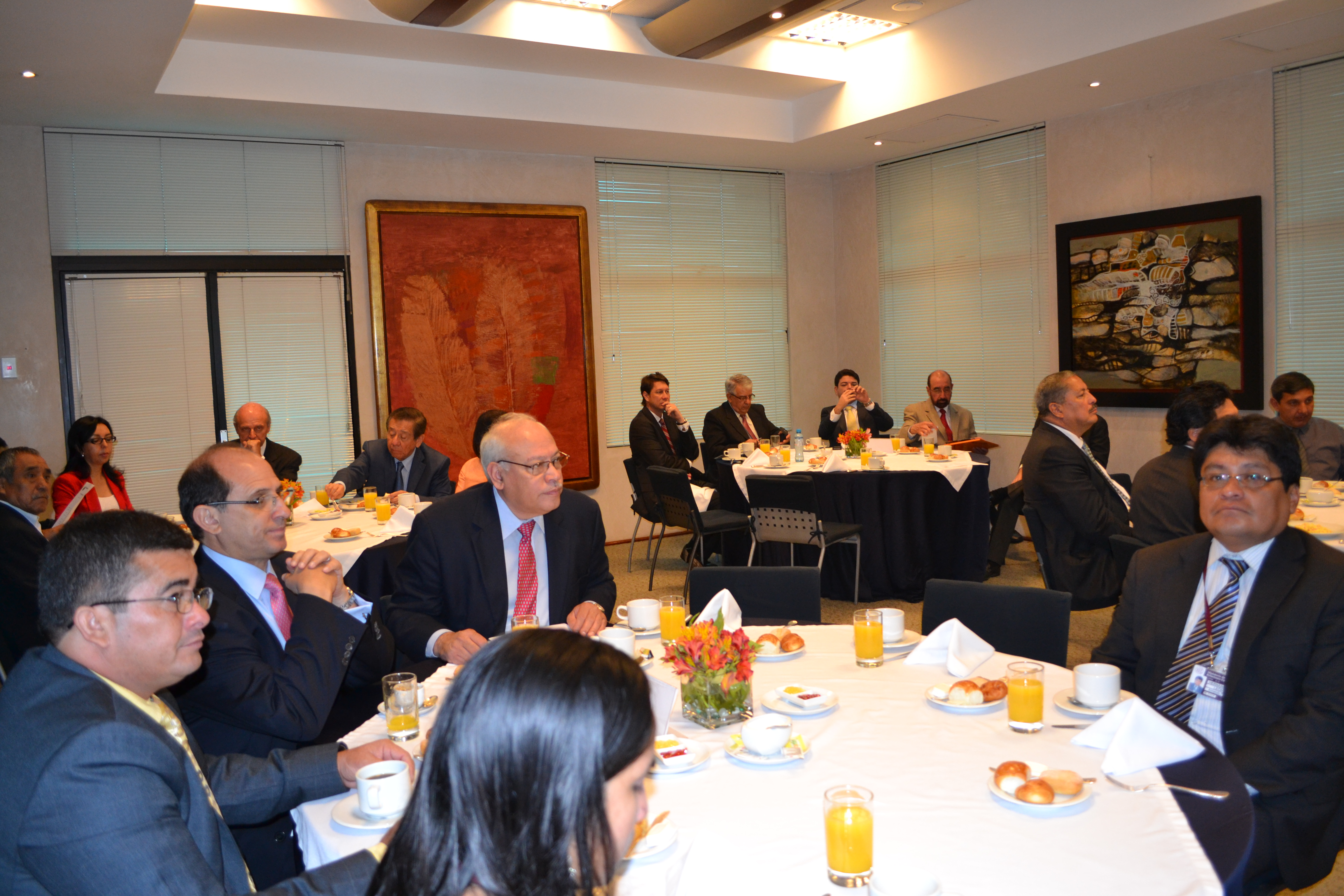
Reunión de la CONFIEP con los socios de Odebrecht y Graña y Montero.

El 4 de diciembre de 2017 el juez Richard Concepción Carhuancho ordenó prisión preventiva por 18 meses para los ejecutivos de las empresas socias de Odebrecht (consorcio CONIRSA) en la concesión de las obras de la Carretera Interoceánica Sur, involucrados en el pago de una coima al presidente Alejandro Toledo. Los afectados fueron José Graña Miró Quesada, expresidente del directorio de Graña y Montero; Hernando Alejandro Graña Acuña, exdirector de Graña y Montero; Fernando Martín Gonzalo Camet Piccone, presidente de JJ Camet Contratistas Generales; y José Fernando Castillo Dibós, director gerente general de ICCGSA, por el delito de lavado de activos y colusión. En el caso de Gonzalo Ferraro Rey, ex gerente de Infraestructura de Graña y Montero, que se hallaba internado en una clínica, se decidió su arresto domiciliario.
Sin embargo, el 19 de enero de 2018, la Sala de Apelaciones de la Sala Penal Nacional revocó la prisión preventiva para Fernando Martín Gonzalo Camet y José Fernando Castillo Dibós, y se anuló el arresto domiciliario a Gonzalo Ferraro Rey, quien lo cumplía desde una clínica. En cuanto a José Graña y Hernando Graña, quedó pendiente la revocación.
El 28 de marzo de 2018, la Primera Sala Penal de Apelaciones Nacional revocó la orden de prisión preventiva contra Hernando Graña, quien pasó a afrontar el proceso con comparecencia simple. Posteriormente, el 2 de abril, mientras juramentaba el primer gabinete del presidente Vizcarra, se hizo lo mismo a favor de José Graña, de modo que actualmente no hay ningún directivo de las empresas consorciadas que estén en prisión preventiva.
El 19 de febrero de 2019, en el marco del interrogatorio del Equipo de Fiscales del Caso Lava Jato a los exdirectivos de Odebrecht en Brasil, Sergio Nogueira Panicalli, exsecretario general del consorcio CONIRSA, declaró que se pagaron US$ 45 millones en sobornos por la adjudicación de los tramos 2 y 3 de la carretera Interoceánica Sur. Nogueira detalló que Odebrecht pagó el 70% del soborno, mientras que el 30% restante fue cubierto por las empresas peruanas socias: Graña y Montero, JJ Camet e ICCGSA.
Durante el interrogatorio al que fue sometido por el Equipo de Fiscales del Caso Lava Jato, realizado en Curitiba entre los días 23 y 26 de abril de 2019, Jorge Barata reafirmó que los principales ejecutivos de las constructoras peruanas Graña y Montero, JJ Camet Contratistas Generales e ICCGSA tenían conocimiento de los pagos de sobornos por la Interocéanica Sur y el Metro de Lima, aunque sin conocer los detalles. Según Barata, los directivos de dichas constructoras aceptaron poner su parte en los sobornos.
Según una versión periodística, Barata habría dicho que Graña y Montero pagó US$3 millones en sobornos por el Metro de Lima. Sin embargo, la constructora rechazó esa versión, aduciendo que lo que realmente dijo Barata fue que solicitó el reembolso de lo que habían pagado e incrementó en US$3 millones lo que supuestamente le correspondía a Odebrecht. Y que, en todo caso, esperaría las transcripciones del interrogatorio para aclarar los hechos.
El fiscal José Domingo Pérez solicitó 36 meses de prisión preventiva para José Graña y Hernando Graña, pero en agosto de 2019 desistió en su pedido, debido a que ambos se acogieron a la colaboración eficaz, renunciando a la reserva de sus identidades. La colaboración se circunscribe al caso de los tramos 1 y 2 de la Línea 1 del Metro de Lima.
En noviembre de 2019, el Fiscal Pérez pidió comparecencia con restricciones con impedimento de salida del país por 36 para José Graña y Hernando Graña, también se pidió este requerimiento para Oswaldo Plascencia (Exdirector de Contratos de la ATM), Raúl Torres (Ex Director de Provias Nacional), y el ex gerente general de Graña y Montero, Manuel Lambarri Hierro. El juez Richard Concepción Carhuancho aceptó el pedido fiscal e incluyó una caución económica para cada uno, e incluso días después de haber ordenado el impedimento de salida del país para los empresarios, el juez ordenó el embargo de las acciones de José Graña en la Constrcutora, Graña y Montero para garantizar un eventual pago de reparación civil.
En agosto de 2020, el Fiscal José Domingo Pérez pidió 20 años de cárcel para los exejecutivos de Graña y Montero; JJ Camet e IGCSSA: José Graña, Fernando Camet y José Castillo Dibos. Mientras para los ex directivos de Graña y Montero Hernando Graña y Gonzalo Ferrari Rey se pidió 12 años de cárcel. Esto por los delitos de Lavado de Activos y Colusión en el Caso Interoceánica. Ese mismo mes, el juez Santos Benites Burgos ordenó incautar más de S/30 millones en acciones de la compañía Graña y Montero de Hernando Graña; ex directivo de la Constructora, así como acciones valorizadas en S/ 166 mil de Gonzalo Ferraro Rey; ex gerente de relaciones internacionales de la empresa, quienes acusados por el presunto delito de lavado de activo en el caso de la carretera Interoceánica.

### Caso Decreto de Urgencia O23-2009

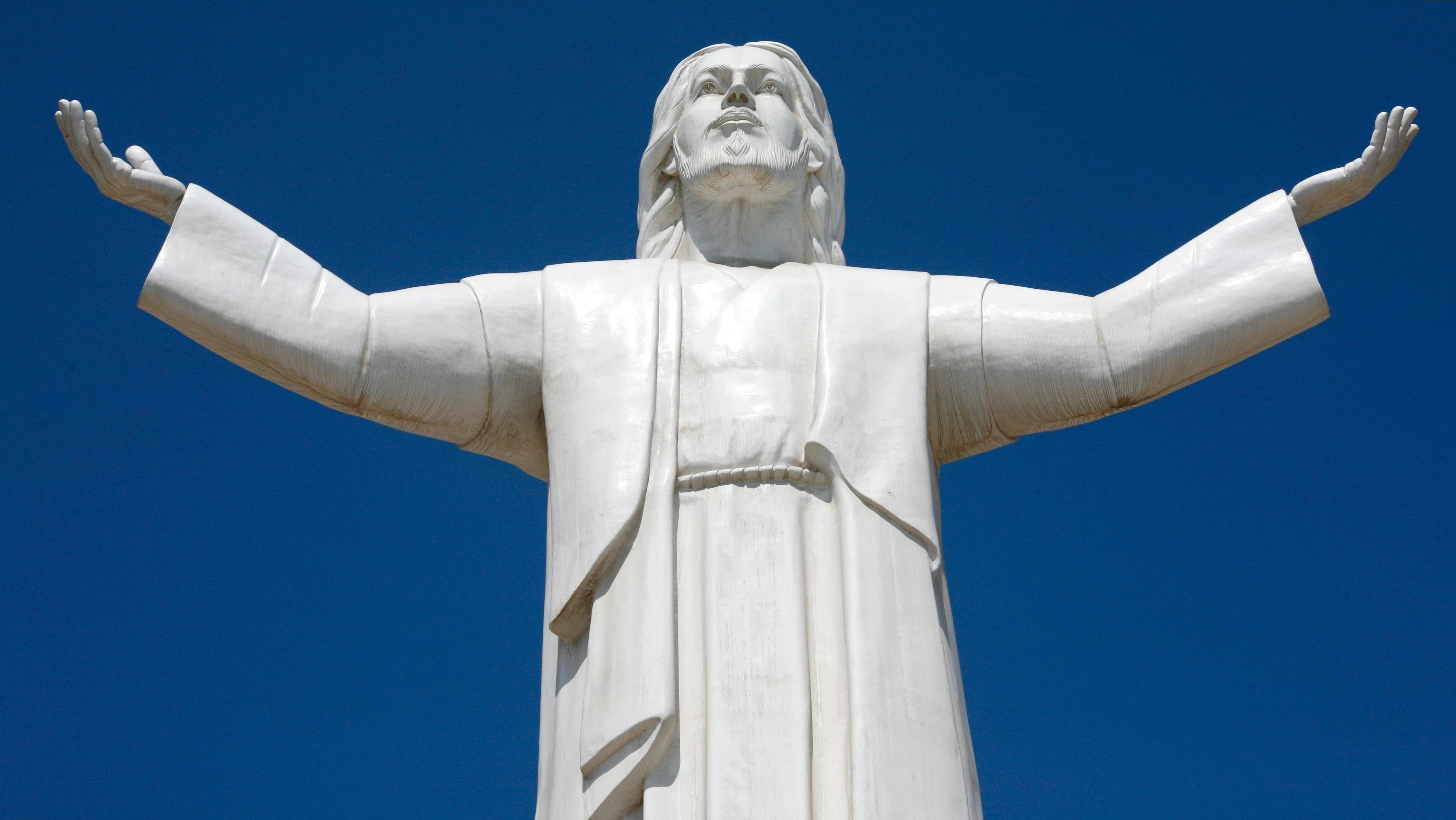
Odebrecht financió el Cristo del Pacífico debido a que tuvo a su cargo una gran cantidad de proyectos durante el Segundo gobierno de Alan García Pérez.

#### Inicio de la investigación
En marzo de 2017 el entonces fiscal anticorrupción Hamilton Castro Trigoso abrió una investigación preliminar contra Alan García por los delitos contra la administración pública en la modalidad de tráfico de influencias. Ello en referencia al Caso del Metro de Lima, en el que presuntamente, desde su alta investidura de presidente de la República, García habría favorecido a la empresa Odebrecht en la concesión de los tramos 1 y 2 de la Línea 1 del Metro de Lima, mediante decretos de urgencia y otros dispositivos legales.
Es de señalar que, en un principio, nadie, ni Barata ni ningún otro sujeto a la colaboración eficaz, había involucrado directamente a García en la recepción de coimas en el caso del Metro de Lima o en algún otro caso. Inicialmente, solo fueron sindicados funcionarios de tercer nivel, como el viceministro de Comunicaciones Jorge Cuba. Sin embargo, ya desde temprano, la prensa apuntó como presuntos indicios de cohecho de parte de García, el hecho que las iniciales AG aparecieran en la agenda de Marcelo Odebrecht junto a un monto de 100 000 de dólares, por el proyecto Olmos en Cajamarca, así como las reiteradas reuniones que el entonces presidente de la República sostuvo con Marcelo Odebrecht y Jorge Barata.
García se mostró dispuesto a colaborar con las investigaciones, acudiendo a las citas con la Fiscalía anticorrupción; siempre negó haber recibido coimas u otros beneficios para favorecer a las empresas en obras públicas y ha recalcado que nadie le ha imputado directamente a él, a diferencia de lo que ocurre con otros expresidentes o exfuncionarios. «Otros seguramente estarán implicados, yo no», solía decir. Cuando se le inquirió sobre sus ingresos, dijo que provenían en buena parte de las conferencias que le solicitaban a nivel internacional.

#### Impedimento de salida del país
El 15 de noviembre de 2018, Alan García acudió a una cita con la fiscalía por lavado de activos, lo que se percibía como una interrogación rutinaria de parte de fiscal José Domingo Pérez. Pero este decidió suspender la diligencia y amplió la investigación preliminar por los presuntos delitos de colusión y lavado de dinero, alegando haber recibido nueva información de Brasil que lo obligada a elaborar una «teoría suplementaria» del caso. Simultáneamente, IDL-Reporteros reveló que la empresa Odebrecht, a través de un operador convertido en delator premiado, había pagado 100.000 dólares a García por una conferencia que este dio a la Federación de Industrias del Estado de Sao Paulo en mayo de 2012, dinero que había salido de la Caja 2 de la División de Operaciones Estructuradas de la empresa, la misma que era usada para el pago de coimas. La tesis acogida por la fiscalía es que los pagos por conferencias a García serían la coartada usada por Odebrecht para pagar la coima por la obra del Metro de Lima y otras más. Todo ello fruto de un pacto colusorio.
El siguiente paso del fiscal José Domingo Pérez fue solicitar al Poder Judicial que diera la orden de impedimento de salida del país por 18 meses para García. Uno de los sustentos para esta medida fue que García se presentaba ante la fiscalía como domiciliado en Miraflores, Lima, pero era de notorio conocimiento que su lugar de residencia era Madrid, España. El juez Juan Carlos Sánchez Balbuena aprobó el pedido del fiscal (17 de noviembre de 2018).

#### Pedido de asilo a Uruguay
Horas después, en la puerta de su casa, García dijo a los periodistas que para él no era una un castigo permanecer 18 meses en su país y que siempre estaría a disposición de la justicia. Pero en la noche del mismo día, acudió a la casa del embajador de Uruguay Carlos Alejandro Barros, donde pasó la noche. Al día siguiente, el gobierno uruguayo anunció que el expresidente peruano había solicitado asilo, al considerarse un perseguido político. Como sustento a tal afirmación, García afirmaba no haber cometido ningún delito y mencionaba como prueba el informe final de la Comisión Lava Jato, que no le imputaba de algún ilícito. Acusó al fiscal José Domingo Pérez de no llevar a cabo un debido proceso y de ser un instrumento del gobierno para acallar a los partidos políticos. Representantes de su partido salieron también a decir que fue la misma dirigencia del aprismo que le aconsejó tomar tal decisión, ya que se habían enterado, a través de un informante, de que el fiscal Pérez ya tenía preparada una orden de arresto preliminar, que se ejecutaría el día 20. Ello fue desmentido por el fiscal Rafael Vela Barba (el coordinador del Equipo Especial Lava Jato), pues el proceso no estaba aun lo debidamente avanzado como para tomar tal medida.
El 3 de diciembre de 2018 el presidente de Uruguay, Tabaré Vázquez, anunció el rechazo al pedido de asilo de Alan García, al considerar que en el Perú funcionaban los tres poderes del Estado con libertad y no existía persecución política. Señaló también que no procedía el asilo político a alguien que estaba en pleno proceso judicial por un delito común. Poco antes de dicha declaración, Alan García ya se había retirado de la residencia del embajador de Uruguay y retornado a su domicilio ubicado en el distrito de Miraflores.

#### Odebrecht confirma pago simulado por conferencia
El 18 de febrero de 2019, en el marco del interrogatorio del Equipo de Fiscales del Caso Lava Jato a los exdirectivos de Odebrecht en Brasil, Marcos de Queiroz Grillo, ex encargado de generar recursos para la División de Operaciones Estructuradas de Odebrecht, confesó que el mismo Jorge Barata le pidió que pague US$ 100 mil a García, simulándolo como si fuera el pago por una conferencia que el expresidente dio en Brasil en mayo de 2012. El dinero de dicho pago provenía de la Caja 2, que estaba destinada exclusivamente para el pago de coimas.
El 11 de marzo de 2019, el abogado brasileño José Américo Vieira Spinola, durante un interrogatorio al que fue sometido por el fiscal José Domingo Pérez, confirmó que su estudio jurídico fue usado por Odebrecht para pagar los US$ 100 mil a Alan García. Por dicho servicio, el estudio recibió U$ 15 mil.

#### Nexo Nava-Atala
La firma del acuerdo de colaboración eficaz entre la Fiscalía peruana y la empresa Odebrecht, en febrero de 2019, anunció la revelación de más detalles de la trama de corrupción armada por Odebrecht en el Perú. Se esperaba que Jorge Barata, exdirectivo de la empresa brasileña en Perú y acogido a la delación premiada, diera por primera vez información que apuntara directamente a García.
En abril de 2019, el fiscal José Domingo Pérez amplió la investigación del caso a Luis Nava Guibert, exministro y exsecretario general de la Presidencia durante el segundo gobierno de García (2006-2011); y a su hijo José Antonio Nava Mendiola, gerente de Transportes Don Reyna, por supuestamente recibir dineros de Odebrecht que estarían destinados a Alan García. Es decir, tanto Nava padre como hijo habrían sido los testaferros del expresidente.
De acuerdo con la investigación de IDL-Reporteros, basada en documentos de la Caja 2 del Sector de Operaciones Estructuradas de Odebrecht (proporcionados por esta misma empresa), Nava Guibert recibió transferencias de Odebrecht por más de US$4 millones. De esta cantidad, US$1.3 millones fueron depositados a la empresa “offshore” Ammarin Investment Inc., de propiedad de Miguel Atala Herrera, que fuera vicepresidente de Petro-Perú, durante el segundo gobierno de García de 2006-2011.
Atala indicó que el dinero entregado por la constructora fue por la compra de un terreno en El Agustino para el proyecto de la línea 1 del metro de Lima. Sin embargo, según los servidores de la Caja 2 de Odebrecht, estos pagos realmente fueron por la carretera Interoceánica Sur.
Según los documentos, los US$1,3 millones transferidos a Atala a la Banca Privada de Andorra por medio de la “offshore” Kleinfeld Services Limited (perteneciente al Sector de Operaciones Estructuradas de Odebrecht) fueron destinados a una persona con el nombre clave ‘Chalán’. Tras firmar el acuerdo de colaboración eficaz con el Perú, la empresa realizó una búsqueda en su sistema e identificó que el seudónimo de ‘Chalán’ correspondía a Nava Guibert.
El Sector de Operaciones Estructuradas de Odebrecht realizó otros 19 pagos a Nava. Seis de estas transferencias estuvieron cargadas al proyecto de la carretera Interoceánica Sur. La mayoría de estos pagos fueron ordenados por Jorge Barata.
José Antonio Nava Mendiola, hijo de Luis Nava Guibert y gerente de Transportes Don Reyna, también recibió pagos de la Caja 2 de Odebrecht por casi medio millón de dólares, en siete depósitos realizados entre enero y octubre de 2010. El nombre clave de Nava Mendiola era ‘Bandido’. Estas transferencias fueron cargadas al proyecto de la Línea 1 del Metro de Lima.

#### La tesis de la fiscalía
En resumen, de acuerdo con la tesis de la fiscalía, la concesión de la construcción del Metro de Lima a Odebrecht fue fruto de una “concertación ilegal” entre Alan García y Jorge Barata; que los sobornos ascendían a US$24 millones, y no a US$8 millones como en un principio se dijo; que US$10 millones habrían sido usados para “aceitar” a funcionarios de rango intermedio, como Jorge Cuba (viceministro de Transportes), y que los 14 millones restantes habrían sido remitidos a Alan García, quien usó como testaferros a Luis Nava Guibert, Luis Nava Mendiola, Miguel Atala, Samir Atala y el empresario Gonzalo Monteverde (este último prófugo desde febrero), aunque presumiendo que existan otros más.
Tanto Luis Nava como Miguel Atala formaban parte del entorno más cercano a Alan García. Al momento de producirse las transferencias del dinero de Odebrecht a sus cuentas, ambos no tenían ningún poder de decisión sobre el proyecto del Metro de Lima o el de la carretera Interoceánica Sur. Nava era solo secretario de la presidencia, y Atala directivo de Petro-Perú. Por tanto, no eran funcionarios que, actuando de manera personal, hubiesen cobrado coimas a cambio de beneficiar a Odebrecht en dichos proyectos. Ello abonaría a favor de la tesis que eran solo testaferros de alguien que si tenía poder decisorio en esos proyectos, y ese otro no podía ser sino Alan García.

#### Detención Preliminar
El 16 de abril de 2019, el magistrado del Segundo Juzgado de Investigación Preparatoria Nacional Anticorrupción, Juan Carlos Sánchez Balbuena, en el marco de la investigación preliminar del caso Odebrecht sobre la Línea 1 del Metro de Lima, ordenó la detención preliminar por diez días de Alan García, además de otras ocho personas. Estos eran:
- El exministro de Transportes y Comunicaciones, Enrique Cornejo, quien habría recibido $15 mil dólares y dos televisores en sobornos, para direccionar a los funcionarios del MTC, a cambio de favorecer a Odebrecht en la licitación. Dicha información la dio un colaborado eficaz signado como 01-2018.[180]
- El exministro de la Producción y secretario de la Presidencia, Luis Nava Guibert, quien habría recibido US$ 4.5 millones de la Caja 2 por el Metro de Lima.
- El exdirector de Petro-Perú, Miguel Atala, quien habría recibido US$1.3 millón de la Banca Privada d'Andorra como testaferro de Nava.
- José Antonio Nava Mendiola, hijo de Luis Nava y gerente de Transportes Don Reyna, quien habría recibido casi medio millón de dólares de la Caja 2 por el Metro de Lima como testaferro de Nava.
- Samir Atala Nemi, hijo y socio de Miguel Atala, quien habría movido dinero de la cuenta de Andorra de su padre a su nombre.
- El exjefe de la Autoridad Autónoma del Tren Eléctrico (AATE) Oswaldo Plascencia, quien habría realizado pactos colusorios con miembros del MTc.
- El exsecretario del MTC, Jorge Luis Menacho Pérez
- El exdirector Ejecutivo de Provías del MTC, Raúl Antonio Torres Trujillo.

La decisión la tomó el juez al acoger el pedido del Equipo Especial Lava Jato, que investigaba a Alan García y su entorno por el presunto delito de lavado de activos, colusión y cohecho para favorecer a Odebrecht en la licitación de los proyectos IIRSA (tramos 2 y 3 de la carretera Interoceánica Sur) y el Metro de Lima (tramo 1). Según la tesis de la fiscalía, Alan García sería el líder de una organización criminal.

#### Suicidio del expresidente
El 17 de abril de 2019, a las 6 y 25 de la mañana, el fiscal Henry Amenábar, del despacho del fiscal José Domingo Pérez, llegó a la puerta del domicilio de Alan García en la calle Manuel de Freyre Santander, del distrito de Miraflores, junto a seis policías de la División de Investigación de Alta Complejidad (Diviac), comandados por Guillermo Castro. La intervención, que tenía por objeto detener a Alan García y allanar su casa, era de carácter reservado.
Amenábar tocó el intercomunicador. Al ser inquirido por la empleada, dijo: «Soy fiscal, mi nombre es Henry Amenábar y traigo una orden de allanamiento». La mujer le pidió que aguardara un instante, ya que tenía que despertar a su jefe. Enterado de la presencia del fiscal, Alan García llamó por su celular a su secretario personal Ricardo Pineda, quien le aconsejó que permitiera el allanamiento.
García, que se encontraba en el segundo piso de la casa, ordenó que dejaran entrar al fiscal para que esperara en la sala del primer piso, mientras él se vestía. Ya listo, García bajó, pero se detuvo en medio de la escalera y preguntó a Amenábar para qué había venido. El fiscal le pidió que bajara. García insistió y preguntó si se trataba de su detención. Como el fiscal le insistiera en que se aproximara, García dijo que haría una llamada telefónica a su abogado y subió raudamente. Entró a su habitación y cerró la puerta, mientras que el comandante Guillermo Castro corría tras él e intentaba forcejear la puerta. Instante después, se escuchó un disparo. Eran las 6 y 37 de la mañana. Los agentes de la diviac y los custodios del expresidente que se encontraban en el primer piso subieron para ayudar a Castro, pero no pudieron tumbar la puerta de la habitación. Pidieron entonces que la empleada la abriera con la llave, tras lo cual, encontraron al expresidente sentado y con la cabeza inclinada y ensangrentada. Se había disparado en la cabeza con un revólver, apuntándose a la sien derecha; la bala había salido por el lado izquierdo.
Los policías, de inmediato, evacuaron al expresidente al hospital más cercano, el Casimiro Ulloa. Lo hicieron en el vehículo de la policía que se encontraba en la casa (ya que, como exjefe de Estado, tenía resguardo policial). Finalmente, estando en sala de urgencias, Alan García falleció a las 10 y 5 de la mañana, producto de una hemorragia cerebral causada por un proyectil de arma de fuego y tras sufrir tres paros cardiorrespiratorios.
Mientras que el exmandatario estaba siendo atendido en el hospital y aún después de su fallecimiento, se continuó la diligencia de allanamiento en su casa, lo que provocó la protesta de su abogado, que exigía que se pusiera fin a la misma. Sin embargo, el Ministerio Público aclaró que la muerte del exmandatario no anulaba la orden de allanamiento de la vivienda, ya que el caso por el que era investigado implicaba a otras personas.
De otro lado, el exministro Enrique Cornejo y los demás mencionados en la orden de detención se entregaron a la justicia, a excepción de Luis Nava Guibert (que días antes se había internado en una clínica) y su hijo José Antonio Nava Mendiola (que el día 11 de abril había salido del país rumbo a los Estados Unidos).
Al fallecer Alan García, todo la investigación en su contra queda archivada, tal como lo determina el Código Penal, aunque continúan la de los demás implicados en el caso, sin afectar que se sepa cuál fue la participación que tuvo el exmandatario en la presunta trama de la corrupción.

#### Los Interrogatorios a Jorge Barata
Durante el interrogatorio al que fue sometido por el Equipo de Fiscales del Caso Lava Jato, realizado en Curitiba entre los días 23 y 24 de abril de 2019, el ex gerente de Odebrecht en el Perú Jorge Barata confirmó la tesis de la fiscalía con respecto al caso García, y dio más detalles de los hechos. Todo ello según los trascendidos periodísticos, ya que aún no se conoce la versión oficial de la Fiscalía.
Barata confirmó haber dado US$ 200 mil a Luis Alva Castro, quien se presentó ante él como representante de Alan García para solicitarle aportes para la campaña electoral de 2006. Alva Castro aparece en el Sector de Operaciones Estructuradas (Caja 2) con el nombre código ‘Laque’. Barata dijo también que fue Alva Castro quien le presentó a Luis Nava Guibert, quien tendría un papel importante en el cobro de las coimas bajo el segundo gobierno de Alan García.
Barata indicó que Nava actuaba como intermediario o testaferro de Alan García, ya que, como es obvio, este no podía pedir directamente las coimas. De manera figurada, Barata dijo que Luis Nava y Miguel Atala, eran los 'Maiman' de Alan García, aludiendo al testaferro de Alejandro Toledo, Josef Maiman. Es necesario reiterar que Nava no tenía ningún cargo ejecutivo en el segundo gobierno alanista, pues solo era Secretario de la Presidencia, cargo de mucha confianza (solo en los últimos meses fue ministro de la Producción), de modo que la tesis aprista de que actuaba a espaldas de Alan García, es insostenible.
Barata aseguró que inicialmente le entregó a Nava US$3 millones, para que el gobierno de García garantizara la continuación de las obras que Odebrecht había empezado en el gobierno de Toledo, entre ellas la Interoceánica Sur. Nava exigió los pagos en efectivo y con celeridad; cuando Barata le sugirió que creara una cuenta offshore para agilizar los pagos, Nava se negó, aunque después surgió una salida. Fue cuando entró en escena Miguel Atala, quien a solicitud de Nava abrió la cuenta offshore de Ammarin Investment en la Banca Privada d'Andorra, en la que recibió US$1.3 millón que provenían de la empresa Odebrecht camuflada bajo el nombre de Kleinfeld Services.
Otra revelación de Barata fue que Alan García conocía de las coimas cobradas por Alejandro Toledo a Odebrecht, y que pese a ello, permitió que la empresa brasileña continuara laborando en el Perú. Y más aún, decidió continuar cobrando los dineros ilícitos a la empresa.

«José Domingo Pérez [fiscal]: Es decir, Luis Nava Guibert, ¿cómo se presentaba respecto a Alan García?
Jorge Barata: Decía que era un hombre que abría las puertas del doctor García, decía que era un hombre que abría las puertas del doctor García, o sea, que era una persona que organizaba la agenda, que, si no lo tratásemos bien, no iban a tener acceso al gobierno.
[…]
José Domingo Pérez: ¿Y Alan García Pérez tenía conocimiento de ello?
Jorge Barata: ¿De…?
José Domingo Pérez: ¿De la relación que usted tenía con Luis Nava Guibert?
Jorge Barata: Sí, sí, tenía.
[…]
José Domingo Pérez : Además, Alan García, como usted lo ha indicado, tenía conocimiento que usted era una… o que la empresa que usted representaba era una empresa que pagaba sobornos.
Jorge Barata: Bueno, sí sabía.
José Domingo Pérez: Entonces una empresa de la importancia como Odebrecht que pagaba sobornos, ¿pagaría una cantidad importante de dinero a un simple secretario de una casa de gobierno?
Jorge Barata: Bueno, no era un simple secretario, era el hombre de confianza del presidente.
José Domingo Pérez: ¿Cómo Maiman lo fue de Alejandro Toledo?
Jorge Barata: Sí.».
Extracto de la declaración de Jorge Barata brindada en Brasil a la fiscalía peruana.

Y, como anécdota, Barata explicó el significado de los nombres código de CHALAN y BANDIDO, que se les asignó a Nava padre e hijo, respectivamente, en el sistema informático de la Caja 2: Chalán es un nombre que en el Perú se aplica a los que crían caballos de paso. Y como en una época el apodo de Alan García había sido 'Caballo loco', Nava sería, en un sentido jocoso, el 'cuidador del caballo'. Y el apelativo de 'Bandido' de José Antonio Nava, era porque portaba armas.

#### Confesión de Miguel Atala
El 30 de abril de 2019, el fiscal José Domingo Pérez anunció ante el juez Juan Carlos Sánchez Balbuena, que Atala se había acogido a la confesión sincera y había revelado que el US$1.3 millón que la constructora brasileña Odebrecht le depositó en su cuenta de la Banca Privada de Andorra, no era para él, ni para Nava, sino que pertenecía en realidad al expresidente Alan García.
Atala dijo que en 2007 había creado la empresa offshore Ammarin Investment INC a pedido de Luis Nava, y que el mismo Barata le visitó para indicarle lo que debía hacer y a quien debía contactar para abrir una cuenta offshore en la banca de Andorra donde recibiría los depósitos. La banca solo admitía a clientes exclusivos con recomendación y Odebrecht presentó a Atala como un socio “estratégico”. Atala dijo que en un principio ignoraba el origen del dinero, que supuso que era de Nava, pero posteriormente, Nava le reveló que se trataba de dinero de Alan García. Los depósitos se sucedieron de 2007 a 2008, hasta sumar US$1.312.000. Luego, en 2010, el mismo Alan García le llamó concertando una reunión personal, y allí le confirmó que se trataba de su dinero, pidiendo que le entregara en varias armadas, que Atala fue cumpliendo hasta 2018. Las entregas las hizo en efectivo, en varios lugares, como en Palacio de Gobierno, en el domicilio del expresidente de Las Casuarinas y en el de Miraflores, y en el Instituto de Gobierno de la Universidad de San Martín de Porres, donde García ejercía la docencia.

«En esas circunstancias me manifestó que el dinero que tenía yo en la cuenta de [la] sociedad offshore Ammarin Investment INC era dinero suyo, y que por favor le lleve dicho dinero de forma progresiva, así que luego de esa reunión empecé a llevarle el dinero al expresidente Alan García Pérez. La primera vez en un monto aproximado de US$ 20 000 a US$ 30 000 dólares, y así de forma progresiva iba llevándole dinero al ex presidente Alan García Pérez. Cada vez que necesitaba dinero me llamaba por teléfono previamente y me citaba a diversos lugares, le he entregado dinero en diversas ocasiones y lugares como en Palacio de Gobierno, en su domicilio que primero quedaba en la urbanización Las Casuarinas en Surco y luego en su domicilio ubicado en Miraflores, al Instituto de Gobierno de la Universidad San Martin de Porres, entre otros lugares».
Testimonio de Miguel Atala Herrera brindado a la Fiscalía.

Dada así la confesión, el fiscal Pérez reformuló su pedido de prisión preventiva de 36 meses para Miguel Atala y su hijo Samir Atala, y pidió detención domiciliaria para el primero y comparecencia restringida para el segundo. Consideró necesario ese régimen para Miguel Atala, ya que, según este mismo, dentro del APRA se estaría formando una fuerza de choque para atentar contra los testigos de los casos que involucraban al expresidente García, por lo que corrían riesgo en caso de ser internados en centros penitenciarios. El juez admitió la solicitud del fiscal.

#### Confesión de Luis Nava Guibert
El 25 de septiembre de 2019, Luis Nava Guibert, hasta entonces cumpliendo prisión preventiva en el penal Castro Castro, confesó ante el Equipo de Fiscales de Lava Jato que Jorge Barata hizo entregas de dinero en efectivo a Alan García a partir de mayo de 2006, es decir, cuando este era todavía candidato a la presidencia. Según Nava, las entregas de dinero a García fueron de manera directa, dentro de loncheras de tipo escolar y de maletas, y que en cada una de las entregas había por lo menos US$ 60 mil. Las entregas habrían continuado cuando García ya era presidente de la República, realizándose dentro de Palacio de Gobierno y llegando a la suma total de US$ 680 mil.
Nava dio también información sobre el uso que García habría dado a dicho dinero. Aseguró que entre 2012 y 2013, el expresidente adquirió un terreno en Las Casuarinas, donde planeaba construir una residencia, pero el estallido del caso Ecoteva así como la investigación de la Megacomisión en el Congreso le obligaron a dar marcha atrás. También habría financiado con ese dinero los estudios de sus hijos en el extranjero y una casa de playa de Asia, que está a nombre de Roxanne Cheesman, entonces pareja de García. También adquirió un embarcadero de lujo en el Lima Marina Club de la Costa Verde para yates. El despacho del Fiscal Pérez ha pedido a la Fiscalía de Perdida de Dominio que proceda a incautar las propiedades de Alan García, (El terreno de las Casuarinas, la Casa de Playa en Los Cocos y el Embarcadero en el Lima Marina Club).
Nava también entregó evidencia documental que probaría que el exmandatario preparó esquema legal para adjudicar a Odebrecht la construcción del Metro de Lima.
Luego de dichos testimonios, el Poder Judicial ordenó cesar la prisión preventiva de Nava, para que continúe su proceso bajo arresto domiciliario con impedimento de comunicarse con los involucrados del Caso, al mismo tiempo comunicarse con dirigentes o afiliados del Partido Aprista. Según Nava, el recibía amenazas en la cárcel para que no hable acerca del fallecido exlíder Aprista, o de miembros del partido involucrados en actos de corrupción.

#### Roxanne Cheesman pasa a ser investigada
El 22 de octubre de 2019, Roxanne Cheesman Rajkovic, última pareja de Alan García, empezó a ser investigada de manera preliminar por el Equipo Especial de Fiscales Lava Jato. Según la tesis de la fiscalía, Cheesman «coadyuvó» en el blanqueo de dinero ilícito proveniente de la empresa Odebrecht durante el segundo gobierno de García, al estar involucrada en la compra de predios que el exmandatario habría hecho sin declarar.
El fiscal José Domingo Pérez mencionó específicamente la casa del balneario Los Cocos, en Asia, que está a nombre de Cheesman, pero que según el testimonio de Nava, fue adquirida por García. Al respecto, Cheesman negó esa versión y dijo que el inmueble lo adquirió con su dinero, proveniente de la venta de otros inmuebles suyos. Sin embargo, el fiscal Pérez considera que esas transacciones forman parte de la trama del blanqueode dinero, típico en dichas situaciones.

#### Chat Barata-Cheesman
El 17 de abril de 2019, día en que Alan García se quitó la vida, su entonces pareja Roxanne Cheesman se comunicó con Jorge Henrique Simoes Barata vía WhatsApp para informarle sobre el hecho y pedirle que “diga la verdad”.
De acuerdo con las conversaciones que Cheesman entregó a “Cuarto poder”, el exsuperintendente de la constructora le respondió que nunca habló de García “porque nunca hubo nada de qué hablar y él sabía de eso”.
Cheesman, quien se encontraba en Estados Unidos, decide llamar a Barata. Al no obtener respuesta, le escribe por WhatsApp. Lo primero que hace la pareja de García es identificarse, de esta manera: “Roxanne Cheesman, la mamá del hijo de Alan. Quien se acaba de disparar en la cabeza. Alan nunca le pidió nada. Lo trató con deferencia y usted sobornó a tanta gente a su alrededor”.
Barata le responde: “Qué tragedia, cuánto lo siento. No consigo contestar ahora, llamaré enseguida”. Cheesman le replica: “Usted nos ha hecho sufrir dos años. Nunca se imaginará cuánto, pero que Dios lo castigue y que usted cargue con toda la culpa posible. Solo le pido que cuando Alan esté muerto usted diga la verdad”. Es ahí cuando Barata responde: “Siempre diré la verdad y tengo por él la mayor admiración y respeto. Nunca he hablado nada de él porque nunca hubo nada qué hablar y él sabía de eso. Los enemigos de él son otros, yo no”.
Más tarde, la expareja de García vuelve a escribirle para darle la noticia de la muerte del expresidente. “Confío en su palabra que lo va a reivindicar con la verdad”, le dice. Barata le responde: “Así será”.
El Fiscal José Domingo Pérez, dijo a los medios -tras la revelación de dichos chats- que el equipo especial no se equivoco al pedir la detención de Alan García, para algunos analistas esto complica un poco la situación de Roxanne Cheesman quien viene siendo investigada y además esta un proceso pendiente de perdida de dominio sobre los inmuebles que tiene el expresidente de la República.

#### Filtran Chats del Expresidente
El portal IDL-Reporteros difundió unas conversaciones de WhatsApp entre el expresidente Alan García y el empresario José Antonio Nava Mendiola, hijo del exsecretario de general de Presidencia Luis Nava Guibert,. Allí, el exmandatario se referiría a la constructora brasileña Odebrecht y a su exrepresentante Jorge Barata como “los amigos”.
Además, IDL-Reporteros da cuenta de una declaración del propio Nava Mendiola en la que indica que al mencionar a “los amigos”, García se refería a los exdirectivos brasileños. “García por algún motivo creía que yo tenía una comunicación con [Jorge] Barata, y quería que le haga llegar el mensaje”, se le cita.
Como se recuerda, a inicios de 2019, José Antonio Nava Mendiola, quien fuera gerente general de Transportes Don Reyna, admitió ante la fiscalía que su padre recibió sobornos de Barata y que él mismo le llevó en algunas ocasiones le llevó mochilas de dinero a pedido del exdirectivo de Odebrecht. Algunas de las conversaciones publicadas este viernes datan de marzo de 2019.
“Esto le pasé a Aurelio para que lo hiciera llegar a los amigos, pero no sé si pasó”, le indicó García, por ejemplo, a Nava Mendiola el 4 de marzo de ese año. “Leí su consejo. Lástima por la situación, porque los amigos son los únicos que podrán hacer la Línea II elevada y soy el único que podría impulsarlo”, prosiguió el exjefe del Estado. “Ojalá pasara. Es posible lograrlo”.
Poco más de hora y media después, su interlocutor, Nava Mendiola, le responde con un “ok, señor”. “Así terminará, voy a tumbar a los españoles”, le replica Alan García.
Asimismo, el 18 de marzo se vuelve a mencionar a “los amigos” en la conversación. “¿En qué andarán nuestros amigos? El Gobierno anda dando señales contradictorias”, señala García. El 28 de marzo, el expresidente vuelve a señalar: “¿En qué andarán los amigos?”.

#### Supuesta Organización Criminal dentro del APRA
La Defensa legal del exministro, Luis Nava Guibert presentó ante el Ministerio Público una denuncia por la existencia de una presunta organización criminal conformada por allegados al expresidente Alan García, con el objetivo de manipular el testimonio de Jorge Barata.
Según detalló el abogado Raúl Noblecilla Olaechea, la denuncia fue presentada ante el despacho del fiscal José Domingo Pérez, del Equipo Especial Lava Jato. “No estamos afirmando que el partido en sí es una organización criminal, pero a partir del reportaje de Cuarto Poder donde se evidenció no solo el chat de Roxanne Cheesman con Jorge Barata, sino un grupo de Whatsapp con personas vinculadas a otros crímenes, lo que nos lleva a pensar que podríamos estar ante la existencia de una organización criminal al interior del partido”, afirmó.
El letrado señaló que se configuraría la conformación de una organización criminal en tanto se evidencia la existencia de “una forma de repartija de funciones y tareas” entre los integrantes del grupo de WhatsApp, entre quienes se encuentran la expareja de Alan García, Roxanne Cheesman; el abogado investigado en el caso Odebrecht, Humberto Abanto; el exsecretario de García, Ricardo Pinedo; el abogado de la familia del expresidente, Erasmo Reyna; el abogado aprista Wilber Medina, y los excongresistas Aurelio Pastor y Luciana León. “Encontramos en el informe periodístico que Pastor se encargaría de conseguir documentos, a un elocuente Humberto Abanto afirmando que ‘no disparemos el arma letal’, a Pinedo y Reyna participando de la estrategia, a Luciana León que parece muda pero participa de la conformación”, agregó.

#### Congelan las Propiedades del expresidente
En septiembre del 2020, la Sala de Apelaciones Transitoria Especializada en Extinción de Dominio de Lima rechazó por unanimidad los recursos de apelación presentados por la ex primera dama, Pilar Nores y los hijos del expresidente: Carla, Josefina, Gabriela y Alan Simón García.
De esta manera, la primera medida de inhibición es sobre la mansión familiar en Miraflores por lo que no se podrá vender; la segunda es la medida de no innovar o de no modificar la membresía que tenía Alan García en el Lima Marina Club y de un espacio para embarcación en la playa Los Yuyos. En tanto, la tercera es un embargo en forma de retención sobre un derecho a crédito ascendente a unos 840 mil dólares.
Como se recuerda, la ex primera dama y los hijos del expresidente solicitaron al Poder Judicial repatriar los bienes que tenía el expresidente. Con esta decisión, la Fiscalía de Pérdida de Dominio podría pedir la incautación de los bienes del expresidente con el fin de asegurar el pago de una reparación civil al Estado.

### Caso Wesfield Capital - First Capital

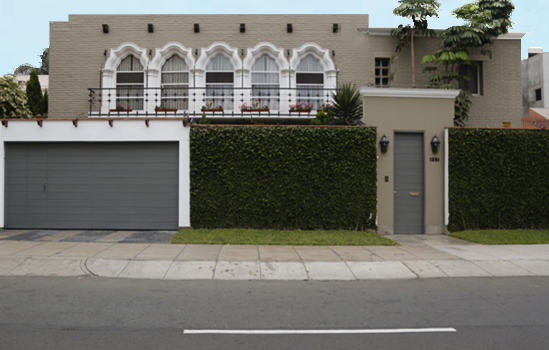
La mansión del expresidente Pedro Pablo Kuczynski en la calle Choquehuanca en el distrito financiero de San Isidro.

#### Inicio de la investigación
El expresidente de la República Pedro Pablo Kuczynski, que había asumido ese cargo en julio de 2016, pocos meses antes del estallido del escándalo, también fue incluido en la investigación del Caso Lava Jato, por haber sido primer ministro bajo el gobierno de Toledo (cuando se dio la adjudicación de la carretera interoceánica a la empresa Odebrecht) y por el presunto financiamiento que recibió de parte de la misma empresa en su campaña a la presidencia de 2011. Al respecto, PPK envió en octubre de 2017 un oficio a la comisión Lava Jato del Congreso en el cual explicaba los asuntos en las que podría ser consultado, y que respondería por escrito.
La negativa de Kuczynski de recibir en persona a la Comisión, se debía a que, según su versión, cuando en febrero de 2017 recibió a la Comisión de Fiscalización (presidida por Héctor Becerril), había recibido una serie de insultos. Sin embargo, la bancada fujimorista exigió que las explicaciones los diera en persona e incluso impulsó un proyecto de ley para que un presidente de la República esté obligado a comparecer ante las comisiones del Congreso, lo cual, según los expertos constitucionalistas, no tiene sustento en la Constitución.
En sus declaraciones a los fiscales peruanos en noviembre de 2017, Odebrecht dijo que contrató a Kuczynski como consultor de su empresa luego de que este dejara de ser primer ministro en 2006, como una manera de reparar una relación que se había roto debido a que PPK se había negado a ejecutar la Interoceánica. Esta declaración tuvo mucha resonancia y alimentó la exigencia de que el presidente debía responder en persona ante la comisión del Congreso. Este, sin embargo, negó tajantemente haber tenido algún vínculo laboral con la empresa Odebrecht y que tampoco recibió aportes de la misma para sus campañas presidenciales de 2011 y 2016.
En diciembre de 2017, la presidenta de la Comisión Lava Jato, Rosa Bartra, insistió en que Kuczynski respondiera en persona ante dicha comisión, dándole como una especie de ultimátum. Ante la reiterada respuesta de PPK de que solo respondería por escrito, Bartra hizo la revelación de los pagos que la empresa Odebrecht había hecho entre 2005 y 2006 a las empresas de consultoría Westfield Capital y First Capital, vinculadas al presidente Kuczynski, en ese entonces ministro de Estado. Cabe destacar sin embargo, que ninguno de esos pagos eran coimas, sino que eran todos legales; lo que se cuestionaba era el hecho de Kuczynski los recibiera a través de su empresa unipersonal siendo ministro de Estado, algo prohibido constitucionalmente. Apremiado por las revelaciones, Kuczynski aceptó haber recibido un pago de consultoría por el proyecto H2 Olmos, de la misma empresa brasileña, en 2012. Ello no hizo sino más que aumentar la tensión política por las supuestas contradicciones y mentiras de Kuczynski.

#### Renuncia a la presidencia de la República
Sobrevino así el primer pedido de vacancia presidencial, sustentada por una supuesta incapacidad moral permanente de Kuczinsky, en el sentido de que había mentido constantemente sobre su vínculo laboral con Odebrecht y que la misma empresa lo había desmentido. Kuczynski salió airoso en la votación del Congreso realizada el 21 de diciembre de 2018. Pero en marzo del año siguiente se volvió a presentar un segundo pedido de vacancia presidencial, pues sus promotores argüían que se habían descubierto nuevos indicios contra Kuczynski, indicios que los partidarios del gobierno achacaron que estaban respaldados solo con investigaciones periodísticas. El 15 de marzo fue aprobada la moción de vacancia en el Congreso y se programó para el 22 de marzo el debate y la votación para decidir la suerte de Kuczynski. Pero antes de que ello ocurriera, Kuczynski renunció a la presidencia (21 de marzo), tras revelarse unos videos que mostraron a sus allegados intentado comprar la voluntad de congresistas de la oposición para favorecerlo en la votación en el Congreso.

#### Investigación por financiamiento de sus campañas electorales
El 16 de marzo, cuando todavía era presidente de la República, Kuczynski recibió por fin a la Comisión Lava Jato, respondiendo por siete horas un interrogatorio. Además del asunto de las relaciones contractuales entre sus empresas de consultoría con las empresas del grupo Odebrecht, se le interrogó por el asunto del financiamiento de su campaña electoral de 2011, cuando postuló por la agrupación Alianza por el Gran Cambio. Esto último, debido a que el 28 de febrero Barata había revelado el aporte de Odebrecht de trescientos mil dólares para dicha campaña. La intermediaria de dicha recepción fue, según la misma fuente, Susana de la Puente, persona de confianza de Kuczynski, y que al momento de esa revelación se hallaba ejerciendo como embajadora del Perú en el Reino Unido.

#### Impedimento de salida del país
A Kuczynski se le siguió investigando por lavado de activos y por presuntos pagos ilícitos que recibió de parte de la empresa Odebrecht. Fue impedido de salir del país y se le allanaron sus dos viviendas (una en San Isidro, y la otra en Cieneguilla); ello ocurrió a poco de haber renunciado a la presidencia de la República. Estos allanamientos permitieron a la fiscalía recabar indicios importantes de la vinculación estrecha de Kuczynski con Jorge Barata, algo que el expresidente siempre había negado. Según los datos encontrados en agendas, documentos y correos electrónicos, Kuczynski mantuvo relaciones con varias empresas del grupo Odebrecht durante y después de su paso por el gobierno de Toledo, y antes y durante la campaña electoral de 2011. La fiscalía también cuenta con información de hasta tres grupos de transferencias de dinero de Odebrecht y empresas relacionadas, en las que el beneficiario final es Kuczynski, que va de los años 2004 a 2015.
El 11 de septiembre de 2018, el poder judicial ordenó el congelamiento de la vivienda de Kuczynski en San Isidro, adquirida en el 2002 por US$ 695.000, a fin de que el exmandatario no pueda vender o transferir el inmueble y de esa manera se asegure el eventual pago de una reparación civil futura. De otro lado, la fiscalía de la Nación le abrió dos investigaciones, una por el indulto humanitario otorgado a Alberto Fujimori y otra por la presunta compra de votos para evitar su vacancia.

#### Detención preliminar
El 10 de abril de 2019, el Tercer Juzgado de Investigación Preparatoria, a pedido del fiscal José Domingo Pérez, ordenó la detención preliminar de Kuczynski por diez días, por un presunto delito de lavado de dinero. La misma orden recayó sobre su secretaria Gloria Kisic y su chofer José Luis Bernaola Ñuflo. Asimismo, se ordenó el allanamiento de sus viviendas y oficinas. Kuczynski fue internado en la carceleta de la Prefectura de Lima.
PPK consideró su arresto como una arbitrariedad:

Hoy recibí la disposición del Poder Judicial de detenerme preliminarmente por diez días.
Es una arbitrariedad. He colaborado absolutamente con todas las investigaciones y asistido puntualmente a todas las citaciones de las autoridades judiciales. Nunca rehuí de la justicia.

Kuczynski apeló su detención preliminar, pero su pedido fue denegado por el juez. Mientras que la fiscalía anunciaba que solicitaría su prisión preventiva por 36 meses, así para su socio chileno, Gerardo Sepulveda, por presunto lavado de activos a través de su empresa, First Capital, por vínculos laborales con Odebrecht.

#### La tesis de la Fiscalía
La tesis del Ministerio Público es que el presunto lavado de activos, bajo la modalidad de conversión, transferencia y ocultamiento, se dio cuando Kuczynski fue ministro de Estado durante el gobierno de Alejandro Toledo, pues habría ayudado a materializar el acuerdo ilícito entre Barata y Toledo para favorecer la concesión a la empresa Odebrecht del proyecto de la carretera Interoceánica Sur o IIRSA Sur, tramos 2 y 3. Otra obra que se menciona es el Proyecto de Irrigación e Hidroenergético de Olmos. Esa ayuda se habría traducido en la suscripción de decretos supremos que allanaban el otorgamiento de esas concesiones. A cambio, la empresa Odebrecht habría contratado a las empresas personales de Kuczynski para que le hagan asesorías, una de ellas relacionadas con el proyecto Olmos.
Todo lo anterior dicho era la tesis que el Equipo Especial de Lava Jato venía sosteniendo desde tiempo atrás, pero lo que le impulsó a solicitar la detención preliminar (y luego preventiva) de Kuczynski fue un informe del Departamento de Análisis Operativo (DAO) de la Unidad de Inteligencia Financiera (UIF), dependiente de la Superintendencia de Bancas y Seguros (SBS). Según dicho informe, Kuczynski hizo transferencias de dinero desde una cuenta suya (la misma que había creado para recibir los pagos de Odebrecht por asesorías), hacia las cuentas de su chofer (por US$528.003) y su secretaria (por US$ 77.376). Como la Fiscalía presume que los pagos por asesorías fueron la compensación que Odebrecht dio a Kuczynski por haberle favorecido con normas legales que agilizaron los proyectos de IIRSA Sur y Olmos, dichas transferencias constituirían lavado de activos y demostrarían el intento del expresidente de poner a buen recaudo su dinero.

#### Prisión preventiva
En la noche del 16 de abril, Kuczynski fue internado en la clínica Angloamericana (San Isidro) por un cuadro de presión arterial alta. Fue sometido a un procedimiento de cateterismo. La audiencia programada para determinar su prisión preventiva fue suspendida. Esta se realizó finalmente el 19 de abril de 2019 (Viernes Santo), al final del cual, el juez Jorge Chávez Tamariz, titular del Tercer Juzgado de Investigación Preparatoria, aceptó imponer prisión preventiva a Kuczynski por 36 meses, pese a que se esperaba que se le aplicara solo detención domiciliaria, debido a su edad avanzada y a su estado de salud. Previamente, la fiscalía, al evaluar el informe médico, consideró que no correspondía darle la detención domiciliaria. El juez desestimó en cambio, el pedido de prisión preventiva contra la secretaria Gloria Kisic Wagner y el chofer José Luis Bernaola. Todo este proceso coincidió con el suicidio y funeral de Alan García.
El 25 de abril de 2019, se dio a conocer un informe médico de la clínica Angloamericana, el cual reveló que Kuczynski padece de fibrilación auricular crónica con potencial riesgo de paro cardíaco y muerte súbita. Al día siguiente se realizó la audiencia en la Primera Sala Penal de Apelaciones de la Corte Superior de Justicia para evaluar la situación legal de expresidente. El Ministerio Público anunció que desistiría en la prisión preventiva por 36 meses y se allanaría a la prisión domiciliaria. La Sala dejó al voto su resolución.

#### Arresto domiciliario
El 27 de abril de 2019, el Poder Judicial dejó sin efecto la prisión preventiva contra Kuczynski y dispuso su arresto domiciliario por 36 meses, que deberá cumplir en su vivienda de San Isidro, así como le impuso el pago de una caución de US$100 mil. Ese mismo día, Kuczynski, que seguía internado en la clínica Angloamericana, fue sometido a una intervención quirúrgica en la que se le instaló un marcapasos para estabilizar las arritmias y atenuar el riesgo de infarto. El 2 de mayo, Kuczynski fue dado de alta y retornó a su vivienda de San Isidro para cumplir su detención domiciliaria.
En agosto de 2019, el fiscal José Domingo Pérez solicitó que se le revocara la detención domiciliaria y se le aplicara la prisión preventiva por 18 meses, aduciendo que PPK había recibido visitas de carácter político, con lo que habría incumplido las reglas del arresto domiciliario. El juez Chávez Tamariz rechazó el pedido bajo el argumento de que no se había probado la afirmación del fiscal, así como señaló que la restricción opera solo para testigos y peritos vinculados a la investigación que se le sigue al expresidente.

#### Situación de Gerardo Sepulveda
El Empresario Chileno, Gerardo Sepulveda, llegó a Lima para cumplir las reglas de conducta que le impuso el Juez Jorge Chávez Tamariz, esto después de que se rechazara el pedido fiscal de 36 meses de prisión preventiva. Tras ello, el fiscal José Domingo Pérez pidió su impedimento de salida del país, en su calidad de testigo en la investigación por el caso Interoceánica, solicitud que fue aceptada por el juez Richard Concepción Carhuancho.
El juez ordenó 2 meses de impedimento de salida del país, el empresario apelo la decisión judicial. Debido a la Pandemia de COVID-19, se amplió el impedimento de salida del país de manera frecuente durante varios meses, hasta que en julio de 2020, el Poder Judicial ordenó 6 meses de impedimento de salida del país para el empresario chileno por el Caso de la Carretera Interoceánica. A finales de diciembre del 2020, el empresario regresó a Chile tras vencerse el plazo de impedimento de salida del país que existía en su contra.

#### La Confesión de José Miguel Castro
José Miguel Castro declaró ante el equipo especial que recibió en agosto de 2013 a Raúl Pereyra, representante de Odebrecht y Gerente General de Rutas de Lima, acompañado del empresario Gerardo Sepúlveda, a quien presentó como su asesor financiero.
“Ambos solicitaban beneficios adicionales a la Concesionaria Rutas de Lima, que se materializarían en la Adenda de Bancabilidad”, dijo José Miguel Castro tras indicar que el municipio dejó abierta la posibilidad de elevar la tarifa para financiar las obras adicionales y posibles expropiaciones. Castro agregó que en abril de 2013, después del proceso de revocatoria, Gilbert Violeta visitó la Gerencia municipal para invitarlo a un desayuno en casa de Pedro Pablo Kuczynski. “El señor PPK se mostró muy interesado en la concesión y en su forma de financiamiento”, acotó.
Según su testimonio, Pereyra planteó la necesidad de implementar el concepto de “Puesta a punto” en las vías Panamericana Norte y Sur, lo que implicaba una inversión adicional de US$200 millones que serían ejecutados por Odebrecht, y así el monto pasaría a US$700 millones, “beneficiando a Odebrecht con la supuesta ejecución de esta infraestructura adicional y beneficiando a Gerardo Sepúlveda, Westfield Capital y Pedro Pablo Kuczynski que eran los comisionistas del cierre financiero”.
Precisó que Westfield Capital recibió el 0.5% como comisión, “de los cuales aproximadamente US$700 mil fueron pagados a PPK bajo concepto desconocido”. La fiscalía sostiene que “este hecho punible entre Raúl Pereyra y Gerardo Sepúlveda tuvo el único propósito de implementar el concepto de “punto a punto”, para así obtener beneficios adicionales para el proyecto Rutas de Lima”.
“Todos los hechos, con contenido penal, anteriormente señalados, son los que permiten entender por qué se pagó como comisión de éxito la suma de US$ 3,510.000.000, a través de una compleja estructuración de operaciones que implicaron “asesorías financieras”, independientemente si con estos montos se benefició a los investigados Gerardo Sepúlveda y Pedro Pablo Kuczynski y a la empresa Westfield Capital”, agrega el fiscal Pérez en la disposición.

### Caso Aportes al Partido Nacionalista Peruano 2006-2011

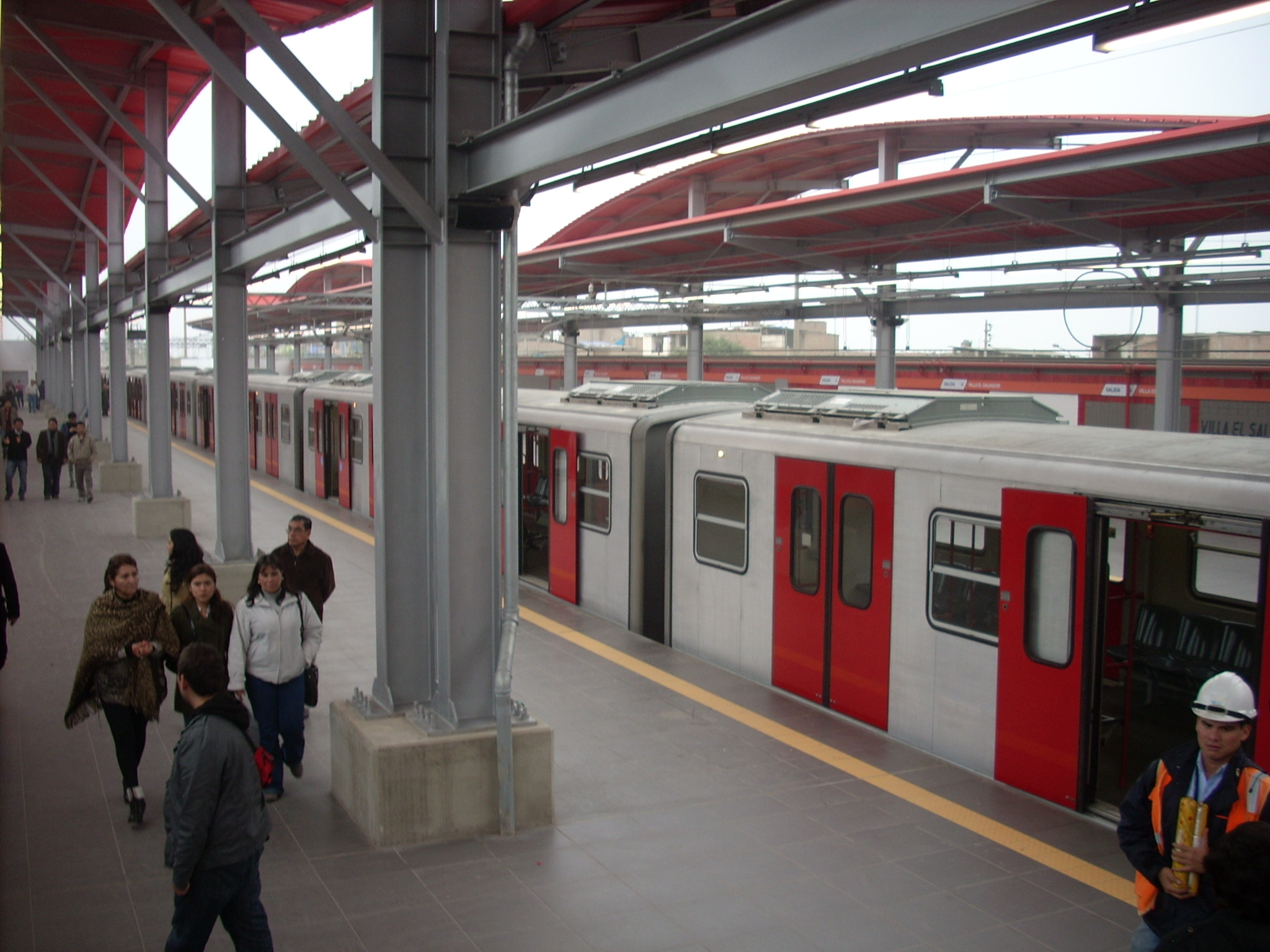
Desde el gobierno de Ollanta Humala la operación comercial de la Línea 1 del Metro de Lima está a cargo de la empresa Graña y Montero, socia de Odebrecht.

#### Inicio de la investigación
La investigación por lavado de activos contra Ollanta Humala y Nadine Heredia se remonta a la campaña electoral de 2006, por los presuntos aportes del chavismo, ocasión en que fue archivada en segunda instancia. Pero el 29 de enero de 2015, la Fiscalía abrió una nueva investigación a Nadine Heredia, que incluía a su madre Antonia Alarcón, sus hermanos y otros personajes, por el presunto delito de lavado de activos. La defensa quiso invalidar la investigación, aduciendo que una persona no podía ser investigada dos veces por el mismo hecho. La investigación estaba a punto de ser archivada nuevamente, hasta que intervino el Tribunal Constitucional, que determinó que existían nuevos indicios que debían ser evaluados e investigados por la fiscalía, y que la investigación de 2006 había sido deficiente.
La fiscalía prosiguió con la investigación, y en agosto de 2015, recibió de la procuraduría para casos de lavado de activos unas agendas y libretas con anotaciones de cifras de dinero realizadas por Nadine Heredia, que alcanzaban la suma de US$3.600.000. Estos fueron los primeros indicios sólidos sobre los aportes de dinero ilícito proveniente del Brasil, como aporte a la campaña electoral de 2011. Nadine Heredia y el entonces presidente Ollanta Humala, trataron de descalificar las libretas indicando que habían sido adulteradas. Pero una pericia grafotécnica ratificó que las anotaciones de las agendas correspondían a Heredia.

#### Odebrecht confiesa aportes a la campaña electoral de 2011
El caso se fortaleció en diciembre de 2016 cuando se firmó un primer acuerdo de colaboración eficaz entre Odebrecht y la Fiscalía, por el cual, la empresa brasileña se comprometió a brindar información no solo de las coimas que entregó a autoridades y funcionarios por obras públicas, sino sobre sus aportes ilícitos a las campañas electorales.
Según las primeras declaraciones del exdirectivo de Odebrecht en el Perú, Jorge Barata, la empresa Odebrecht habría entregado US$ 3 millones para financiar la campaña electoral de Ollanta Humala de 2011, por intermedio de Nadine Heredia, la esposa de Humala. La entrega del dinero habría sido autorizada por el expresidente brasileño Luiz Inácio Lula da Silva y habría salido de la caja que la empresa tenía con el Partido de los Trabajadores, que manejaba el exministro Antonio Palocci, conocido como ‘Italiano’. En mayo de 2017, el dueño de la empresa, Marcelo Odebrecht, confirmó la entrega de ese dinero.

#### Detención preventiva de la Expareja Presidencial
El 13 de julio de 2017, el juez Richard Concepción Carhuancho, titular del Primer Juzgado de Investigación Preparatoria Nacional de Perú, dictó 18 meses de prisión preventiva contra el expresidente y su esposa, hasta que terminen las investigaciones.
Al día siguiente, Humala fue internado en el penal de la Diroes (Ate), el mismo lugar donde se hallaba entonces preso Alberto Fujimori. En cuanto a Nadine Heredia, fue internada en el penal Virgen de Fátima, anexo al penal de Mujeres de Chorrillos. Ambos presentaron sendos recursos de apelación para que se revocasen sus respectivas prisiones preventivas, lo que fue rechazado por la Sala de Apelaciones, el 4 de agosto de 2017. Como fundamento de la prisión preventiva, se adujo que había una probabilidad de obstrucción a la justicia (se mencionaron como ejemplo unos audios referidos a otro caso contra Humala, el de Madre Mía, en la que este supuestamente intenta comprar a los testigos) y un peligro de fuga (se recordó el viaje de Nadine a Europa por la FAO y el hecho de que la pareja enviara a sus hijas a los Estados Unidos cuando ya había un pedido de la fiscalía de 18 meses de prisión preventiva).

#### Libertad bajo comparecencia restringida
Humala y Heredia presentaron un habeus corpus ante el Tribunal Constitucional, que después de evaluar el caso, decidió, con cuatro votos a favor y tres en contra, ordenar la libertad de ambos, para que sigan sus procesos judiciales en comparecencia restringida. Dicho dictamen se dio el 27 de abril de 2018 y se sustentaba en que no hubo una adecuada fundamentación del riesgo procesal para que el juez dictara la prisión preventiva.
Una semana después, la Fiscalía ordenó la incautación de los inmuebles de la expareja presidencial, entre ellas la casa familiar del matrimonio, además de cuentas bancarias y autos de lujo comprados supuestamente con dinero ilícito. Sin embargo, el 26 de noviembre de 2018, la Primera Sala Penal de Apelaciones Nacional revocó la orden de incautación de las viviendas.

#### Testimonios y pruebas aportados por los directivos de Odebrecht
Jorge Barata y Marcelo Odebrecht ratificaron su versión hasta en dos oportunidades ante el fiscal Germán Juárez Atoche, encargado del caso. Ambos coincidieron en que los pagos a Humala se hicieron bajo el nombre de Proyecto OH; así había quedado registrado en la agenda electrónica de Marcelo Odebrecht. La empresa brasileña entregó también documentos que probaban las transferencias de dinero realizadas al Partido Nacionalista. Incluso, muchas de estas se habrían realizado cuando Ollanta ya ejercía la presidencia del Perú.

#### Formalización de la acusación de la Fiscalía
El 7 de mayo de 2019, luego de cuatro años de investigación, el fiscal Germán Juárez formalizó la acusación contra Ollanta Humala y Nadine Heredia por el presunto delito de lavado de activos en organización criminal, perpetrado durante las campañas electorales de 2006 y 2011 (con dinero venezolano del chavismo y con dinero brasileño de Odebrecht, respectivamente). El fiscal pidió 20 años de prisión efectiva para Ollanta y 26 años y 6 meses para Nadine. Se incluyó también en la acusación a amigos, familiares y allegados a la pareja: Rocío Calderón (amiga de Nadine Heredia), Martín Belaunde Lossio (exasesor presidencial y actualmente preso por otro caso), Antonia Alarcón Cubas (madre de Nadine Heredia), Ilan Heredia (hermano de Nadine Heredia y extesorero del Partido Nacionalista); Cristina Velita Arroyo, ex embajadora del Perú en Francia; Eladio Mego, quien supuestamente simulo un contrato con Nadine Heredia; Santiago Gastañaduí, ex congresista por el Partido Nacionalista; Maribel Vela, expresidenta de la ONG Prodin; Julio Torres, extesorero del Partido Nacionalista y Carlos Arenas; pareja de la Madre de Nadine Heredia. Causó controversia que el fiscal solicitara también la disolución del Partido Nacionalista, por haber sido “instrumentalizado” para realizar el lavado de activos.
Unos 130 elementos de convicción contra Humala y más de 230 contra Heredia, sustentan la acusación del fiscal Juárez. Con todo ello, la fiscalía buscará demostrar en el próximo juicio oral que la pareja «estaba en condición de presumir que los activos [los aportes] otorgados tenían origen ilícito» y, pese a ello, fueron usados para las campañas electorales de 2006 y 2011.

### Caso Vías Nuevas de Lima (2013-2014)

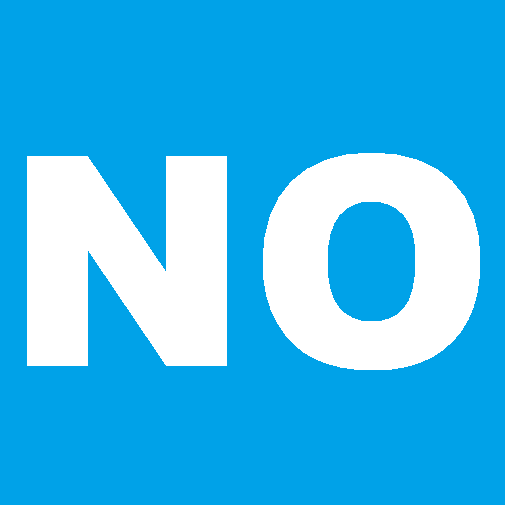
El Símbolo de la opción "No" en el referendo revocatorio de la alcaldía de Lima de 2013.

#### Inicio de la investigación
En mayo de 2017 se reabrió el proceso de investigación preliminar contra la exalcaldesa de Lima Susana Villarán, por presunta corrupción ocurrida bajo su gestión municipal, enmarcada en el Caso Lava Jato, y que involucraba a las dos más importantes contratistas de la Municipalidad de Lima: las constructoras brasileñas Odebrecht y OAS.
En noviembre de 2017, Villarán fue relacionada directamente con el caso por el consultor brasileño Valdemir Garreta, aspirante a colaborador eficaz, que declaró a la fiscalía peruana que las empresas Odebrecht y OAS financiaron la campaña por el No a la revocatoria en 2013 por un monto de US$ 3 millones, y que en esa transacción sirvió de intermediario del gerente general municipal José Miguel Castro, brazo derecho de la entonces alcaldesa de Lima. Toda esa revelación fue confirmada después por el mismo Jorge Barata.
El 24 de noviembre de 2017, el Equipo Especial del Caso Lava Jato, por entonces al mando del fiscal Hamilton Castro, abrió investigación preliminar a la exalcaldesa Villarán, a José Miguel Castro, ex gerente general de la Municipalidad Metropolitana de Lima, y a Gabriel Prado, exfuncionario municipal, por los presuntos delitos de cohecho pasivo propio y lavado de activos. Asimismo, se solicitó impedimento de salida del país para Villarán y Castro.
El 5 de abril de 2018, la fiscalía allanó la vivienda de Susana Villarán y la de José Miguel Castro.

#### Las delaciones premiadas
El 5 de octubre de 2018, Raúl Ribeiro Pereira Neto, exrepresentante de Odebrecht para la concesión Rutas de Lima, declaró en Curitiba ante el fiscal Germán Juárez Atoche, afirmando que la constructora brasileña había entregado un aporte de tres millones de dólares a la campaña del No a la revocatoria de Susana Villarán.
Durante el interrogatorio al que fue sometido por el Equipo de Fiscales del Caso Lava Jato, realizado en Curitiba entre los días 23 y 26 de abril de 2019, Jorge Barata reconoció una vez más el aporte de US$ 3 millones a la campaña del No a la revocatoria de Susana Villarán. Sostuvo que la empresa brasileña tomó esa decisión debido a que la alcaldesa tenía el apoyo de la prensa, y porque quería mejorar su relación con el municipio de Lima. Barata dijo que de esos US$ 3 millones, US$ 2 millones fueron destinados para pagar a la empresa del publicista Valdemir Garreta; y el millón restante lo entregó a José Miguel Castro, el gerente municipal, cuyo codiname asignado en la Caja 2 era budián, en alusión a un pez de boca alargada. Dijo también que la alcaldesa Villarán lo llamó telefónicamente para agradecerle. Negó, sin embargo, que ese aporte estuviera condicionada a la ejecución del proyecto Rutas de Lima; asimismo, negó haber financiado la campaña de reelección de la alcaldesa. Los fiscales de Lava Jato aprovecharon también el viaje a Brasil para interrogar a los exdirectivos de OAS, empresa con la que se acababa de firmar un acuerdo de colaboración eficaz.

#### La tesis de la fiscalía
El 9 de mayo de 2019, el fiscal Carlos Puma, del equipo especial del Caso Lava Jato, pidió al Poder Judicial que se imponga la prisión preventiva de 36 meses para Susana Villarán, que estaba con impedimento de salida del país desde 2017. La misma medida se solicitó para José Miguel Castro, ex gerente general de la Municipalidad Metropolitana de Lima, y para Gabriel Prado, exfuncionario municipal. Así como para Luis Ernesto Gómez-Cornejo Rotalde, César Meiggs Rojas y Óscar Vidaurreta Yzaga, quienes habrían fungido de intermediarios en los pagos ilícitos. La solicitud contemplaba la investigación relacionada con los aportes de Odebrecht y OAS para las campañas del No a la revocatoria de 2013 y la reelección de Villarán de 2014, así como por los proyectos Vías Nuevas de Lima y Línea Amarilla-Vía Parque Rímac).
Haciendo más precisiones sobre los pagos, Odebrecht confesó que había entregado US$ 3 millones para la campaña del NO a la revocatoria de 2013, aunque negó haber aportado en la campaña de reelección de Villarán de 2014. OAS, por su parte, confesó haber aportado US$ 3 millones para la campaña del NO y US$ 4 millones para la campaña de reelección.
La tesis de la fiscalía es que OAS y Odebrecht dieron esa suma total de US$ 10 millones, a cambio de beneficios en las concesiones de los dos proyectos viales más importantes de la capital peruana: Vías Nuevas de Lima (en manos del consorcio Rutas de Lima, de la que forma parte Odebrecht) y Línea Amarilla-Parque Rímac (a cargo de OAS, que posteriormente lo vendió al grupo Vinci Highways, que formó la empresa concesionaria LAMSAC).
El proyecto Línea Amarilla-Vía Parque Rímac, en manos de OAS, consistía en la construcción, operación y mantenimiento de una nueva vía urbana en paralelo a la Vía de Evitamiento. Este proyecto había empezado en 2009, bajo la gestión del alcalde Luis Castañeda Lossio. El negocio para OAS era el millonario cobro de peaje, que Castañeda le otorgó por 30 años. Pero el 13 de febrero de 2013, ya bajo la gestión de Villarán, y un mes antes de la consulta de revocatoria, la Municipalidad de Lima y OAS suscribieron una adenda del contrato, que ampliaba la concesión de 30 a 40 años. Otro beneficio insólito para OAS fue el adelanto del cobro del peaje a partir del 10 de octubre de 2013, cuando el contrato original estipulaba que ese cobro solo debía hacerse cuando estuviera la obra avanzada en un 75%; en ese momento solo lo estaba en un 25%.
Cuando el Equipo Lava Jato interrogó a los directivos de OAS y preguntó la razón de su aporte de US$ 4 millones para la campaña de reelección de la alcaldesa (suma aparentemente elevada, teniendo en cuenta que Villarán nunca fue favorita en las encuestas de intención de voto), la respuesta fue que Castro, el gerente municipal, exigió ese monto aduciendo que era lo que se debía pagar por el tamaño del proyecto que estaba en juego. Se refería a la continuidad del proyecto Línea Amarilla-Vía Parque Rímac, que OAS no podía perder por ningún concepto. Según esos mismos testimonios, Castro designó a César Meiggs, un empresario constructor, contratista de la Municipalidad de Lima, como el intermediario para que OAS hiciera los pagos. Villarán perdió la reelección, pero se sospecha que ella y sus colaboradores más cercanos se quedaron con US$ 3 millones de lo aportado por OAS a su campaña.

#### Confesión de Villarán
El 11 de mayo de 2019, días antes de la audiencia donde se definiría su detención preventiva, Susana Villarán, a través de las redes sociales y de una emisora de radio local, confesó que siempre supo de los aportes de US$ 4 millones de Odebrecht y OAS para la campaña por el NO a la revocatoria, dos de los cuales fueron para el publicista Luis Favre. Aunque afirmó que nunca supo que se trataba de dinero proveniente de la Caja 2 de Odebrecht o de la Controladoría de OAS, con las que dichas empresas hacían pagos ilícitos. Admitió haber cometido un error, mas no un delito, y que lo hizo para evitar que las mafias organizadas impidan la reforma y el reordenamiento de la ciudad de Lima.

#### El audio de los “tres palos verdes”
El 12 de mayo de 2019, el programa televisivo Cuarto Poder reveló el audio de unas conversaciones que datan de septiembre de 2017, en las que se escucha a Villarán conversando con sus exdirectivos municipales José Miguel Castro y Gabriel Prado. Se escucha a la exalcaldesa mencionar que una persona de Brasil habría manifestado a los fiscales que ella y Castro habían pedido tres millones de dólares («tres palos verdes») a Odebrecht. El audio fue grabado por Prado, interesado en demostrar su inocencia. Según Prado, él mismo organizó esa reunión con Villarán y Castro, luego que el diario El País de España lo mencionara como titular de una cuenta en la Banca Privada de Andorra, destinada para recibir pagos de Odebrecht (aunque esos depósitos no se llegaron a concretar). Prado siempre negó haber dado autorización para la creación de esa cuenta a su nombre y aducía que Castro le hizo firmar unos papeles y le pidió sus documentos, aparentemente para buscarle un puesto de trabajo, pero que en realidad habría usado para ese fin doloso. En el audio se escucha que Castro le pide a Prado que niegue ante la Fiscalía que sabía de la existencia de la cuenta de Andorra. Castro también se muestra rotundo al afirmar que en esa cuenta no se había depositado nada, lo que probaría que estaba involucrado en el hecho.
La versión de Prado resultó al principio inverosímil, pero la fiscalía, al recabar más testimonios, empezó a considerarla. El mismo Barata dijo que no conocía a Gabriel Prado y que su trato había sido siempre con Castro, quien habría sido el creador de la mentada cuenta de Andorra, a la que nunca llegó el dinero de Odebrecht al retrasarse en demasía los trámites, debiendo hacer el pago por otros medios. Prado entregó el material del audio a la fiscalía y se mostró dispuesto a colaborar en las investigaciones.

#### Prisión preventiva
El 14 de mayo de 2019, el juez Jorge Chávez Tamariz, luego de escuchar los argumentos de la fiscalía, ordenó la prisión preventiva por 18 meses para la exalcaldesa de Lima, por los delitos de asociación ilícita para delinquir, cohecho pasivo y lavado de activos en agravio del Estado. De esa manera el juez consideró fundado el requerimiento del Ministerio Público, aunque considerando que 18 meses eran suficientes para terminar la investigación, que se hallaba bastante avanzada. Villarán fue internada en el penal de mujeres de Chorrillos.
El 15 de mayo de 2019, el mismo juez resolvió la prisión preventiva por 18 meses para José Miguel Castro, a quien se imputa haber solicitado dinero a las empresas Odebrecht y OAS para financiar las campañas de Villarán, hasta por la suma de US$ 10 millones. Según el juez, existen graves y fundados elementos de convicción de la responsabilidad de Castro en estos hechos, así como indicios de que trató de cambiar la versión de varios implicados en el caso. Castro fue recluido en el penal Castro Castro. En cuanto a Gabriel Prado, si bien inicialmente la fiscalía había pedido también su prisión preventiva, desistió luego y le mantuvo la comparecencia restringida, en vista de los nuevos elementos de convicción aparecidos. Prado reiteró su deseo de seguir colaborando con la investigación. También se desestimó el pedido de prisión preventiva para César Meiggs y Óscar Vidaurreta, quienes buscan acogerse a la colaboración eficaz; al otro imputado, Luis Gómez-Cornejo, se le dictó 18 meses de prisión preventiva.

#### Los codinomes en la obra "Vias Nuevas de Lima"
El 6 de agosto de 2019, Jorge Barata reveló que el codinome de ‘Careca’, que aparece en unas planillas de pagos ilícitos de la Caja 2 de Odebrecht, correspondía a Susana Villarán, y estaba relacionada con el pago de US$500.000, a favor de la exalcaldesa por concepto de la obra de Vías Nuevas de Lima. El pago se habría efectuado el 28 de agosto de 2014; es decir, cuando Villarán era ya alcaldesa. El ex gerente de la municipalidad José Miguel Castro también aparece en dichas planillas como ‘Budian’ con un pago por US$350 mil bajo el concepto de Rutas de Lima, que se habría concretado el 12 de noviembre de 2014.
En 2023, el Poder Judicial formalizó el caso Vías Nuevas de Lima.

#### El Aporte de Graña y Montero
La empresa Graña y Montero aportó US$ 200 000 a la campaña por la No revocatoria de la exacaldesa de Lima, Susana Villarán, de acuerdo con el testimonio brindado por José Miguel Castro, exgerente de la Municipalidad de Lima, al equipo Especial Lava Jato.
El exfuncionario de confianza de Susana Villarán señaló que los ingresos para la campaña fueron aproximadamente de US$7,2 millones. "De ellos, US$4 millones fueron aportados por OAS, US$3 millones por Odebrecht y US$200 mil por Graña y Montero", indicó en su declaración realizada entre el 15 y 22 de junio al fiscal Carlos Puma.
Los aspirantes a colaboración eficaz, Hernando y José Graña también confirmaron el aporte económico en el año 2013 ante el equipo especial Lava Jato antes que la constructora peruana se adjudicara el proyecto Vía Expresa Sur.

#### Ampliación de la Investigación
El fiscal Carlos Puma, miembro del equipo especial Lava Jato, inició una investigación preliminar contra la excongresista Marisa Glave, el exministro Jorge Nieto, la exportavoz del No, Anel Townsend, el exregidor Jaime Salinas, entre otros, por el caso del No a la revocatoria.
La indagación “de naturaleza compleja” será por el plazo de ocho meses contra ocho exfuncionarios, por la presunta comisión de los delitos de cohecho propio, cohecho pasivo impropio, cohecho activo genérico, lavado de activos y asociación ilícita en agravio del Estado. Los otros investigados son: los exejecutivos de OAS, Augusto César Ferreira y Valfredo de Assis Ribeiro; el empresario Carlos Juscamaita y la ex regidora Zoila Reátegui.
El exgerente general de la Municipalidad de Lima José Miguel Castro brindó detalles de las entregas de dinero que se hicieron con fondos de Odebrecht y OAS a políticos cercanos a la administración de Susana Villarán por el No a la revocatoria.
En julio de 2023, la fiscalía decidió ampliar la investigación del caso a todos los imputados, en la resolución fiscal, se precisó que la formalización de la investigación incluye a la fundación Unidos para transformar, que -según las sospechas del Ministerio Público- habría sido instrumentalizada para presuntamente ser parte del blanqueo de dinero. Para el Equipo Especial del caso Lava Jato hay elementos de convicción consistentes del supuesto reparto de sobornos entregados por Odebrecht y OAS a regidores, asesores y personal de confianza de la exburgomaestre capitalina, Susana Villaran, durante su gestión. En el texto de su resolución, el Ministerio Público detalla que el ex regidor, Jaime Eduardo Salinas recibió 120 mil dólares, la ex congresista Marisa Glave y la ex regidora Zoila Reategui -en conjunto- 20 mil dólares, la exministra, Anel Towsend otros 20 mil dólares,  el exministro, Jorge Nieto Montesinos, 129 mil dólares y el exasesor capitalino, Carlos Juscamaita 250 mil dólares. La fiscalía calcula que los investigados habrían estado involucrados en el presunto lavado de dinero de por lo menos 530 mil dólares.

### Caso Rutas de Lima (2014-2016)

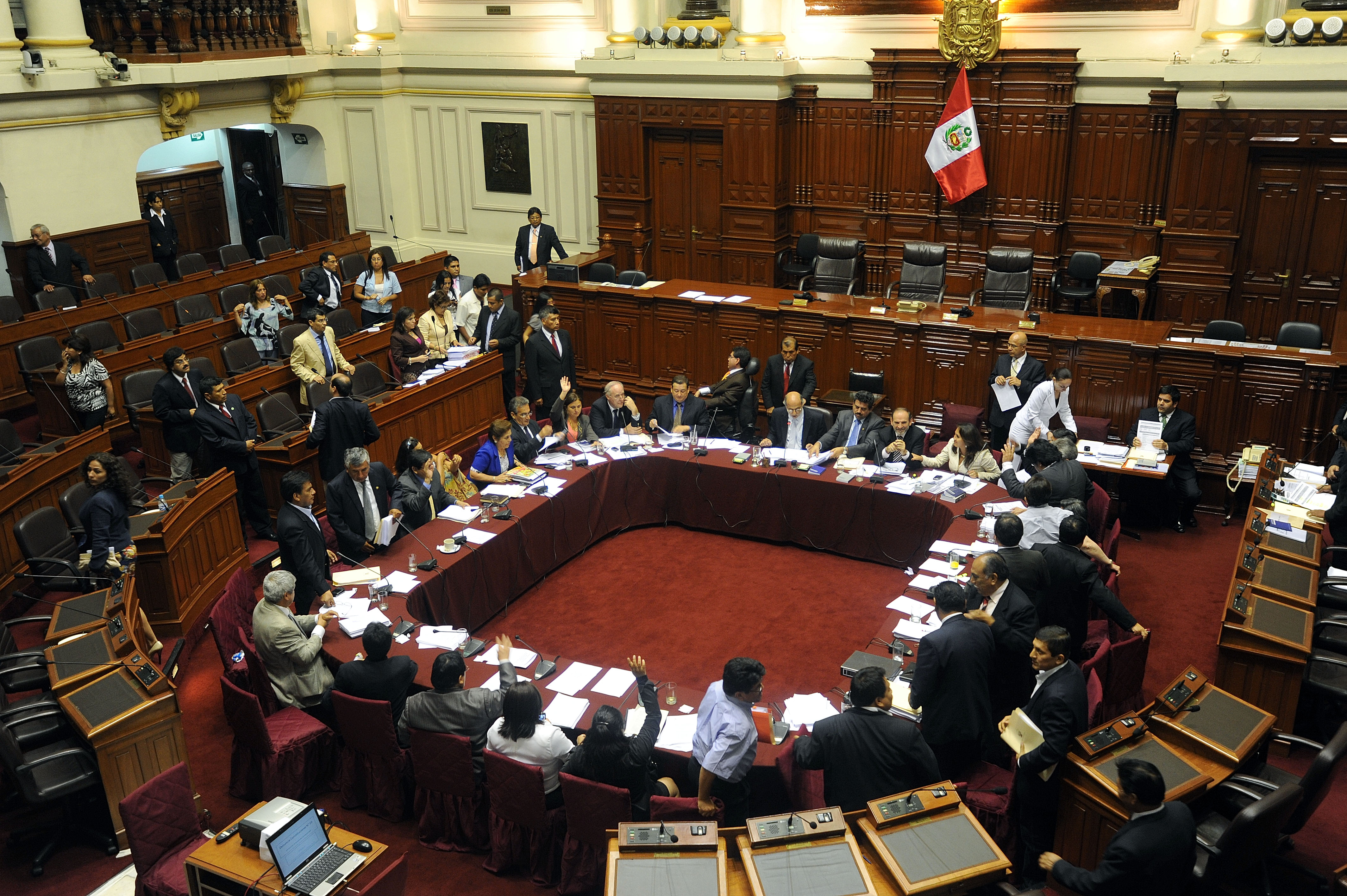
Los informes sobre el caso Rutas de Lima fueron aprobados por el Congreso de la República del Perú en el año 2013.

#### Primeros indicios
El caso «Rutas de Lima», que involucra al exalcalde de Lima Luis Castañeda Lossio con la empresa Odebrecht en presuntos pagos ilícitos, ha sido uno de los que más tardíamente se ha ido desarrollando. En las primeras investigaciones del caso, que datan de 2017, apareció el proyecto vial «Rutas de Lima», junto a otras obras por las que se habrían pagado sobornos durante los gobiernos municipales de Susana Villarán (2010-2014) y Luis Castañeda (2014-2018). Además, una investigación del portal Convoca.pe reveló que en las planillas del Departamento de Operaciones Estructuradas o Caja 2 de la empresa brasileña se escribió «Concessão (concesión) Rutas de Lima» al lado de un monto por US$ 291.700 y a alguien identificado con el código Budian. Más adelante se reveló que Budian es el codinome de José Miguel Castro, el gerente municipal de la administración Villarán.
También en 2017, versiones periodísticas revelaron que OAS, la otra empresa brasileña del caso Lava Jato, tuvo una relación muy amical con Luis Castañeda, y que habría hecho un aporte a su campaña electoral, además del favorecimiento que el exalcalde habría dado a la constructora brasileña por la obra Línea Amarilla (antes Vía Parque Rímac). Se filtraron también conversaciones que el ex mandamas de OAS, Leo Pinheiro, habría tenido con su entonces gerenta de Inversión durante la gestión de Castañeda, Giselle Zegarra. Este caso empezó a avanzar en 2019, y actualmente Castañeda cumple una medida de impedimento de salida junto a varios funcionarios de su gestión entre ellos, Martín Bustamante y Giselle Zegarra. (ver más detalles en Caso OAS).
Hasta ese momento solo se hablaban de los aportes a las campañas de Castañeda a la alcaldía por parte de Odebrecht y OAS, pero no había todavía pruebas y testimonios directos que involucraran al exalcalde con pagos o coimas para favorecer a la constructora Odebrecht en la obra de Rutas de Lima.

#### Testimonio de Jorge Barata
El 6 de agosto de 2019, el Equipo de Fiscales Lava Jato interrogó a Jorge Barata sobre la identidad de unos codinomes o seudónimos que aparecen en unas planillas de pagos de la Caja 2 de Odebrecht, relacionados con la entrega de sumas de dinero ilícitas por diversas obras realizadas por la constructora en el Perú. Uno de los codinomes era ‘Bigode’ (bigote), a cuyo lado figuraba el monto de US$75.527. 
Según Barata, la identidad de Bigode correspondía a Martín Bustamante, el exfuncionario del gobierno municipal de Castañeda. También dijo que le asignó otro codinome, ‘Cabelo Boneca’ (Cabello de Muñeca), con el cual se le entregó US$36.842, también por Rutas de Lima. Este personaje, que había sido amigo y mano derecha del exalcalde, ya había sido sindicado por Leo Pinheiro, el dueño de OAS, de haber sido el intermediario en la entrega de US$ 100 mil de parte de esta empresa a favor de la campaña del exalcalde en 2014.

#### La confesión de Martín Bustamante
Al verse acorralado por las pruebas y ante una inminente prisión preventiva, Martín Bustamante se acercó al fiscal Carlos Puma para solicitar ser un colaborador eficaz. Confesó que, efectivamente, había recibido dinero de Odebrecht y OAS destinados a Castañeda. En lo que respecta a Odebrecht (que es lo que interesa en este artículo), dijo que el pago fue para continuar la ejecución de la obra Vías Nuevas de Lima (o Rutas de Lima), que fue adjudicada durante la gestión de Villarán (2014). Bustamante demostró, con documentación, que existieron esos desembolsos Además, renunció voluntariamente a la reserva de su identidad como colaborador eficaz, anunciándola públicamente el 8 de agosto de 2019. Para la fiscalía, con esta declaración, el círculo de la investigación contra Castañeda quedaba cerrado.

#### Impedimento de Salida del País
La magistrada María de los Ángeles Álvarez Camacho, titular del Primer Juzgado de Investigación Preparatoria Nacional Permanente Especializado en Delitos de Corrupción de Funcionarios, dictó impedimento de salida del país contra el exalcalde Luis Castañeda Lossio.
Esta medida se da dentro de las investigaciones que se le siguen por los contratos suscritos con OAS durante su gestión y los aportes de la constructora en su campaña municipal del 2014. De esa manera, la jueza Álvarez Camacho aceptó el requirimento del fiscal Carlos Puma sobre la aplicación de dicha medida, pero solo por 18 meses y no por los 36 meses que había solicitado el representante del Ministerio Público en la audiencia.
Una similar disposición se aplicará para el excongresista José Luna Gálvez, al igual que para Martín Bustamante, exteniente alcalde de Miraflores. Lo mismo para el caso de Giselle Zegarra, ex gerenta de Promoción de la Inversión Privada de la Municipalidad de Lima; así como los exfuncionarios ediles, Jaime Villafuerte y Bruno Lucchetti.

#### Allanamiento a los Domicilios de los Involucrados
La fiscal del Equipo Lava Jato, Milagros Salazar, solicitó ante el juez Jorge Luis Chávez Tamariz autorización para el allanamiento y registro de la vivienda de Luis Castañeda, en el distrito de Surco. También de viviendas de siete involucrados en el caso, como la de Giselle Zegarra y la de José Luna Gálvez, así como de dos oficinas de la Universidad Privada Telesup. El juez concedió la autorización y la diligencia se realizó el 15 de octubre de 2019. Otras viviendas allanadas fueron la de Martin Bustamante, Alfieri Luchetti y Jaime Villafuerte.
En la resolución de la jueza se detallaban los argumentos de la fiscalía. Un colaborador eficaz aseguró que para la campaña edilicia de 2014, Castañeda recibió US$ 480 mil de OAS, y US$ 500 mil de Odebrecht, y que los intermediarios en esa transacción fueron Martín Bustamante y José Luna Gálvez. Este último fue dirigente y financista de Solidaridad Nacional, hasta antes de que se separara de dicho partido y fundara uno propio. También es fundador y dueño de la Universidad Privada Telesup. Existe sospecha de que el dinero de las empresas brasileñas fue canalizado a través de esta universidad, que llegó a Castañeda por medio de cheques que fueron detectados por la Unidad de Inteligencia Financiera.
En septiembre de 2020, un equipo de fiscales y policías acudieron hoy a la vivienda del líder del partido Podemos Perú, José Luna Gálvez, para incautar bienes “relevantes” por la investigación que se le sigue al exalcalde de Lima, Luis Castañeda Lossio. Según las fuentes, esta intervención fue la culminación de una diligencia anterior en la que se lacró el cuarto de servicios del inmueble. Los cuatro policías decomisaron cajas con equipos móviles que pertenecerían a la Universidad Telesup y documentación.

#### La ruta del dinero
El colaborador eficaz N°155-2019 relató que meses antes de una reunión con OAS realizada a inicios de agosto de 2014, hubo una cita en la que participaron Luis Castañeda, el exejecutivo de Odebrecht Raymundo Serra y Martín Bustamante, quien fue el anfitrión.
A los pocos días, un emisario de Serra le entregó a Bustamante US$50.000. Luego, Bustamante, a pedido de Castañeda, entregó este dinero al congresista José Luna Gálvez, que le dijo que el monto sería usado para realizar una encuesta. Luego Bustamante recibió de Odebrecht US$ 150 mil, en dos partidas. Todo ello, según el testimonio del colaborador eficaz.

#### Dinero para Panamericana Televisión
Según el colaborador 155-2019, cerca del cierre de la campaña de 2014, se celebró una reunión en la casa de Bustamante Castro, en la cual participaron Pedro Arbulú Seminario, exdirector de Panamericana Televisión, y Raúl Ribeyro Pereira, representante de Odebrecht.
De acuerdo con este testimonio, Ribeyro Pereira «indicó a Bustamante Castro que parte del aporte ofrecido, esto es alrededor de US$ 300,000.00 (Trescientos mil dólares) fueron canalizados directamente por Odebrecht a Panamericana Televisión para el pago de publicidad y neutralizar la campaña a favor de Castañeda […]».

#### La confesión de los Nava
El exministro Luis Nava Guibert, declaró que fue testigo de cómo el expresidente García se contactó con Jorge Barata para solicitar que la constructora brasileña apoyara a Castañeda en su campaña electoral de 2014 al municipio limeño. García consiguió que la constructora se comprometiera con un abono de US$200 mil.
Dicha versión fue ratificada por el hijo de Luis Nava, José Nava Mendiola. Este, en su testimonio, dice que García le pidió a Jorge Barata que Odebrecht apoyara con el financiamiento de la campaña presidencial de Castañeda en 2011. También reveló que en la campaña de 2014, Castañeda reclamó que OAS y Odebrecht aportaran a la campaña de Villarán en 2014, y que entonces habló con Alan García para que este interceda ante él con Jorge Barata para que Odebrecht aporte a su campaña al sillón municipal.

#### Prisión Preventiva
En febrero de 2020, la Fiscal, Milagros Salazar, del equipo especial solicitó 36 meses de prisión preventiva para el exalcalde, Luis Castañeda; el excongresista, José Luna Gálvez; y la ex gerente edil, Giselle Zegarra. Esto por aportes irregulares de Odebrecht y OAS a la campaña de Luis Castañeda en 2014. Se dice que el exalcalde habría liderado una organización criminal desde 2011 hasta 2018, tiempo en que dejó de ocupar el sillón municipal.
El 14 de enero de 2020, el Poder Judicial ordenó 24 meses de prisión preventiva para el exalcalde de Lima, Luis Castañeda. Mientras que a sus excolaboradores, el excongresista, José Luna Gálvez y la exfuncionaria edil, Giselle Zegarra, se les impuso comparecencia restringida por 36 meses con ciertas reglas de conducta y una caucion económica a cada uno. Ese mismo día Castañeda fue internado en el Penal Miguel Castro Castro.

### Caso Costa Verde del Callao
El fiscal Hamilton Castro acusó ante el Poder Judicial al gobernador del Callao, Félix Moreno, y el empresario israelí Gil Shavit, por delitos de tráfico de influencias y lavado de activos, relacionado con la recepción de una coima de 4,2 millones de dólares por la concesión a la empresa Odebrecht de un tramo de la Costa Verde.
Se dictó 18 meses de prisión preventiva para Félix Moreno mientras durasen las investigaciones. Gil Shavit fue apresado y se acogió a la colaboración eficaz. Pero algunos meses después, la Primera Sala Penal de Apelaciones, a cargo de los jueces Sonia Torres Muñoz y Carlos Carcausto Calla, revocó la prisión preventiva a Félix Moreno, señalando que la fiscalía no había corroborado las declaraciones de los colaboradores Gil Shavit y otro identificado como N.º 03-2016, que supuestamente se contradecían. Moreno pasó así a afrontar el proceso en libertad, con comparecencia restringida (7 de junio de 2017).
En noviembre de 2018 se hizo un nuevo pedido de prisión preventiva, por la fiscal Geovana Mori ante la jueza de investigación preparatoria Elizabeth Arias, aduciendo que se habían agravado las imputaciones contra Moreno. La jueza tardó más de tres semanas en evaluar el pedido de la fiscal, hasta que el 14 de diciembre de 2018 decidió rechazarlo, limitándose a dar a Moreno impedimento de salida del país por tres años. Esta jueza es la misma que después fue designada para el caso Cócteles en reemplazo de Concepción Carhuancho.
El caso Odebrecht es uno de los tantos casos en que se encuentra procesado el exgobernador del Callao. El 17 de enero de 2019 el Primer Juzgado Penal Unipersonal Permanente del Callao lo sentenció a cinco años de prisión efectiva por el delito de colusión, a raíz de la venta subvaluada de un terreno del Estado de unos 70.000 m², ubicado en el fundo Oquendo, en Ventanilla. Moreno está como no habido, con orden de ubicación y captura, al ser considerado reo contumaz. Fue incluido en el Programa de Recompensas del Ministerio del Interior, ofreciéndose 20.000 soles a quien dé información que lleve a su ubicación y captura. Vista esta situación, el fiscal del equipo Lava Jato Reggis Oliver Chávez Sánchez ha solicitado ante la Primera Sala de Apelaciones que se aplique a Moreno la prisión preventiva, que la jueza Arias denegó en diciembre de 2018. El 31 de enero de 2019, el Poder Judicial acogió el pedido del fiscal y dictó 18 meses de prisión preventiva contra Moreno, que se haya prófugo desde el 17 de enero. La fiscalía hizo presente que al ser allanada la casa de Moreno, se halló una agenda con anotaciones sobre las reuniones que habría mantenido con el exjuez supremo César Hinostroza, quien es sindicado como cabecilla de la organización criminal Los cuellos blancos del puerto.
Al existir la sospecha de que Moreno se haya fugado del Perú, la Interpol activó la Notificación Roja para su búsqueda y detención.
El 20 de febrero de 2019, en el marco del interrogatorio del Equipo de Fiscales del Caso Lava Jato a los exdirectivos de la empresa Odebrecht en Brasil, el ex apoderado de Odebrecht Igor Braga Vasconcelos Cruz confirmó que la constructora entregó US$4 millones en sobornos por la obra de la Costa Verde del Callao. De ese monto, US$2.4 millones habrían sido para Félix Moreno. El resto fue destinado al empresario Gil Shavit, que era el enlace entre Odebrecht y Moreno. También detalló que de los US$2.4 millones de Moreno, US$2 millones fueron transferidos directamente al publicista brasileño Luis Favre, que fue el asesor de Moreno en la campaña electoral de 2014 para la gobernación del Callao.
El 20 de marzo de 2019, la fiscal Geovana Mori dirigió el allanamiento de 16 inmuebles en Lima y Callao pertenecientes a exfuncionarios del gobierno regional del Callao involucrados en el caso.
En junio de 2019, la fiscal Mori pidió la prisión preventiva de nueve exfuncionarios del Callao y cercanos a Félix Moreno, por haber favorecido a Odebrecht con esta licitación. El juez dictó prisión preventiva para dos implicados y al resto les mantuvo la comparecencia restringida con reglas de Conducta. La fiscalía Apelo e hizo que se ratificara la prisión de estos dos implicados pero a cuatro funcionarios que tenían orden de comparecencia restringida, se les impuso prisión preventiva por 18 meses. En total solo tres funcionarios del Gobierno Regional del Callao se quedaron con comparecencia restringida, mientras que los otros seis funcionarios actualmente cumple cárcel preventiva por supuestamente pertenecer a la organización criminal de Félix Moreno.
En noviembre de 2019, Félix Moreno fue capturado por la policía en un inmueble de Cieneguilla, y al día siguiente fue trasladado al Penal Ancon I, para cumplir dos condenas de 5 años cada una (por otros casos) y los 18 meses de prisión preventiva por el caso Odebrecht.

### Caso Vía de Evitamiento del Cuzco
En mayo de 2017, la Fiscalía acusó a Jorge Acurio Tito, el exgobernador del Cuzco, de haber pactado un soborno de 3 millones de dólares de parte de la empresa brasileña Odebrecht a fin de favorecerla con la licitación de la obra de la Vía de Evitamiento en el Cuzco (2013). Con Acurio fue involucrado el abogado José Zaragozá Rebaza, director secretario del Club Regatas de Lima. Zaragozá se acogió a la colaboración eficaz, y fue puesto en libertad, mientras que a Acurio se le dictó 18 meses de prisión preventiva.
Según el testimonio de la colaboración eficaz, el exgobernador cusqueño habría pedido que el dinero recibido sea depositado en la empresa ‘offshore’ "Wircel S.A" y que sería Gustavo Salazar Delgado, ex gerente de "La Positiva Seguros" y en ese momento presidente del Club Regatas de Lima, quien quedaría a cargo del movimiento, por lo que la fiscalía y el poder judicial ordenaron 18 meses, mientras que se encuentra refugiado en los Estados Unidos, con un pedido de extradición.
El 22 de febrero de 2019, en el marco del interrogatorio del Equipo de Fiscales del Caso Lava Jato a los exdirectivos de la empresa Odebrecht en Brasil, Raymundo Trindade Serra, ex gerente de relaciones institucionales de la constructora, reveló que la constructora financió con 20 mil dólares la campaña electoral de Acurio en 2010, cuando este ganó la gobernación de Cusco.
Durante el interrogatorio al que fue sometido por el Equipo de Fiscales del Caso Lava Jato, realizado en Curitiba entre los días 23 y 26 de abril de 2019, Jorge Barata confirmó que autorizó el pago de US$ 3 millones a Acurio, aunque solo lo entregaron US$ 1,2 millones por la construcción y remodelación de la avenida Evitamiento de Cusco.
En noviembre de 2019, el Ministerio Público, luego que se venciera por dos veces el plazo de prisión preventiva a Acurio, quiso ampliarla a 90 días, achacando al imputado haber alargado la investigación con información falsa, pero el juez desestimó el pedido y le impuso arresto domiciliario por un año, que Acurio pasó a cumplir en un inmueble ubicado en el distrito limeño de Lince. Mientras que el expresidente del Club Regatas, Gustavo Salazar, sigue prófugo de la justicia en Estados Unidos, y se le han confiscado la mayoría de sus inmuebles y cuentas en el Perú.

### Caso Bonos Soberanos
Ha sido implicado también el parlamentario andino y exministro de Defensa Cosme Mariano González Fernández, por pagos que recibió de un contrato ficticio con una empresa subsidiaria de Odebrecht, por la Vía Evitamiento del Cusco. Pese a que el fiscal pidió su prisión preventiva, el juez encargado la rechazó pues González goza de inmunidad por su condición de parlamentario andino, inmunidad que González solicitó que se la levantaran, cosa que sucedió en 2018.
Luego del pago ilícito que recibió Mariano González, a través de su cuenta bancaria, él realizó un aporte a la campaña electoral de Peruanos por el Kambio de 2016 por la suma de S/ 69,000. Según el Ministerio Público, Samuel Campusano y su hermano Carlos José Campusano Dulanto –quien también es investigado– habrían recibido unos 500 mil soles de Odebrecht para interceder ante el Ministerio de Economía para que emita bonos soberanos por una obra licitada a favor de la firma brasileña a mediados de 2015.

### Caso carretera San Luis Chacas - Ancash

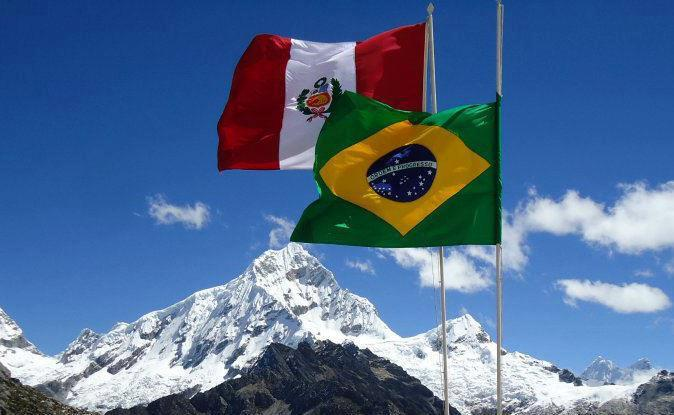
Banderas de Perú y Brasil en el campamento de Odebrecht en la Punta Olímpica, durante la construcción de la Carretera Carhuaz-Chacas.

El que fuera gobernador regional de Áncash entre 2007 y 2014, César Álvarez, ha sido también involucrado en el pago de coimas de Odebrecht. La Fiscalía Supraprovincial Corporativa Anticorrupción, a cargo de Elmer Chirre Castillo, halló indicios de que Álvarez recibió 2 400 000 dólares de parte de Odebrecht para acceder a la licitación de la carretera Carhuaz-Chacas-San Luis. Según la fiscalía, los pagos de habrían hecho en cuatro entregas de 600 000 dólares cada una, desde Klienfeld e Innovations (cuenta off shore usada por Odebrecht para pago de sobornos) a una cuenta off shore de la empresa Cirkuit Planet Limited, ubicada en Hong Kong. El monto total terminó en la cuenta a la cual Álvarez habría tenido acceso a través de uno de sus testaferros, Dirsse Valverde Varas. Esto se trataría de un episodio más de la presunta red criminal encabezada por el exgobernador, que está en proceso abierto y que se conoce como el Caso La Centralita, en la que se hallan más de 80 implicados bajo la acusación de asociación ilícita, colusión, enriquecimiento ilícito y lavado de activos. El mismo Álvarez se halla en prisión preventiva desde 2014, acusado de asesinato y corrupción.
Durante el interrogatorio al que fue sometido por el Equipo de Fiscales del Caso Lava Jato, realizado en Curitiba entre los días 23 y 26 de abril de 2019, Jorge Barata confirmó que autorizó el pago de US$ 2,6 millones a César Álvarez por la construcción de la Carretera Carhuaz-Chacas-San Luis. La coima se concretó en un banco de Hong Kong. El que negoció la coima a nombre de Álvarez fue Dirce Valverde, el ex gerente del Gobierno Regional de Áncash, cuyo codiname en la Caja 2 de Odebrecht era Darth Vader (sin duda por el lejano parecido en las grafías de ambos nombres).
El 11 de junio de 2019, la jueza Nayko Coronado Salazar, titular del Primer Juzgado Penal Unipersonal Nacional Permanente de la Corte Especializada en Corrupción de Funcionarios, condenó a 8 años y 3 meses de prisión a César Álvarez por los delitos de colusión agravada y negociación incompatible en el marco del caso Odebrecht. Se impuso también el pago de una reparación civil por S/10 millones de forma solidaria entre todos los imputados. Se trata de la primera sentencia del caso Odebrecht en Perú.
La Investigación por el Caso de la carretera San Luis Chacas pasó a manos del equipo especial Lava Jato, y se designó a la Fiscal Norma Geovana Mori como la responsable de la investigación, quien ordenó prisión preventiva para Dirce Valverde, el ex hombre de confianza de César Álvarez, quien también está involucrado en el pago de sobornos por la carretera en Ancash.

### Caso Arbitrajes - Odebrecht
En el mundo empresarial, un árbitro es alguien designado por las partes, al cual se somete una controversia existente entre una empresa y el Estado en un asunto de contratación pública. Este caso se refiere a la investigación a los árbitros que presuntamente favorecieron a la empresa Odebrecht a través de laudos arbitrales, que permitieron a esta empresa recibir millonarios pagos del Estado Peruano. De acuerdo con el Ministerio Público, estos árbitros, al recibir presuntamente un donativo para favorecer a Odebrecht, habrían incurrido en la comisión de los delitos de cohecho pasivo específico, lavado de activos y asociación ilícita. El caso se halla a cargo del fiscal Germán Juárez Atoche y se encuentra todavía en etapa preliminar.
El caso se inició al descubrirse que la empresa Odebrecht depositó al árbitro Horacio Cánepa US$435 mil en una cuenta de la Banca Privada d'Andorra (BPA), a través de una empresa ‘offshore’. Cánepa, actualmente con orden de impedimento de salida del país, habría favorecido a la constructora en 17 laudos arbitrales. En mayo de 2018, la fiscalía amplió su pesquisa e incluyó a 24 personas, entre árbitros, exfuncionarios del Estado y exejecutivos de Odebrecht.
Conocida la lista de los árbitros investigados, el Ministerio de Transportes y Comunicaciones (MTC) logró la recusación y la separación definitiva de 19 de ellos. Según la Procuraduría Pública de este ministerio, se calcula que estos árbitros recibieron unos 240 millones de soles en perjuicio del Estado.
El 6 de febrero de 2019, el equipo especial de la fiscalía del caso Lava Jato allanó inmuebles de cinco árbitros y dos exfuncionarios del MTC, todos bajo investigación por el caso Odebrecht. El pedido era para 21 investigados, pero la orden judicial solo se aprobó para siete. Las propiedades allanadas fueron las del exprocurador del MTC Jaime José Valés Carrillo; el exdirector de Concesiones del MTC Celso Martín Gamarra Roig, y de los árbitros Franz Kundmüller, Fernando Cantuarias Salaverry, Luis Fernando Pebe Romero, Luis Felipe Pardo Narváez y Randol Edgard Campos Flores.
La fiscalía apeló la decisión judicial que restringía el número de los investigados para el allanamiento de sus propiedades. El 15 de febrero realizó el allanamiento de otros inmuebles, entre ellos los de Humberto Abanto, el abogado de Jaime Yoshiyama en el Caso Cócteles.
En octubre de 2019, la fiscalía pidió 36 meses de prisión preventiva para 16 árbitros imputados, entre ellos, Humberto Abanto, Fernando Cantuarias (decano de la Facultad de Derecho de la Universidad del Pacífico), Jaime Pinto (árbitro de la CCL), etc. Según la Fiscalía, la constructora brasileña habría sobornado a árbitros para que fallen a su favor en 26 controversias que tenía con el Estado por los tramos 2 y 3 de la carretera Interoceánica Sur, la Interoceánica Norte, el proyecto del Río Santa, la carretera San José de Sisa y la carretera Carhuaz-San Luis.
El Poder Judicial ordenó 18 meses de impedimento de salida del país para Fernando Cantuarias, decano de derecho de la Universidad del Pacífico por haber comprado pasajes el mismo día que la Fiscalía pidió el requerimiento de prisión, mientras que el abogado Alejandro Álvarez Pedroza, para quien también se pidió prisión preventiva, salió del país directo a Estados Unidos, pero no lo dejaron ingresar a dicho país, por ello tuvo que regresar al Perú.
La audiencia para el pedido de prisión preventiva se inició a fines de octubre de 2019. El 5 de noviembre, el juez de investigación preparatoria Jorge Chávez Tamariz impuso 18 meses de prisión preventiva a 14 árbitros, rebajando así el pedido de la Fiscalía, que era de 36 meses. Asimismo, de los cuatro delitos propuestos por la Fiscalía solo acogió uno, el de cohecho agravado, al considerar que no había sustento para el resto de los delitos que se les imputaban (lavado de activos, asociación ilícita y colusión). Fueron detenidos Humberto Abanto, Fernando Cantuarias Salaverry, Marcos Espinoza Rimachi, Daniel Martín Linares, Alfredo Zapata Velasco, Alejandro Álvarez Pedroza y Luis Pebe Romero. Mientras que se encontraban prófugos: Randol Campos Flores, Luis Pardo Narváez, Richard Martin Tirado, Mario Castillo Freyre, Ramiro Rivera Reyes, Franz Kundmüller y Weyden García Rojas.
El mismo juez ordenó el impedimento de salida del país por 36 meses contra Horacio Canepa (que es además el colaborador eficaz del caso) y otros árbitros que favorecieron a Odebrecht, como Celso Gamarra Roig, Sergio Calderón y Héctor García; además, se les impuso comparecencia restringida con reglas de conducta, incluso el pago de una caución distinta cada uno.
El 27 de noviembre de 2019, la Primera Sala Penal de Apelaciones revocó la orden de prisión preventiva contra ocho árbitros y lo cambió por comparecencia restringida e impedimento de salida del país. Fernando Cantuarias Salaverry, Humberto Abanto Verástegui, Marcos Espinoza Rimachi, Alfredo Zapata Velasco recuperarán su libertad luego de pagar S/100 mil impuestos como caución. La orden de captura nacional e internacional contra Mario Castillo Freyre, Ramiro Rivera Reyes y Franz Kundmüller Caminiti se anulará luego de realizar el mismo pago. No se dictó medida similar contra Daniel Linares Prado.

### El Club de la Construcción
Las investigaciones de la fiscalía han recabado indicios de que la empresa Odebrecht perteneció al llamado Club de la Construcción, un grupo de empresas constructoras (entre nacionales y extranjeras) que presuntamente se coludieron para pagar sobornos con el fin de ganar licitaciones de obras en el Ministerio de Transportes y Comunicaciones. Ello ocurrió durante el gobierno de Ollanta Humala, aunque existe la presunción de que dicho “Club” ya existía de mucho antes y solo se reactivó en dicho gobierno. Sin embargo, a comparación de la mayoría de las empresas del “Club”, Odebrecht consiguió menos obras a través de este mecanismo, debido a que apuntaba más a los megaproyectos, algo que no contemplaba el “Club”, que prefería las obras menos vistosas. El caso está en manos del fiscal Germán Juárez Atoche, que en su investigación cuenta con el aporte de aspirantes a colaboradores eficaces.
Durante el interrogatorio al que fue sometido por el Equipo de Fiscales del Caso Lava Jato, realizado en Curitiba entre los días 23 y 26 de abril de 2019, Jorge Barata confirmó la existencia del Club de la Construcción, aunque indicó no conocer los pormenores, ya que estuvo como directivo de Odebrecht en el Perú hasta el 2011, precisamente el año en que el club se reactivó. Reconoció que las empresas consorciadas de Odebrecht formaban parte del Club.
Por este caso, el Poder Judicial dictó 18 meses de prisión preventiva para Carlos García Alcázar, también se ordenó la captura inmediata de Rodolfo Prialé (representante del club), Elard Tejeda (Obrainsa), Félix Málaga (Málaga) y Humberto Prevoo (socio de Prialé), quienes se encuentran como no habidos. Meses después, Alcázar y Priale se acogieron a la colaboración eficaz y fueron trasladados a Arresto Domiciliario.
Meses después, el Poder Judicial ordenó comparecencia restringida para los ejecutivos de las 19 empresas pertenecientes al Cartel de Construcción. En mayo de 2019, el Poder Judicial dictó prisión preventiva por 18 meses para Javier Lei Siucho (representante de Constructores y Mineros Contratistas Generales) y dictó comparencecia restringida para José Castillo Dibos (Representante de IGCCSA).

#### Caso ministro Carlos Paredes
Entre los investigados por este caso está el exministro de Transportes y Comunicaciones Carlos Paredes, uno de los hombres fuertes de Humala, que estuvo en dicho despacho entre 2011 y 2014, precisamente en la época en que se ubica el funcionamiento del “Club”. De acuerdo con el testimonio de uno de los colaboradores eficaces, el nexo de Paredes con los promotores del Club habría sido su hermano José Paredes Rodríguez, a cuyas manos habrían ido a parar 17 millones de soles de las coimas.
En su defensa, Carlos Paredes adujo no haberse enterado de esos manejos mientras estuvo al frente del ministerio. Su caso quedó a cargo de la Fiscalía de la Nación, que en febrero de 2019 le abrió investigación preliminar, por presuntamente haber recibido sobornos del “Club”. El 18 de mayo de 2019, el Poder Judicial le dictó ocho meses de impedimento de salida del país
El 21 de mayo de 2019, se dictó 18 meses de prisión preventiva para José Guillermo Paredes, el hermano de Carlos Paredes y para Javier Lei Siucho (representante de Constructores y Mineros Contratistas Generales). A los demás implicados, entre ellos directivos de las empresas integrantes del Club, se les dictó solo comparecencia restringida.

#### Caso Sobornos en Palacio de Gobierno
El fiscal Germán Juárez Atoche, del Equipo Especial Lava Jato, decidió ampliar investigación preparatoria contra la ex primera dama Nadine Heredia, el exministro de Transportes Carlos Paredes y otros ocho empresarios, por el caso Club de la Construcción.
De acuerdo con la disposición a la que accedió Gestión, entre los empresarios se encuentran Hernando Graña (GyM S.A.), José Graña Miró Quesada (GyM S.A.), Mario Alvarado (GyM S.A.), Jaime Targarona (Concar S.A.), Herberto Cárdenas (Mota Engil), Federico Aramayo (Aramsa), Luis Carrasco (Casa) y Pompeyo Mejía (Camesa). Juárez optó indagar a la esposa del expresidente Ollanta Humala por los presuntos delitos de asociación ilícita para delinquir y colusión agravada. Por ese estos mismos supuestos ilícitos, será investigado Carlos Paredes.
La decisión de incluir en el caso a Heredia Alarcón se da luego de que un aspirante a colaborador eficaz revelara que Ollanta Humala y ella habrían recibido más de $16 millones, a cambio del otorgamiento de licitaciones a un grupo de empresas durante su gobierno.
“De la declaración brindada, se infiere que Ollanta Humala y Nadine Heredia tuvieron conocimiento del Club de la Construcción y se beneficiaron económicamente, ya que la versión del colaborador recibieron dinero ilícito de producto del otorgamiento de las licitaciones que ganaban las empresas del Club. Para ello, Ollanta Humala debía mantener el presupuesto asignado al MTC para inversiones en carreteras”, señala la disposición fiscal.
La Fiscal de la Nación, Zoraida Ávalos, se encargara de investigar al expresidente, Ollanta Humala, debido a que aun goza del Antejuicio hasta 2021.

### Caso Partido Aprista Peruano - Campaña 2006
En febrero de 2018, trascendió que Barata había revelado la entrega de un aporte de doscientos mil dólares para la campaña electoral de Alan García de 2006 (en la que ganó la presidencia), por intermedio de Luis Alva Castro, que había sido su ministro de Estado, en sus dos gobiernos. El 31 de mayo de 2018, el fiscal de lavado de activos José Domingo Pérez dispuso reactivar la investigación sobre Alan García por el presunto delito de lavado de activos, en el caso de la supuesta recepción de dineros de Odebrecht para financiar sus campañas electorales. En el mismo sentido se abrió investigaciones preliminares a los expresidentes Toledo y Kuczynski.
El 11 de abril de 2019, a pedido del fiscal José Domingo Pérez, el juez Richard Concepción Carhuancho dio impedimento de salida del país por 18 meses para Luis Alva Castro, por presunto lavado de activos. Según la investigación de la fiscalía, Alva Castro había gestionado personalmente que Odebrecht apoyara económicamente en la campaña electoral aprista de 2006, habiendo recibido US$ 200 mil de manera ilícita.
Tras el suicidio del expresidente, Alan García, las investigaciones en su contra de este caso fueron archivadas debido a su fallecimiento. El 31 de julio de 2023, la fiscalía decidió formalizar la investigación de este caso, declarándolo complejo y ampliar la investigación a los dirigentes del partido durante esos años, por los delitos de asociación ilícita y lavado de activos. En esta nueva fase de investigación, serán sometidos bajo proceso judicial, según la disposición fiscal, se tratarían de los ex congresistas apristas Mauricio Mulder, Luciana León, y Luis Gasco Bravo. Asimismo, los dos expresidentes del consejo de ministros durante el segundo gobierno aprista, Jorge del Castillo y Javier Velásquez Quesquen; el expresidente del congreso, César Zumaeta y los exministros, Mercedes Cabanillas y Hernán Garrido Lecca. Todos pertenecientes a la alta dirigencia del Partido Aprista Peruano. También dispuso el inicio de diligencias preliminares y el recojo de las declaraciones de los involucrados, además de la reanudación del informe pericial contable-financiero ordenado para la investigación de ese caso, además del pedido fiscal para incluir al Partido Aprista Peruano como persona jurídica dentro del proceso.
Se investiga, que entre los años 2005 y 2011, una sospechosa compra inmobiliaria realizada por el APRA durante esos años cuando compró cinco inmuebles valorizados en S/ 1’099,176. El detalle es que el partido no contaba con los fondos suficientes para adquirir dos de las propiedades, ubicadas en el departamento de Piura y valorizadas en $300,000. Para costear parcialmente la adquisición, el 15 de diciembre de 2008 el partido entregó como parte de pago un local partidario, valorizado en $180,000.

### Caso Aportes al Partido Popular Cristiano
Fue el abogado Horacio Cánepa, exmiembro del Partido Popular Cristiano, quien afirmó que Lourdes Flores Nano, la lideresa de dicho partido, habría recibido dinero de Odebrecht para financiar sus campañas electorales de 2006 (presidencial) y 2010 (municipal). Hasta entonces, Cánepa había sido el hombre de confianza de Lourdes Flores.
Ello ocurrió a raíz de que Cánepa se viera involucrado en el caso Odebrecht, al aparecer su nombre en una de las cuentas de la banca de Andorra usadas por la empresa brasileña para el pago de coimas; luego se supo que era el pago por los laudos que había dado a favor de dicha empresa en perjuicio del Estado peruano, cuando ejerció como árbitro de la cámara de Comercio de Lima. Al verse acorralado, Cánepa quiso negociar con la fiscalía y convertirse en colaborador eficaz, delatando el manejo de los otros árbitros; sin embargo, la fiscalía consideró que ese tipo de delación solo calificaba para una confesión sincera. Para postular a la colaboración eficaz debía revelar sobre quienes estuvieran en niveles por encima de él.
Fue entonces cuando Cánepa, en su desesperación, se propuso hacer una delación más prominente: de acuerdo con su versión, Lourdes Flores, como lideresa del PPC, pidió dinero a la constructora Odebrecht para financiar sus campañas electorales, que le fue concedido. El mismo Cánepa ofició de intermediario. Primero habría ocurrido en la campaña para la presidencia de 2006, en la que recibió un monto de 500 mil dólares; luego en la campaña del 2010 para la alcaldía de Lima, en la que recibió 200 mil dólares.
Sin embargo, en un interrogatorio anterior al que fue sometido Jorge Barata, este había negado que se hubiera dado dinero a Lourdes en 2006, ya que en ese entonces, el preferido de Odebrecht era Alan García. Se sabe que Cánepa ha presentado audios que comprobarían su versión (se trataría de conversaciones entre él y Lourdes, en las que está admitiría haber recibido dinero de Odebrecht).
El 22 de febrero de 2019, en el marco del interrogatorio del Equipo de Fiscales del Caso Lava Jato a los exdirectivos de la empresa Odebrecht en Brasil, Raymundo Trindade Serra, ex gerente de relaciones institucionales de Odebrecht, dijo que la empresa brasileña aportó US$ 200 mil a la campaña de Lourdes Flores a la alcaldía de Lima del 2010, a través de Horacio Cánepa; y US$ 50 mil a su campaña electoral a la presidencia de la República de 2006. Y que Lourdes Flores estaba enterada de que el dinero provenía de Odebrecht.
Por su parte, Lourdes Flores afirmó que solo se enteró en 2017 de que Odebrecht aportó a su campaña de 2010, a través del mismo Cánepa, que le hizo esa confesión por vía telefónica tras verse involucrado en las cuentas de Andorra. Negó tajantemente que ella pidiera dinero a Odebrecht, tal como afirmaba Cánepa. Dijo también que no temía ir a la prisión pues nada de lo que había hecho constituía un delito.
El 5 de marzo de 2019, Lourdes Flores acudió a un interrogatorio ante la Fiscalía de Lavado de Activos, en calidad de testigo. Se negó a responder a las preguntas referidas a los aportes a sus campañas electorales. El fiscal José Domingo Pérez solicitó entonces que se le abriera una investigación preliminar, al existir indicios de haber recibido dinero ilícito. El encargado de la investigación será el fiscal del Equipo Especial Carlos Puma Quispe, en el mes de agosto, esta paso a manos de la nueva Fiscal del equipo especial, Carol Cuba.
En septiembre, la fiscal Carol Cuba Peralta ha incorporado en la investigación preliminar al expresidente del Comité Organizador de los Juegos Panamericanos Lima 2019, Carlos Neuhaus Tudela; al excongresista de la alianza Unidad Nacional-PPC, Hildebrando Tapia y a Teresa Cánova Sarango, la asesora de la exlideresa del partido, Lourdes Flores.
Esto tras la revelación de un colaborador eficaz que mencionó a Neuhaus y a Tapia de haberse reunido con ejecutivos de Odebrecht para apoyar la campaña de Lourdes Flores. Al mismo tiempo se descubrió que el actual presidente del PPC, Alberto Beingolea, sabía de los aportes de Odebrecht para la campañas y que incluso Odebrecht financió una encuesta para saber el favoritismo que tenía Beingolea para los comicios del 2016.

#### Impedimento de Salida del País
En marzo de 2023, la fiscalía solicitó el impedimento de salida del país por 36 meses para Lourdes Flores por el caso, además de una orden de comparecencia con restricciones. La excandidata es investigada por presuntamente haber recibido aportes de origen ilícito de las constructoras brasileñas Odebrecht y Camargo Correa a sus campañas del 2006 y 2010, con montos que suman más de 300 mil dólares. El caso se adecuó a la ley contra el crimen organizado e incluyó al ex congresista Hildebrando Tapia, al exdiputado Horacio Cánepa y al empresario además de ex organizador de los Juegos Panamericanos Lima 2019, Carlos Neuhaus, todos ellos ligados al Partido Popular Cristiano (PPC), del que Lourdes Flores fue lideresa.
El Ministerio Público sostiene en su requerimiento que en diciembre del 2005, cuando Lourdes Flores Nano se perfilaba como candidata a la presidencia, hubo una reunión en su casa en la que participaron ella, Carlos Neuhaus, Horacio Cánepa y los dos ex directivos de Odebrecht, Jorge Barata y Raymundo Trindade Serra, para “conversar sobre el apoyo” a su campaña. “En esas circunstancias, se habría hablado de un apoyo de 500,000 dólares”, monto que los ejecutivos de la constructora “se comprometieron a pagar directamente a Flores Nano, mientras que Jorge Barata y Raymundo Trindade Serra habrían estado mencionando todas las obras que deseaban realizar en Perú”. 
Posteriormente, según la tesis fiscal, Jorge Barata habría entregado $ 20 mil o $ 30 mil a Trindade Serra para aportar a la campaña, a través de actividades de campaña en un chifa de San Isidro. “En una o dos oportunidades, previa coordinación con el investigado Horacio Cánepa, Raymundo Trindade Serra entregó aproximadamente $ 10,000 una vez y $ 15,000 otra a la persona que estaba recibiendo el dinero de la actividad pro fondos de la campaña”. Respecto a la campaña del 2010, cuando Lourdes Flores Nano postuló por el PPC a la Municipalidad de Lima, la tesis fiscal es que Raymundo Trindade Serra financió dos encuestas por US$ 10 mil y US$ 15 mil para medir la popularidad de la candidata. Posteriormente, se habla de un acuerdo entre Lourdes Flores y los directivos de Odebrecht para financiar su campaña, el cual “habría sido [de] US$ 200,000, la cual habría sido pagada en cuatro partes de US$ 50,000 cada una”. “Raymundo Trindade Serra habría entregado dicho dinero en efectivo a Horacio Cánepa en las oficinas de Odebrecht y esta entrega se habría efectuado en pequeñas cajas parecidas a cajas de antiguos VHS”.
En cuanto a los aportes de Camargo y Correa, la fiscalía alega que Flores Nano habría recibido, entre febrero y marzo del 2006, una contribución de 100 mil dólares a través de Marcos de Moura Wanderley. De ese monto, 20 mil dólares habrían sido entregados a Horacio Cánepa para su campaña al Congreso, la cual no tuvo éxito. El dinero habría sido usado por Horacio Cánepa, por orden de Lourdes Flores, para realizar pagos vinculados al marketing, así como para financiar artículos favorables a su candidatura.
Así, a Lourdes Flores se le imputa el delito de lavado de activos por presuntamente haber recibido dinero de origen ilícito, como beneficiaria final, de parte de Odebrecht (US$ 10,000 y US$ 15,000 dólares) y de Camargo Correa (US$ 100,000) en el 2006; así como de Odebrecht (US$ 200,000) en el 2010. Sumados los presuntos aportes de las ambas constructoras entre el 2006 y 2010 se llega los US$ 325 mil dólares.

### Caso Aportes al Partido Morado
El fiscal José Domingo Pérez inició diligencias preliminares por ocho meses contra Julio Guzmán, líder del Partido Morado, por supuestamente haber recibido aportes ilícitos para financiar su campaña presidencial en 2016.
En la disposición fiscal N.º 1, Pérez recoge una nota publicada en el diario Exitosa, el 30 de en enero de 2019, en la que se informa que el excongresista del Frente Amplio, Humberto Morales, pide investigar Guzmán porque la empresa Odebrecht le habría entregado US$400 mil en aportes. La denuncia fue interpuesta por el ciudadano Carlos Huerta Escate.
Por esa información, el fiscal dispuso recoger la manifestación del exdirectivo de Odebrecht, Jorge Barata, y también la declaración del excandidato presidencial.
Además, requirió que la Sunarp informe si Guzmán declaró bienes muebles e inmuebles y que se recabe información desde la web de ONPE sobre los abonos que se registraron en la campaña. En 2016, el político postuló por el partido Todos por el Perú.

### Caso Grupo Monteverde: Cuentas OffShore
El 21 de febrero de 2019, en el marco del interrogatorio del Equipo de Fiscales del Caso Lava Jato a los exdirectivos de Odebrecht en Brasil, Luiz Da Rocha Soares, extesorero internacional de dicha empresa, reveló que Odebrecht utilizó a las empresas peruanas Construmac S.A.C. y Cementerios Centrales, de propiedad de Gonzalo Monteverde, para introducir dinero al Perú, que luego debía ser distribuido por Jorge Barata. Ello ocurrió en los gobiernos de Toledo, García y Humala. Da Rocha detalló que se reunió en dos oportunidades con Monteverde, una vez en Panamá y otra en el Perú, para coordinar cómo se iba a enviar el dinero.
El 23 de febrero de 2019, el Tercer Juzgado de Investigación Preparatoria ordenó la detención preliminar de Gonzalo Monteverde y otros implicados, entre los que están la esposa de Monteverde y sus socios. También se ordenó el allanamiento de sus inmuebles. La diligencia fue dirigida por el fiscal José Domingo Pérez. Sin embargo, Monteverde fue declarado como no habido.
El fiscal José Domingo Pérez solicitó 36 meses de prisión preventiva para Gonzalo Monteverde y otras cuatro personas, al considerar que había indicios suficientes de que estaban involucrados en lavado de activos. Además del testimonio de Da Rocha, Pérez mencionó como indicio la declaración de un extrabajador de Monteverde, que afirmó que las empresas de su exjefe incrementaron sus ingresos monetarios al vincularse con el Consorcio Constructor IIrsa Norte, de Odebrecht.
Atendiendo a la petición del fiscal, el 12 de marzo de 2019, el juez Manuel Chuyo ordenó 36 meses de prisión preventiva para Gonzalo Monteverde, así como para sus coinvestigados: su esposa María Isabel Carmona Bernasconi y su socio Jorge Wilfredo Salinas Coaguila. Todos ellos continúan prófugos de la justicia, con orden de ubicación y captura.
Durante el interrogatorio al que fue sometido por el Equipo de Fiscales del Caso Lava Jato, realizado en Curitiba entre los días 23 y 26 de abril de 2019, Jorge Barata confirmó que Monteverde era uno de los operadores de la División de Operaciones Estructuradas de Odebrecht, a través de sus empresas, para traer dinero ilícito o no contabilizado usados para el pago de sobornos o aportes a campañas electorales.

### Caso Interoceánica Tramo Norte
En marzo de 2019, la procuradora pública Ad Hoc, Silvana Carrión, interpuso una denuncia para iniciar una investigación preliminar por el caso IIRSA Norte, pues se habrían cometido delitos de colusión y lavado de activos. El 11 de junio de este año, la Procuraduría Pública Ad Hoc presentó una denuncia ampliatoria en referencia al documento remitido por la Contraloría respecto al concurso de proyectos integrales para la concesión de las obras del Eje Multimodal de Amazonas Norte , pues el documento señala irregularidades que al ser contrastadas con información remitida por Proinversión “dan como resultado la existencia de una sospecha inicial de delito respecto a las actuaciones del Comité de Proinversión en proyectos de infraestructura y servicios públicos, el director ejecutivo del proyecto, los representantes legales del Consorcio Eje Vial Norte y el director del proyecto PRA de la empresa consultora Chemonics Internacional”.
El 18 de junio de 2020, el fiscal provincial José Domingo Pérez dispuso formalizar y continuar la investigación preparatoria, por un plazo de 36 meses, contra 14 exfuncionarios de Proinversión por el caso del Proyecto Ejemultimodal del Amazonas Norte (carretera IIRSA Norte).
Entre los investigados se encuentra el expresidente de la República Pedro Pablo Kuczynski, a quien se le imputa el presunto delito contra la administración pública en la modalidad de colusión agravada. Desde abril del 2019, , el exmandatario cumple una orden prisión domiciliaria, en el marco de la investigación del caso Westfield Capital. Estos actos son investigados cuando el también exministro se desempeñaba como presidente del Consejo Directivo de Proinversión. Kuczynski habría concertado con la empresa Odebrecht, a fin de favorecerla en el proceso de la concesión del referido proyecto.
El mismo delito se imputó a los exministros René Cornejo Díaz y Carlos Ferrero, así como al excongresista Juan Sheput. De acuerdo con la tesis fiscal, el Comité de Proinversión habría cometido presuntos actos colusorios en Proyectos de Infraestructura y de Servicios Públicos. El grupo fue integrado, además de René Cornejo como director ejecutivo de Proinversión; por Sergio Rafael Bravo Orellana, expresidente del Comité; Alberto Javier Pasco Font Quevedo, exmiembro del Comité; y John Patrick Michael Barclay Méndez, exmiembro del Comité; además de los representantes de legales del Consorcio Eje Vial Norte.
La investigación se formaliza “como consecuencia de su intervención en presuntos actos de corrupción relacionados al proyecto Eje Amazonas Ramal Norte (IIRSA Norte), que fuera adjudicado por Proinversión a la empresa Odebrecht”. 
Las 14 personas imputadas y sobre las que se realizará la investigación preparatoria son el expresidente de la República Pedro Pablo Kuczynski; el ex primer ministro, René Cornejo Díaz; el expresidente del congreso, Carlos Ferrero Costa; los exministros, Alfredo Ferrero Diez Canseco, José Javier Ortiz Rivera y el excongresista, Juan Sheput Moore, quienes, según la fiscalía, integraron el Consejo Directivo de Proinversión. Cabe destacar que Sheput Moore, como ministro de Trabajo, no formaba parte del Consejo Directivo de Proinversión.
Así como otros exmiembros de este grupo, entre ellos Glodomiro Sánchez Mejía, José Manuel Rodríguez Cuadros y David Lemor Bezdin; y los exmiembros del Comité de Infraestructura: Sergio Rafael Bravo Orellana, Alberto Javier Font Quevedo y John Patrick Michael Barclay Méndez. Finalmente, la investigación incluye a Vicente Giovanni José Campodónico Delgado, excoordinador técnico sectorial de Asuntos Viales de Proinversión; y Aldo Bresani Torres, exjefe de operaciones de Proinversión.
La fiscalía adjuntó codinomes que estaría bajo sospecha por la entrega de activos ilícitos vinculados a IIRSA Norte. Algunos de estos son: almofadinha [almohadita, que correaponde a Horacio Cánepa], crisanteo [crisantemo], comissão, jeca tatu [personaje de una comedia brasileña], fisher [pescador], marinheiro, choque, gesso [yeso], corrente, alpaca, sancho panza, doutor no, primo de vero y pastor alemán (Este último estaría relacionado supuestamente al exministro de justicia del segundo gobierno aprista, Aurelio Pastor).
Esta información evidenciaría pagos vinculados a IIRSA Norte en el proceso de licitación y en la concesión del proyecto Ejemultimodal del Amazonas Norte, relacionados con miembros del Comité y otros funcionarios del Estado.

### Caso Gasoducto del Sur Peruano

#### Origen de la Investigación
Ya desde 2017 existe abierta una investigación de parte del Ministerio Público por el caso del Gasoducto del Sur, obra ejecutada durante el gobierno de Ollanta Humala, por un valor de más de US$ 7 mil millones, siendo la obra pública de más alto valor de la historia republicana peruana. 
Esta obra tuvo su antecedente en el segundo gobierno de Alan García, que firmó en 2008 un contrato con la empresa Kuntur Transportadora de Gas. Entonces la obra se denominaba Gasoducto Andino del Sur. Dicho contrato finalizó en 2014, sin que se iniciara la ejecución física de la obra. Mientras tanto, la constructora Odebrecht adquirió las acciones de Kuntur, y junto con la empresa española Enagás y la peruana Graña y Montero, formó un consorcio que ganó la buena pro de la obra en 2014, en el gobierno de Humala. En septiembre de 2015, la Contraloría General de la República detectó irregularidades en el concurso del proyecto que habrían favorecido al consorcio ganador. En el gobierno de Kuczynski, se puso fin al contrato, debido al estallido del escándalo de Lava Jato, así como porque el consorcio no cumplió con demostrar que tenía la financiación necesaria para concluir la obra, pese a que se le dieron dos prórrogas (24 de enero de 2017).
Jorge Barata y otros directivos de Odebrecht negaron al principio que haya habido pago de coimas en esta obra, tal vez porque esta se firmó con una cláusula anticorrupción. Solo ante la aparición de evidencias, reportadas por la prensa, empezaron a admitir la existencia de pagos ilícitos.

#### Nadine Heredia y otros implicados
La primera investigada del caso fue la ex primera dama Nadine Heredia por delitos de colusión y negociación incompatible en la licitación de dicha obra.
En junio de 2018, el Equipo Lava Jato pidió ampliar la investigación a nueve exfuncionarios del Ministerio de Energía y Minas por supuestas irregularidades en el contrato del Gasoducto Andino del Sur (antecedente del Gasoducto del Sur), incluyendo al expresidente Ollanta Humala, los exministros Jorge Merino Tafur y Eleodoro Mayorga, y los exviceministros de Energía Luis Ortigas Cúneo y Edwin Quintanilla Acosta, por los delitos de colusión y negociación incompatible.
La Comisión Lava Jato presidida por Rosa Bartra, en su informe final, mencionó también indicios de corrupción en el Gasoducto del Sur, y recomendó incluir al presidente Ollanta Humala en la investigación, pese a que Jorge Barata negara que haya habido coimas en dicha obra. Por cierto, se criticó que no se incluyera este caso en la lista de obras materia del acuerdo de colaboración con Odebrecht, aunque una cláusula de este acuerdo permite ampliarlo si se descubren otros casos de corrupción, siempre en cuando Odebrecht declare su culpabilidad.
En junio de 2019, el portal Convoca.pe reveló unos archivos de la División de Operaciones Estructuradas de Odebrecht, proveniente del sistema Drousys, que registran pagos por US$ 3 millones vinculados al Gasoducto Sur. Se trata de 17 transferencias de dinero, realizadas entre el 19 de septiembre y el 12 de noviembre de 2014, y que suman un total de US$ 3 millones 70 mil. Los destinatarios finales de los pagos figuran bajo codinomes o seudónimos, aunque la investigación periodística logró identificar a dos de ellos: ‘Gaza’ sería Constantino Galarza, director de CGZ Ingeniería Corp, la compañía offshore en cuya cuenta se hizo el depósito. Galarza es actualmente vicegobernador regional del Callao. El otro codinome identificado es ‘Novatos’, que sería el ciudadano argentino Daniel Díaz, dueño de la empresa Fortune Active LLC, en cuya cuenta se realizó otro de los depósitos. Estas transferencias ocurrieron tres meses después de que se adjudicara la obra al consorcio encabezado por la constructora Odebrecht. En su descargo, esta dijo que esas planillas publicadas se trataba mayormente de pagos internos y no de coimas.
La investigación del Gasoducto está a cargo de la fiscal del equipo Lava Jato, Geovana Mori, que ha incluido a 30 investigados, entre los que se encuentra la ex primera dama Nadine Heredia.

#### Allanamiento de inmuebles
En el marco de la investigación preliminar, la fiscal Geovanna Mori consiguió que el juez Juan Carlos Sánchez Balbuena autorizara el allanamiento con descerraje de 26 inmuebles que pertenecen a 23 personas naturales y a 3 estudios de abogados de Lima. Entre esos inmuebles estaba la casa de Nadine Heredia, que fue la que mayor interés mediático provocó; pero también los domicilios de exministros de Energía y Minas (Juan Valdivia Romero, Eleodoro Mayorga y Rosa María Ortiz Ríos), así como de ex viceministros y funcionarios del mismo ministerio, todos del segundo gobierno de Alan García y del gobierno de Ollanta Humala. La intención era encontrar bienes y materiales con informaciones que fueran de interés para la investigación; se supo que se requisó el celular de Nadine Heredia (9 de julio de 2019).
La fiscal Mori explicó a la prensa que existe información entregada por testigos protegidos y colaboradores eficaces que vinculan a Heredia con el caso del Gasoducto Sur, y que la investigación no alcanza al expresidente Humala porque su inmunidad lo protege hasta cinco años de concluido su gobierno. Por su parte, el fiscal Rafael Vela dijo que, dentro del proceso de colaboración eficaz, la fiscalía ya tenía un acta firmada por parte de la empresa Odebrecht, con reconocimiento de pagos ilícitos en la obra del Gasoducto del Sur.

#### Revelaciones de Barata y Boleira
En sus declaraciones al Equipo de Fiscales de Lava Jato en agosto de 2019, Barata hizo importantes revelaciones sobre la identidad de los codinomes que aparecen en las planillas de la Caja 2 de Odebrecht, relacionadas con pagos a cargo del Gasoducto del Sur.
- Los codinomes ‘Disco’ y ‘Princesa’ corresponderían al abogado Luis Pizarro, (fallecido en agosto de 2017), quien habría brindado servicios de lobista jurídico para la empresa Odebrecht, por el que recibió pagos por US$ 1.300.000. Barata dijo que contrató los servicios de Pizarro porque al inicio del proceso de concesión del proyecto de gasoducto hubo una discusión sobre si hacer una sola concesión que abarcara todos los tramos; o varias concesiones distintas, para cada tramo. Odebrecht quería que fuera una sola concesión. Aunque el estudio en el que trabajaba Pizarro fue contratado por Odebrecht, Pizarro trabajó para Odebrecht a espaldas de su estudio, al que ocultó el millonario pago. Pizarro habría propuesto que Ana Reátegui, una experta en hidrocarburos relacionada con el círculo de especialistas y técnicos de ESAN, y respetada en Proinversión, participara en generar una corriente de opinión favorable al tipo de concesión que la empresa quería lograr. Esa, dijo Barata, fue la razón del codinome ‘Princesa’, al asociar el nombre de Pizarro con el de Reátegui. Barata precisó que quien manejó la relación con Pizarro fue el funcionario de Odebrecht, Rodney Carvalho.[302]

- ‘French’.- Este codinome correspondería a Johnny Brignardello, exgerente de Rímac Seguros. Barata dijo que Brignardello era una persona muy bien relacionada, que conocía de cerca al consorcio competidor y que entró en escena cuando el proceso de licitación parecía orientarse a favorecer al consorcio rival. El trato por el espionaje industrial se cerró en US$ 3 millones. Pero cuando se descalificó al consorcio competidor –debido al cambio de la composición del accionariado– Odebrecht consideró innecesario pagar ese monto. Al final pagó solo US$ 1 millón por el inacabado espionaje.[303]

- ‘Magali’.- Este codinome correspondería al abogado Miguel Ronceros, el cual habría actuado al servicio de Odebrecht, cuando el consorcio competidor le comunicó a Proinversión que su composición accionaria había cambiado. Esto ocurrió el último fin de semana de junio de 2014. Frente al imprevisto acontecimiento, Proinversión requirió opiniones legales. Y fue cuando Marco Harasic, que obedecía a Rodney Carvalho, se contactó con Miguel Ronceros, que se hallaba por entonces en Brasil de vacaciones. Ronceros aceptó, a cambio de un soborno, hacer un informe favorable a Odebrecht, que recomendó descalificar al consorcio competidor. Ronceros recibió un total de US$ 450 mil, en cuatro pagos, entre el 24 de octubre y el 23 de diciembre de 2014.

- ‘Gaza’.- Jorge Barata confirmó que el codinome ‘Gaza’ (tres pagos por un monto total de US$ 430 mil) corresponde a Constantino Galarza, actual vicegobernador del Callao, tal como ya desde un principio la prensa lo identificara. Dijo que Galarza se presentó como un general del Ejército que podía proporcionar información de inteligencia relevante, puesto que el trazado del gasoducto pasaba por una zona donde había presencia de Sendero Luminoso (SL) y narcotraficantes. En ese contexto, lo que ofreció Galarza fue dar información sobre los puntos de actuación de SL, dónde existían bases del Ejército, logística de construcción. Teniendo en cuenta que era información de inteligencia, se le pagó a través de la Caja 2. El contacto de Galarza fue Rodney Carvalho.

- ‘Novatos’.- Barata confirmó que el codinome ‘Novatos’ corresponde al ciudadano argentino Daniel Díaz, un experto en gas y energía, beneficiario final de la offshore uruguaya Fortune Active, que aparece en las planillas de la Caja 2 por un pago de US$ 200 mil. Díaz ocupó el cargo de director de Negocios para Odebrecht en Buenos Aires, y al ser consultado por la prensa (que desde un principio lo había identificado como titular de la cuenta), dijo que ese dinero se trataba de un bono por un servicio de asesoría.

#### Indagación a los exministros de Ollanta Humala
La fiscal Geovana Mori, quien tiene a cargo la investigación preliminar, dispuso incluir en el proceso a los exministros Jorge Merino Tafur (Energía y Minas), Luis Miguel Castilla (Economía y Finanzas), René Cornejo Díaz (Vivienda, Construcción y Saneamiento) y Carlos Paredes (Transportes y Comunicaciones).
En la disposición fiscal, Mori explicó que en el caso de los cuatro exfuncionarios se ha vencido el plazo del beneficio del antejuicio político. A los exfuncionarios —tanto como ministros como integrantes del Consejo Directivo de ProInversión— se les atribuye haber mostrado interés en que el contrato de concesión del Gasoducto Sur Peruano fuera otorgado a la empresa Kuntur, suspendiendo plazos de evaluación.
Según la fiscalía, se habrían coludido con funcionarios de Odebrecht para mantener suspendidos los plazos de evaluación del cronograma de ejecución y crear, para tal fin, al comité de Pro Seguridad Energética, el cual fue integrado por personas cercanas al gobierno de Ollanta Humala.
La fiscal Geovana Mori, en la disposición fiscal de ampliación de la investigación, también dispuso las fechas para interrogar a todos los exministros y al resto de investigados recién incluidos en el proceso.
El 6 de diciembre de 2019, el poder judicial ordenó el impedimento de salida del país por seis meses para el exministro de Economía, Luis Miguel Castilla Rubio, debido a que este había comprado un pasaje para viajar a los Estados Unidos.
En julio de 2020, la fiscal Geovana Mori incluyó a Wilfredo Pedraza, ex abogado de Nadine Heredia, y también exministro del Interior, dentro de la investigación preparatoria seguida a la ex primera dama y otros por el caso Gasoducto del Sur, vinculado a la constructora brasileña Odebrecht. Al respecto, la fiscal integrante del Equipo Especial Lava Jato dispuso que Wilfredo Pedraza sea investigado en este caso por el presunto delito de obstrucción a la justicia. La magistrada adoptó esta medida a raíz de la declaración de Jorge Merino Tafur, en su condición de postulante a colaborador eficaz, quien informó que en abril del 2018, Pedraza le pidió reunirse para que diga ante la Fiscalía que no había tenido comunicaciones con Nadine Heredia y que no había realizado coordinaciones con ella durante su gestión como ministro de Energía y Minas.

#### Impedimento de salida del país
En enero de 2020, el juez Jorge Chávez Tamariz dictó 12 meses de impedimento de salida del país para Nadine Heredia; y para los exministros, René Cornejo, Carlos Paredes y Jorge Merino (Luis Miguel Castilla ya tenía impedimento de salida del país por este caso). También se dictó esta medida en contra del abogado, Miguel Ronceros; el vicegobernador del Callao, Constantino Galarza; y el expresidente ejecutivo de Pro Inversión, Edgar Ramírez Cabanillas. Se rechazó el pedido para otras ocho personas.

#### Investigación Preparatoria
Las empresas que formaron parte del consorcio compuesto por la brasileña Odebrecht, la española Enagás y la peruana Graña y Montero conspiraron con personas del gobierno de Ollanta Humala, encabezadas por la ex primera dama Nadine Heredia, para adjudicarse el proyecto del Gasoducto del Sur del Perú, de acuerdo con la formulación de investigación preparatoria suscrita por la fiscal del Equipo Especial, Norma Mori Gómez.
Por estos hechos, la fiscal Mori formuló imputación de delitos por asociación ilícita para delinquir, colusión agravada y lavado de activos contra 28 personas. Por el primer delito se encuentran comprendidos Nadine Heredia y los exministros de Energía y Minas Jorge Merino Tafur y Eleodoro Mayorga Alba; el ex primer ministro René Cornejo Díaz; el exministro de Economía Luis Castilla Rubio; el exministro de Transportes y Comunicaciones Carlos Paredes Rodríguez; y los exfuncionarios de ProInversión Edgar Ramírez Cadenillas, Gustavo Navarro Valdivia, María Patiño Marca y Luis Sánchez Torino.
Conforme al documento suscrito por la fiscal Norma Mori, en el gobierno de Ollanta Humala se montó una concertación con la finalidad de entregar el proyecto del Gasoducto del Sur del Perú como contraprestación a la empresa brasileña Odebrecht que había aportado US$ 3 millones a la campaña del candidato nacionalista.
Por el presunto delito de asociación ilícita para delinquir, la fiscal Mori ha comprendido a los exviceministros Luis Ortigas Cúneo y Dicky Quintanilla Acosta y los exfuncionarios de la Dirección General de Hidrocarburos Erick Portuguez Echegaray, José Robles Freyre, Rosa Ortiz Ríos, Juan Ortiz Guevara y Elda Díaz Gazzol. Así como a los exfuncionarios de ProInversión que otorgaron la buena pro a la brasileña y a sus socios, Edgar Ramírez Cadenillas y María Patiño Marca.
La fiscal Mori incluyó como presuntos autores de lavado de activos a los empresarios Manilo Alessi Remedi y Emilio Brignardello Vela, los asesores de ProInversión, los abogados Miguel Ronceros Neciosup y Constantino Galarza Zaldívar, así como a la consultora Ana Reátegui Vela y a los comunicadores Víctor Andrés Ponce Pérez y Arturo Valverde Pastor. Todos ellos sindicados por Jorge Barata y Ricardo Boleira de haber recibido dinero de la Caja 2 de Odebrecht.
Las declaraciones en el marco de la colaboración eficaz de los exdirectivos de Odebrecht han sido determinantes en la investigación fiscal, por lo que han sido excluidos, entre otros, Jorge Barata, Rodney Carvalho, Luis Lindgren Costa, Flavio de Faria, Luis Fernando Castro y Claudia Hokama Kuwae, hasta que termine la homologación de sus declaraciones.
En las investigaciones no se encuentra el expresidente, Ollanta Humala, debido a que tiene derecho al Antejuicio hasta julio de 2021.

#### Investigación de la Fiscal de la Nación
La fiscal Geovana Mori recomendó que se envíe un informe documentado a la fiscal de la Nación, Zoraida Ávalos, sobre el exministro de Energía y Minas (MEM), Juan Carlos Liu, por su participación en el caso del Gasoducto del Sur. El objetivo es que Ávalos evalúe si corresponde abrir investigación a Liu.
Asimismo, en el documento de formalización de la investigación preparatoria del caso Gasoducto del Sur, se programa la ampliación de la declaración testimonial de Juan Carlos Liu Yonsen para el 4 de mayo a las 9:30 a. m. La empresa de Liu fue contratada en 2012 por el Ministerio de Energía y Minas para que elabore un informe sobre proyecto del Gasoducto del Sur, en pleno gobierno de Ollanta Humala.
El informe que se realizó fue presentado por el entonces ministro de Energía y Minas, Jorge Merino, a Proinversión y pidió que sea incorporado al proceso que dio origen a la concesión de la obra gasífera que se concedió a Odebrecht en 2014.
La fiscal Mori también elevó un informe a la fiscal de la Nación sobre el expresidente, Ollanta Humala para que, al igual que Liu, evalúe iniciarse una investigación. Por haber sido alto funcionario también goza de antejuicio hasta 2021. Al exmandatario se le atribuye haber delegado a su esposa Nadine Heredia las gestiones para favorecer a Odebrecht con la licitación del proyecto que iba a demanda más US$7 mil millones de inversión y que hoy está paralizado.
En agosto de 2020, la fiscal de la Nación, Zoraida Ávalos, abrió investigación contra el expresidente Ollanta Humala por el Caso Gaseoducto Sur Peruano, cuya buena pro se otorgó a la empresa brasileña Odebrecht en el 2014, y dispuso iniciar una serie de diligencias preliminares.
Según el documento fiscal, la indagación contra el exmandatario es por los presuntos delitos de asociación ilícita para delinquir y colusión agravada en agravio del Estado. Asimismo, Ávalos declaró compleja la investigación por ocho meses y dispuso iniciar pesquisas contra los exministros Milton Von Hesse La Serna (Vivienda), José David Gallardo Ku (Transportes y Comunicaciones) y Juan Manuel Benites (Agricultura) por presunta colusión agravada. Cabe recordar que el antejuicio de estos ex altos funcionarios del estado acabara en julio de 2021.

#### Prisión Preventiva
En marzo de 2020, la Fiscal Morí pidió al Poder Judicial que dicte 36 meses de prisión preventiva para la ex primera dama, Nadine Heredia, y los exministros Luis Miguel Castilla y Eleodoro Mayorga.
En agosto de 2020, el juez de investigación preparatoria Juan Carlos Sánchez Balbuena declaró infundado el pedido de prisión preventiva de 36 meses para la ex primera dama Nadine Heredia. El magistrado determinó comparecencia con restricciones. La misma decisión tomó respecto a los exministros Luis Miguel Castilla y Eleodoro Mayorga. La fiscalía Geovanna Mori anunció que apelará el fallo.
En septiembre de 2020, la Sala de apelaciones dicto 36 meses de arresto domiciliario para la ex primera dama, Nadine Heredia y confirmó la orden de comparecencia restringida para los exministros Luis Miguel Castilla de Economía; y Eleodoro Mayorga de Energía y Minas.

### Caso carretera Cuñumbuque - San José de Sisa

#### Testimonio de Jorge Barata
En una de sus declaraciones al Equipo de Fiscales de Lava Jato de agosto de 2019, Jorge Barata indicó a los fiscales que Odebrecht hizo dos pagos ilegales de US$ 30 mil (es decir, US$ 60 mil) al expremier y actual congresista César Villanueva, bajo el codinome o seudónimo Curriculum Vita, por el proyecto de la carretera San José de Sisa. Esto habría ocurrido cuando Villanueva era gobernador regional de San Martínen, en dos períodos, entre 2007 y 2010 y entre el 2011 y 2013. Los pagos, dijo, fueron ordenados por Eleuberto Martorelli y entregados en efectivo. La negociación, según afirmó, se hizo directamente con Villanueva.
Ante esta grave denuncia, Villanueva dio una conferencia de prensa el 9 de agosto de 2019. Negó tajantemente haber recibido dinero alguno de parte de Barata o de otro representante de Odebrecht. Además, presentó un oficio renunciando a su inmunidad parlamentaria, lo que no tiene ningún valor efectivo ya que dicha inmunidad es irrenunciable, y corresponde a la Corte Suprema hacer el pedido del levantamiento de inmunidad, y al mismo Congreso aceptar o rechazar ese pedido.

#### Investigación en Lima
La Fiscalía de Tarapoto ya tenía abierta una investigación contra Villanueva y otros 10 funcionarios pero tras esta denuncia, se dispuso que el caso, junto con otros 7 que involucran a Odebrecht a nivel nacional, pase a manos del Equipo especial Lava Jato. El Fiscal que lo investiga es Germán Juárez Atoche, esto debido a que Villanueva no le asiste el antejuicio pues los hechos fueron antes de ser congresista.
Un mes después de la revelación, la prensa dio a conocer que Villanueva no solo habría recibido dos pagos (de US$ 60 mil en total), sino siete pagos por US$ 320 mil en total, todos bajo el mismo codinome de Curriculum Vita, según consta en un acta firmada por Barata. Asimismo, en los registros de la caja 2 aparecen junto al proyecto Sisa otros codinomes: ‘Italiano’ con US$400 mil, quien fuera Celso Gamarra Roig, un funcionario del MTC y ‘Meu Deus’ (Mi Dios, en español) con US$ 65 mil, quien es Marco Díaz Espinoza, el ex gerente general del Proyecto Huallaga.

#### Detención de César Villanueva
El 26 de noviembre de 2019, César Villanueva fue detenido en un restaurante del distrito de Los Olivos y puesto en prisión preliminar de siete días. Ello se produjo por orden del juez Hugo Núñez, atendiendo la solicitud del fiscal supremo provisional Jesús Fernández Alarcón, quien investiga a Villanueva y otras cuatro personas (incluidos dos fiscales) por los delitos de tráfico de influencias agravado y patrocinio ilegal, por presuntamente haber intentado obstaculizar la investigación del caso de la carretera de San José de Sisa. Se reveló que Villanueva había hecho coordinaciones (telefónicas y presenciales) con los fiscales Alberto Rossel y Ronald Chafloque para ser favorecido en las investigaciones del Equipo Lava Jato. El juez Hugo Ñuñez ordenó comparecencia restringida para el Ex Premier Villanueva y para el empresario José Santiesteban, mientras que se ordenó la prisión preventiva para los fiscales Alberto Rossel y Ronald Chafloque.

#### Prisión Preventiva
El 11 de diciembre de 2019, el juez Jorge Chávez Tamariz, ordenó la prisión preventiva por 18 meses para el expresidente del Consejo de Ministros, César Villanueva y para Marco Díaz Espinoza, el ex gerente general del Proyecto Huallaga, esto por obstrucción a la justicia y por suficientes elementos de convicción en contra de ambos personajes, en el caso de Celso Gamarra Roig, este se acogió a la colaboración eficaz, y se le dictó comparecencia restringida en el Caso Arbitrajes. 
El Expresidente del Consejo de Ministros, César Villanueva, fue internado en el Penal Castro Castro. Mientras que el exfuncionario Marco Díaz Espinoza se encuentra en calidad de no habido. La Sala de apelaciones confirmó la prisión preventiva de los dos exfuncionarios.

### Caso Aportes a Congresistas
Los aportes de campaña por parte de Odebrecht a los congresistas es uno de los casos que está investigando el equipo especial Lava Jato, después que se aprobara una resolución del propio equipo, liderado por el fiscal superior Rafael Vela.
En el interrogatorio de la Fiscalía al exgerente de Relaciones de la constructora, Raymundo Trindade Serra, en febrero de este año, este reveló aportes a las candidaturas de algunos congresistas. Trindade Serra dijo que los aportes de la compañía iban de US$ 5 mil a US$ 10 mil para la confección de camisetas y almanaques de los candidatos del Partido Aprista y del Partido Popular Cristiano.
Entre los investigadados y quienes habrían recibido los aportes personalmente, según Trindade Serra estarían Hildebrando Tapia y Juan Carlos Eguren, del PPC, así como a Virgilio Acuña, de APP, y José Vargas, del Apra.
En agosto del 2019, salieron a la luz nuevos codinomes de la empresa brasileña que se especulaba que pertenecían a congresistas de la república, pertenecientes al periodo 2016-2019. Tras el Cierre del Congreso, se interrogo Jorge Barata solo 3 días después de este acontecimiento, y este reveló que había entregado dinero a los congresistas antes mencionados bajo el codinome "Camphana Regional", también reveló que bajo el codinomes "Sipan" se encontraban los ex congresistas, Javier Velásquez Quesquén y Yehude Simon, dijo que si bien no recordaba para quien era el codinome, si le entregó dinero a ambos políticos y también reveló que entregó dinero al excongresista y exministro de Justicia, Aurelio Pastor, bajo el codinome "Pastor Aleman". Los tres últimos mencionados jugaron papeles claves durante el segundo gobierno aprista.
Estos aportes se hicieron con tal de que los Congresistas creen o defiendan proyectos de ley que favorezcan a la empresa brasileña.

### Caso Proyecto Olmos - Lambayeque

#### Sospechas de corrupción
Las planillas extraídas del sistema Drousys dieron también los primeros indicios que configuraron el caso Olmos. En ellas se consignan dos pagos realizados a favor de una persona consignada con el codinome de ‘Charlie’: el primero, con fecha 12 de marzo de 2014 por US$ 73 684 dólares; y el segundo, fechado el 11 de abril de 2014, ascendente a US$ 52 631 dólares. Ambas transferencias suman US$ 126 315. Al lado de cada una de esas menciones de pagos aparece por primera vez el nombre del consorcio H2Olmos SA, perteneciente a la constructora Odebrecht y encargado de la emblemática obra de irrigación de Olmos, de la región Lambayeque. También menciona como intermediaria en los pagos a la empresa Construmaq, de Gonzalo Monteverde.
En los siguientes interrogatorios que el Equipo de Lava Jato hizo a Jorge Barata, este dijo desconocer la identidad de ‘Charlie’.

#### Testimonio de Jorge Barata
El exrepresentante de Odebrecht, Jorge Barata, aseguró en enero de 2020 que la empresa brasileña realizó aportes ilegales por US$ 300 000 para la campaña que Yehude Simon realizó en 2006 para ser reelegido como gobernador regional de Lambayeque, según reveló IDL-Reporteros.
El portal precisó que Barata dijo a los fiscales del Equipo Especial del caso Lava Jato que, inicialmente, pagaron una investigación a la encuestadora Vox Populi para conocer la intención de voto de Yehude Simon.
IDL-Reporteros agregó que la constructora pagó los gastos de la campaña a Javier Málaga Cocchella y Pablo Salazar Torres, quienes eran cercanos a Simon. Según Barata, los aportes ilícitos se realizaron a través de los codinomes ‘Gorno’ y ‘Terco’. El dinero salió de la Caja 2 de la empresa. Al respecto, el fiscal Rafael Vela, sostuvo que esto estaría relacionado al proyecto H2Olmos.

#### Detención preliminar de Yehude Simon
El 24 de febrero de 2020, el Poder Judicial, a pedido del fiscal José Domingo Pérez, ordenó el arresto preliminar por 10 días en contra del expresidente del Consejo de Ministros, excongresista y exgobernador regional de Lambayeque, Yehude Simon; y del ex gerente general del proyecto Olmos, Pablo Salazar Torres. 
La Fiscalía acusó a Simon de haber sido líder de una organización criminal que operó entre 2006 y 2007 para favorecer a la constructora Odebrecht en la obra del trasvase Olmos, a cambio de pagos ilícitos, durante su periodo como gobernador de Lambayeque.
Ya Odebrecht se había declarado culpable en el caso Olmos. Pero Simon negó rotundamente haber recibido dinero alguno de parte de la constructora brasileña.

#### Confesión de Pablo Salazar
Tras ser detenido, el ex gerente del Proyecto Olmos, Pablo Salazar, confesó que recibió dinero de Odebrecht para la campaña de reelección de Simon.
Ante el despacho del fiscal José Domingo Pérez, Salazar dijo: «En mayo de 2006, cuando Yehude Simon Munaro decide postular a la reelección del Gobierno Regional de Lambayeque, me llamó y me dijo: ‘Enrique, ven para conversar’. [...] Fui a su oficina ubicada en la sede del Gobierno Regional de Lambayeque. Él me pido si podía contactarme con el señor Jorge Barata para pedirle si nos podía apoyar en su campaña electoral, yo le respondí que lo haría así».
«Quiero señalar que sí recibí dinero para la campaña de Yehude Simon, fue entre [...] US$90.000 y [...] US$100.000, fue en varias armadas, y recién por los medios me enteré de que el señor Javier Málaga Cochella también recibió dinero. Ese dinero me lo entregó el señor Jorge Barata, no sé si fueron tres o cuatro veces, siempre me lo daba en una cajita negra de cartón», agregó.

#### Arresto Domiciliario
El fiscal José Domingo Pérez solicitó 36 meses de prisión preventiva contra Yehude Simon y Pablo Salazar. El pedido fue revisado en audiencia pública por la jueza María Álvarez Camacho, quien el 8 de marzo de 2020 lo rechazó y decidió solo imponer a los inculpados comparecencia con restricciones. Ello debido a que la jueza, con respecto al extremo de organización criminal, consideró que la fiscalía no tenía suficientes elementos de convicción, ni tampoco vio peligro de obstaculización a la justicia, riesgo de fuga o falta de arraigo laboral y familiar.
En julio de 2020, la Sala de Apelaciones de la Corte Superior Nacional de Justicia Penal Especializada decidió variar la comparecencia con restricciones que venía cumpliendo el ex primer ministro, Yehude Simon desde inicios de marzo por arresto domiciliario. Los jueces también le impusieron el pago de una caución de 50 mil soles y reglas de conducto dentro de este proceso en su contra por los presuntos de lavado de activos y colusión.

#### Caso Gobernador Humberto Acuña
El exgobernador de Lambayeque y actual congresista electo de APP, Humberto Acuña Peralta (hermano de César Acuña) es investigado por el fiscal José Domingo Pérez por colusión y cohecho pasivo, en el marco del caso Olmos.
El fiscal Pérez pidió impedimento de salida del país y comparecencia con restricciones por 18 meses en contra del congresista antes de que jure en el cargo y tenga algún tipo de inmunidad. El pedido iba a ser evaluado por la jueza María de los Ángeles Camacho, pero tras asumir funciones congresales se le otorgó inmunidad parlamentaria.
Además de Humberto Acuña son investigados otros 15 exfuncionarios, los mismos que también fueron comprendidos en el informe de Contraloría y que fue recogido por el Equipo Especial. En la lista figuran la exgobernadora regional Nery Saldarriaga, los exconsejeros regionales Lázaro Villegas, Arturo Bazán, Óscar Zeña, Maritza Mocarro, Andrés Palma, Antonio Eneque, Ana Toro, Manuel Sánchez y Marty Llontop. También son indagados los exgerentes Enrique Salazar, Francisco Gayoso, Juan Moisés Saavedra, Víctor Quijano y Luis González Vélez.

### Caso Proyecto Chavimochic
Aparecieron dos codinomes respecto a esta obra, uno de ellos, es ‘Radox’, quien fue identificado por Barata como Carlos Arellano, experto en irrigación y agricultura. Figura un pago realizado el 12 de marzo de 2014, por el monto de 421 mil 052 dólares. Según Ricardo Boleira, se le pagó por Caja 2 porque ya trabajaba en otra empresa.
Sobre el codinome ‘Escorpión’, Boleira dijo que fue asignado para generar caja chica del proyecto, para el día día, por pagos sociales (comuneros, liberación de terrenos), apropiaciones de terrenos. Se entiende que ‘Escorpión’ es una caja chica ilegal.

### Caso Sistema de Agua Potable de Iquitos y Chimbote
Un excandidato al Congreso por Acción Popular en 2016 recibió 120,000 dólares según quedó registrado en el servidor de My Web Day, un programa utilizado por Odebrecht para controlar los pagos ilícitos que realizaba.
Se trata del abogado Víctor Manuel Belaunde Gonzáles, quien de acuerdo con el dominical Panorama recibió dos pagos: US$ 50,000 y US$ 70,000 a una cuenta bancaria de Panamá desde el Standard Chartered Bank de Nueva York. Estos pagos los realizó ‘Gigolino’ seudónimo de Olivio Rodríguez, quien era empleado del Departamento de Operaciones Estructuradas de Odebrecht. Los depósitos están vinculados en el servidor a los codinomes ‘Pescador’ y ‘Rio’. Estos codinomes, aparecen en el servidor de la constructora brasileña con pagos por US$ 1’200,000 para el proyecto de agua potable de SedaLoreto en Iquitos
El Segundo Juzgado Nacional de Investigación Preparatoria Especializado en Delitos de Corrupción de Funcionarios dictó impedimento de salida del país por 18 meses contra Víctor Belaunde Gonzales, según informes periodísticos, Belaunde Gonzales recibió depósitos de 50,000 y 70,000 dólares, los cuales se efectuaron en 2009, vinculados a los codinomes Río y Pescador.
El exsuperintendente de Odebrecht en Perú, Jorge Barata, declaró en enero de 2020 que también se dieron los pagos ilícitos para la adjudicación de proyectos de sistema de agua potable en Chimbote e Iquitos. Sobre el proyecto de Chimbote, en Áncash, ejecutado entre 2005 y 2006, Barata señaló que para la adjudicación y operatividad de ese proyecto, Odebrecht pagó 1 millón 150 mil dólares.
Asimismo, precisó que el abogado y excandidato al Congreso por Acción Popular, Víctor Manuel Belaunde Gonzales, recibió dos pagos de 70 mil dólares como intermediario del empresario Werner Guevara Vargas, que según Jorge Barata tiene el codinome 'Gordo'. Barata aseguró al fiscal Pérez que, en 2009, Odebrecht pagó 50 mil dólares adicionales a Werner Guevara, nuevamente por intermedio de Belaunde Gonzales, por el mencionado proyecto.
Añadió que, en las planillas secretas de la firma brasileña, los abonos destinados al empresario Werner Guevara también estaban vinculados a los codimomes 'Río' y 'Pescador'. El exdirectivo de la constructora brasileña señaló que Odebrecht también pagó para lograr ser beneficiada en el proyecto de ampliación y mejoramiento del sistema de agua potable de Iquitos, en Loreto. Para ello, la empresa pagó 13 millones 400 mil soles.

#### Prisión Preventiva
La fiscal especial Carol Cuba requirió al Poder Judicial la prisión preventiva por 36 meses del excandidato al Congreso por Acción Popular Víctor Manuel Belaunde Gonzáles así como de los empresarios, Werner Saúl Guevara Vargas y Eduardo Manuel Maguiño Arenaza por los presuntos delitos de lavado de activos y colusión en el caso Odebrecht.
En el requerimiento, dirigido al Segundo Juzgado de Investigación Preparatoria Nacional Permanente Especializada en Delitos de Corrupción, se indica que el empresario Werner Guevara fue el intermediario para que un grupo de funcionarios otorgue a Odebrecht la buena pro de la obra Ampliación y Mejoramiento del Sistema de Agua Potable en Iquitos, ejecutado entre 2005 y 2008.
En agosto de 2020, el Poder Judicial ordenó 18 meses de prisión preventiva para el empresario Werner Guevara, quien habría sido el receptor final del dinero ilícito. Mientras que al arbito Víctor Belaunde Gonzales y el empresario Eduardo Maguiño se les dicto comparecencia restringida.

### Caso carretera Tingo María-Aguaytía
Jorge Barata dio información sobre la carretera Tingo María-Aguaytía, en Huánuco. Al respecto, explicó que debido a la complejidad del proyecto el presupuesto de la obra se incrementó. Este cambio debía ser autorizado previamente por la Contraloría General de la República a pedido de Provías nacional. La ejecución del proyecto se paralizó hasta que el ente de control emitiera su informe.
Tras el informe de Contraloría, Odebrecht asumió el costo adicional de la obra, según Jorge Barata. Ante la negativa de Provías Nacional de reconocer ese costo, la empresa decidió ir a un arbitraje y contrató al ingeniero Fernando Cuéllar como consultor.
A Cuéllar se le pagaría por sus honorarios con un monto fijo y otro variable dependiendo del éxito del arbitraje, relató Barata. La demanda se presentó en 2005 y al ganar el laudo arbitral se pagó 6 millones de dólares en 2006. Al año siguiente, 2007, se abonó 100 mil dólares asociados al codinome 'ARB', que correspondía a Cuellar.

### Caso Transportes "Don Reyna"
El fiscal José Domingo Pérez ha incorporado a su despacho una investigación que dirigió tiempo atrás el fiscal José Castellanos Jara, del tercer despacho de la Fiscalía Supraprovincial Especializada en Lavado de Activos.
En ella estaban incluidos Luis Nava Guibert, sus hijos José Nava Mendiola, Luis y Jean Pierre, su hermano Carlos Nava Guibert y Rodrigo Pérez Albela (extrabajador de la empresa Transportes Don Reyna). Pérez, desacumuló o aisló lo concerniente a los Nava para luego formalizar la investigación y hacerla propia.
La tesis fiscal en este incidente es que habría habido un incremento patrimonial y enriquecimiento entre 2008 y 2014 en los miembros de dicha familia por contratos que se efectuaron entre Don Reyna y el consorcio Conirsa (integrada por Odebrecht) para alquilar máquinas durante la construcción de los tramos 3 y 4 de la Interoceánica Sur.
Otro dato importante que considera el despacho del fiscal Pérez es que durante la segunda gestión de Alan García, Don Reyna (antes dirigida por José Nava Mendiola) creció 300 veces su valor hasta alcanzar S/ 14 millones, así como el incremento progresivo de su capital. Cabe anotar que Luis Nava Guibert fue presidente del directorio en la misma empresa, de ahí que la investigación sea por lavado de activos en el marco de una organización criminal.
El Fiscal Pérez además ha solicitado un pedido de impedimento de salida del país por 36 meses contra José Nava Mendiola en el contexto del caso contra la familia de Luis Nava. También pide la restricción de no abandonar el país contra Carlos Nava Guibert y Rodrigo Pérez Albela Hernández. Este requerimiento plantea también medidas concretas contra José Nava Mendiola como el pago de una caución de S/ 50.000, la prohibición de salir de Lima metropolitana, comparecer al juzgado cada 15 días y la incomunicación con los testigos o coinvestigados del caso.

### Caso Fiscal de la Nación: Obstrucción de la Justicia
El 21 de agosto de 2019, el juez supremo de investigación preparatoria Hugo Núñez Julca resolvió abrir proceso penal contra el exfiscal de la Nación, Pedro Chávarry (actualmente fiscal supremo), por la presunta comisión del delito de encubrimiento real. Chávarry fue denunciado por la remoción de los fiscales José Domingo Pérez y Rafael Vela del Equipo Especial Lava Jato (ocurrido el 31 de diciembre de 2018), y por solicitar información sobre el estado del proceso de colaboración con la empresa Odebrecht. Se trataba del único delito que el Congreso aprobó el 24 de julio de 2019 para que se investigara al exfiscal de la Nación, el menor de todos ellos, cuya pena máxima es de dos años de prisión (que en la práctica no es efectiva). Las otras denuncias constitucionales contra Chávarry fueron rechazadas por el Congreso, lo que originó la sospecha de un «blindaje»; esta fue una de las razones por la que se acentuó la crisis política que desembocó en el cierre del Congreso el 30 de septiembre del mismo año.
El fiscal adjunto supremo titular Alcides Chinchay Castillo fue el encargado de presentar los cargos contra el fiscal supremo, señalando que la intención de Chávarry al solicitar información sobre el proceso de colaboración eficaz con Odebrecht, era acceder a los datos para filtrarlos a personas investigadas y trabar las acciones del equipo Especial Lava Jato. Asimismo, Chinchay dijo que la remoción de los fiscales Vela y Pérez, habría tenido por finalidad frustrar el proceso de colaboración eficaz con la empresa Odebrecht y, por tanto, anular las pruebas de la investigación hasta entonces recabadas fruto de ese acuerdo.
En noviembre de 2019, se reveló que Chávarry habría actuado presuntamente bajo intereses del partido Fuerza Popular, con mayoría en el Congreso ya disuelto, esto tras el testimonio de Jorge Yoshiyama, quien dijo que Chávarry usó como intermediario al entonces congresista y vocero de Fuerza Popular, Daniel Salaverry, coordinando un apoyo mutuo para frustrar la labor del Equipo Lava Jato. Fue la misma Keiko Fujimori quien le dijo a Salaverry que se reuniera con Chavarry y se le apoyara en todo lo necesario como Fiscal de la Nación (las pruebas serían los denominados chats de "La Botica"), en otra oportunidad, esta le pidió a Salaverry que le entregara una copia de la agenda del expresidente Pedro Pablo Kuczynski que le fue incautada en un allanamiento a su propiedad en marzo de 2018, cosa que Salaverry no realizó por considerarlo ilegal.
Pero el juez Hugo Núñez concluyó que los hechos imputados a Chávarry «no se subsumen» en el presunto delito de encubrimiento real, por lo que dispuso su archivamiento. La fiscal suprema adjunta Bersabeth Revilla anunció que apelaría dicha decisión.]]
En julio de 2020, El tribunal supremo acogió así las apelaciones que presentaron el Ministerio Público y la procuraduría del Poder Judicial a fin de dejar sin efecto la decisión del juez supremo Hugo Núñez Julca, respecto del pedido de Chávarry para archivar el proceso. Tras ello, el fiscal supremo Pedro Chávarry continuará afrontando el proceso penal por la remoción de Rafael Vela y José Domingo Pérez Gómez del Equipo Especial del caso Lava Jato cuando fue titular del Ministerio Público. Además de solicitar que se le entregue información reservada sobre el acuerdo de colaboración eficaz entre el Ministerio Público y la empresa brasileña Odebrecht.
En agosto del 2020, la Corte Suprema acogió el pedido del Ministerio Público y ordenó la suspensión preventiva del exfiscal de la Nación, Pedro Chavarry por haber removido de sus cargos a los Fiscales, Rafael Vela y José Domingo Pérez, el plazo que acogió el magistrado fue de 18 meses.
En septiembre del 2021, el Juzgado Supremo de Investigación Preparatoria sentenció a cuatro años de prisión suspendida al exfiscal de la Nación, Pedro Chávarry por solicitar información reservada del caso Odebrecht y el cese de los fiscales Rafael Vela y José Domingo Pérez del equipo especial Lava Jato, en diciembre del 2018. Chávarry, encontrado responsable del delito de encubrimiento real en agravio del Estado, fue inhabilitado también por cuatro años para el ejercicio de la función pública y deberá pagar una reparación civil de 100,000 soles. El juez Hugo Núñez Julca, señaló en su resolución que Chávarry, en su condición de fiscal de la Nación, ejecutó actos para entorpecer las investigaciones del caso Odebrecht, con el apoyo de Fuerza Popular.

### Caso Periodistas de Odebrecht
Según Jorge Barata y Ricardo Boleira, exdirectores de Odebrecht Perú, algunos codinomes como ‘Magneto’ se utilizaron para hacer pagos de la Caja 2 de Odebrecht a Arturo Valverde y a Víctor Andrés Ponce. El monto fue de 40 mil dólares. Se les pagó, según Barata, para generar noticias favorables al proyecto del Gasoducto del Sur.
Otros ‘periodistas’ que también recibieron pagos de la Caja 2 de Odebrecht son Juan Carlos Valdivia y Rafael Hidalgo. Según Ricardo Boleira, ambos estuvieron identificados en las planillas clandestinas bajo el codinome de ‘Plim Plim’. Su trabajo, de acuerdo con las fuentes, fue el actuar como lobistas.
Tanto Hidalgo como Valdivia recibieron luego otros pagos de Odebrecht, estos sí abiertos, en fecha tan tardía como mediados de 2016, cuando Marcelo Odebrecht estaba ya preso y la corporación ponía todo su esfuerzo en encubrir sus culpas.
Los pagos a esas personas fueron realizados, dijo Barata, para levantar la imagen de la compañía, porque estaban siendo cuestionados por irregularidades. Se hicieron por Caja 2 para que no se evidencie el pago. Rodney Carvalho estuvo a cargo de unos y Raymundo Trindade Serra de otros.

## Investigados más notables
| |
| Alejandro Toledo Manrique Presidente del Perú Con orden de prisión preventiva por 18 meses y detenido por supuestos sobornos en la carretera Interoceánica |

| |
| Alan García Pérez Presidente del Perú Tenía orden de detención preliminar, al estar investigado por presunta corrupción bajo su segundo gobierno (2006-2011), pero se suicidó el 17 de abril de 2019, haciendo que las investigaciones en su contra sean archivadas. |

| |
| Ollanta Humala Tasso Presidente del Perú Con Comparecencia Restringida por financiar su campaña electoral de 2006 y 2011 con fondos ilícitos |

| |
| Pedro Pablo Kuczynski Godard Presidente del Perú Con comparecencia restringida e impedimento de salida del país por presunto blanqueo de Capitales en agravio del Estado peruano cuando fue ministro (2004-2006). |

| |
| Nadine Heredia Alarcón Primera Dama del Perú Con arresto domiciliario por 36 meses acusada de intervenir a favor de Odebrecht en el Gaseoducto del Sur. Además esta procesada por financiar la campaña electoral de 2006 y 2011 con fondos ilícitos de la empresa |

| |
| Eliane Karp Fernenbug Primera Dama del Perú Prófuga de la Justicia tras una orden de prisión preventiva por 18 meses debido a su complicidad en cargos de ocultación y adquisición de inmuebles con dinero ilícito. |

| |
| Susana Villarán de la Puente Ex Alcaldesa Metropolitana de Lima Con 24 meses de arresto domiciliario por presuntamente recibir dinero ilícito en la campaña del NO a la revocatoria (de parte de Odebrecht y OAS), y en su campaña de reelección (de parte de OAS). |

| |
| Luis Castañeda Lossio Ex Alcalde Metropolitano de Lima Se encontraba con 24 meses de arresto domiciliario hasta su fallecimiento por presuntamente recibir aportes de Odebrecht y OAS en la Campaña Municipal de 2014. |

| |
| César Villanueva Arévalo Ex Primer Ministro del Perú Con 18 meses de arresto domiciliario por sobornos que recibió a cambio de la carretera San José de Sisa |

| |
| Keiko Fujimori Higuchi Ex Congresista de la República Con comparecencia restringida por el financiamiento ilegal de sus campañas electorales del 2011 y 2016 |

| |
| Lourdes Flores Nano Ex Congresista de la República Con una orden de comparecencia con restricciones con impedimento de salida del país por aportes ilegales a sus campañas electorales. |

| |
| Pedro Chávarry Vallejos Ex Fiscal de la Nación Condenado a 4 años de Prisión por el delito de Obstrucción a la Justicia tras haber removido ilegalmente a los Fiscales del Equipo "Lava Jato" |

| |
| José Luna Gálvez Ex Congresista de la República Con orden de comparecencia restringida por supuestos aportes ilícitos en la campaña municipal del 2014 |

| |
| René Cornejo Díaz Ex Primer Ministro del Perú Con impedimento de salida del país por el Caso de la carretera Interoceanica y del Centro de Convenciones de Lima |

| |
| Jorge del Castillo Gálvez Ex Primer Ministro del Perú Investigado por aportes irregulares de la empresa para las elecciones generales de los años 2006 y 2011. |

| |
| Marisa Glave Remy Ex Congresista de la República Investigada por presunta recepción irregular de dinero en la campaña del No a la Revocatoria del 2013 cuando era regidora municipal |

| |
| Luis Miguel Castilla Rubio Ex Ministro de Economia y Finanzas Con comparecencia restringida por el proyecto del Gaseoducto del Sur Peruano |

| |
| Javier Reátegui Rosselló Ex Parlamentario Andino del Perú Investigado por presuntos aportes ilícitos de la empresa al Partido Perú Posible |